# Chester Nimitz
Pour les articles homonymes, voir Nimitz.
Chester William Nimitz, Sr. (24 février 1885, à Fredericksburg, Texas – 20 février 1966 dans la baie de San Francisco) est un militaire américain. Il a eu une carrière de sous-marinier et a eu des responsabilités d'officier d'état-major qui lui ont valu les étoiles de contre-amiral. Dans les premiers jours de la Seconde Guerre mondiale, il a été promu amiral et nommé commandant en chef de la flotte du Pacifique (CINCPAC) en décembre 1941 et commandant en chef interarmées des zones de l'océan Pacifique (CINCPOA) en avril 1942, commandements qu'il a exercés jusqu'en décembre 1945. Il a été le troisième et le plus jeune amiral de la flotte de la marine des États-Unis et a fini sa carrière comme premier chef des opérations navales de l'après-guerre.

## Biographie

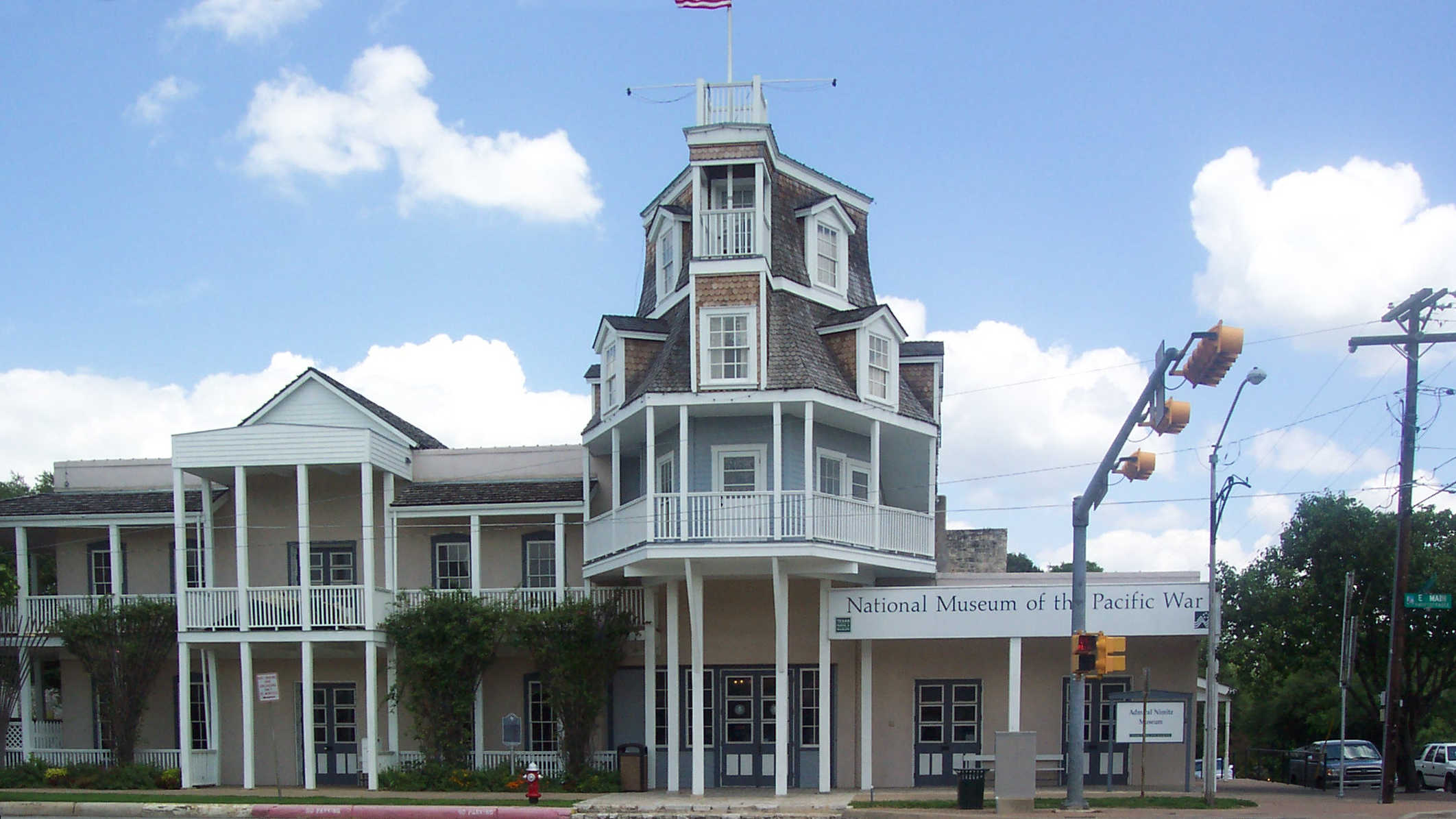
Maison natale de Chester Nimitz, à Fredericksburg, convertie en musée.

Nimitz est né à Fredericksburg dans l'État du Texas où sa maison natale a été transformée en musée. Son père meurt peu de temps avant sa naissance et c'est son grand-père, Charles H. Nimitz, ancien de la marine marchande allemande, qui prit en charge une grande partie de son éducation.
Chester Nimitz tenta d'entrer à l'Académie militaire de West Point afin de devenir officier dans l'Armée de terre, mais il n'y avait plus de place disponible. Un membre du Congrès lui indiqua qu'il restait une place de libre dans la Marine, à l'Académie navale d'Annapolis, mais qu'elle était réservée au meilleur des candidats. Nimitz étudia alors avec encore plus d'entrain afin d'obtenir cette place.

### Début de carrière jusqu'à la Première Guerre mondiale

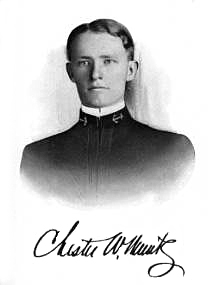
Nimitz au rang de cadet à l'époque d'Annapolis.

Il rejoint le cuirassé pré-dreadnought USS Ohio à San Francisco sur lequel il navigua dans les eaux de l'Extrême-Orient. En septembre 1906, il est transféré sur le croiseur protégé USS Baltimore (C-3) et le 31 janvier 1907, après deux ans en mer, il obtient le grade d'ensign. Stationné en Asie en 1907, il servit successivement sur la canonnière USS Panay, le destroyer USS Decatur (DD-5) et le croiseur léger USS Denver (CL-16).

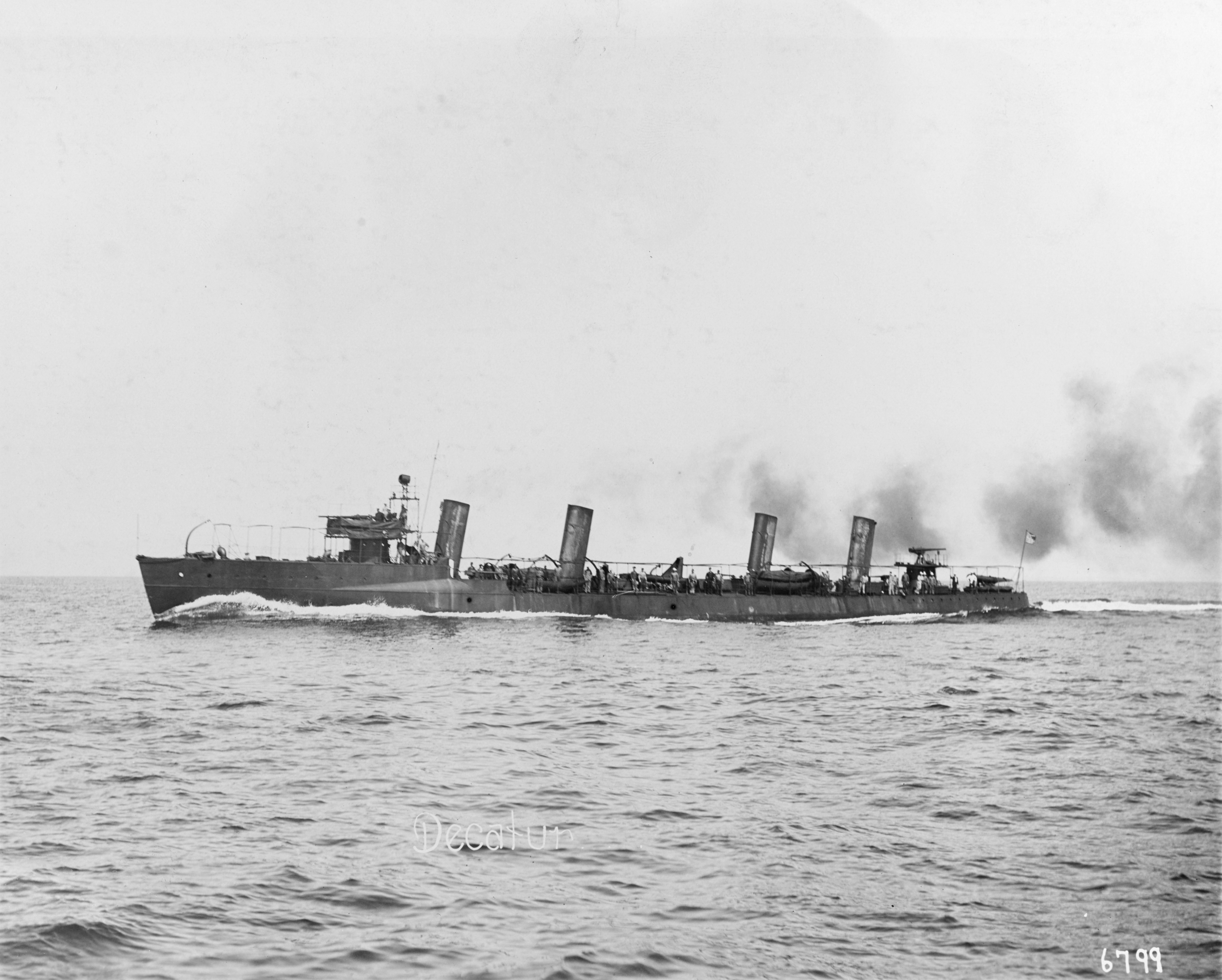
En 1908, à 23 ans, l'ensign Nimitz a commandé l'USS Decatur.

En 1908, l'enseigne Nimitz reçut le commandement de l'USS Decatur, mais à la suite d'une mauvaise manœuvre qui l'échoua sur un banc de sable, il fut envoyé en cour martiale, malgré la mauvaise qualité ou l'absence des cartes maritimes de l'époque, pour avoir mis en péril un navire de la Marine. Il reçut une lettre de réprimande et cet incident qui aurait pu avoir des conséquences fatales pour sa carrière militaire, n'en eut finalement pas.
Nimitz retourna aux États-Unis sur l'USS Ranger (plus tard USS Nantucket) quand le vaisseau fut converti en navire-école et en juillet 1909, il commença son instruction dans la première flottille de sous-marins, un domaine où il effectua une grande partie de son service. En mai de la même année, commandant de l'USS Plunger, plus tard rebaptisé A-1, il reçut en plus, le commandement de la flottille. Il commanda l'USS Snapper (en) (plus tard rebaptisé C-5) à partir du 2 février 1910 et l'USS Narwhal (en) (plus tard rebaptisé D-1) à partir du 18 novembre 1910. Parallèlement, le commandement de la 3e division de sous-marins torpilleurs dans l'Atlantique (la 3rd Submarine Division Atlantic Torpedo Fleet) lui fut confié le 10 octobre 1911. En novembre 1911, il fut rappelé à l'arsenal de Boston pour assister à la mise en eau de l'USS Skipjack (en) dont il allait assurer le commandement à partir du 14 février 1912. Le 20 mars 1912, le lieutenant Nimitz porta secours au pompier de 2e classe W. J. Walsh qui était en train de se noyer. Il reçut la médaille d'argent de sauvetage pour cet acte héroïque. Après avoir commandé la flottille de sous-marins postés dans l'Atlantique (entre mai 1912 et mars 1913), il supervisa la construction des moteurs diesel pour le navire-citerne USS Maumee (en), qui était en cours d'assemblage à la Compagnie de Construction de Bateaux et de Moteurs de New London (New London Ship and Engine Building Company) basée à Groton (Connecticut). En avril 1913, il s'était marié avec Catherine Vance Freeman. Pendant l'été 1913, il étudia la conception des moteurs dans des usines de moteurs diesel situées à Nuremberg en Allemagne ainsi qu'à Gand en Belgique. De retour à l'arsenal de New York, il devint commandant-en-second et ingénieur-mécanicien sur l'USS Maumee entré en service le 23 octobre 1916.
Le 10 août 1917, Nimitz fut placé au rang de second de l'amiral Robison, commandant des forces de sous-marins américains de la Flotte des États-Unis de l'Atlantique.
Le 6 février 1918, il fut nommé chef d'état-major et reçut une distinction pour son service méritoire. Le 16 septembre 1918, il fut envoyé au bureau du chef des opérations navales et le 25 octobre, il poursuivit son service avec la mention de Senior Member du comité de conception des sous-marins.

### Entre-deux-guerres
De mai 1919 à juin 1920, Nimitz servit à bord du cuirassé dreadnought USS South Carolina en tant que commandant en second. Il commanda ensuite l'USS Chicago et la 14e division de sous-marins basée à Pearl Harbor. Il retourna aux États-Unis pendant l'été 1922 et suivit les cours de l'École de guerre navale (Naval War College). En juin 1923, il fut nommé aide de camp et chef d'état-major assistant du commandant de la Flotte de bataille, et plus tard du commandant en chef de la Flotte des États-Unis. En août 1926, il se rendit à Berkeley (Californie) afin de mettre en place la première unité du corps d'entrainement des officiers de réserve (Reserve Officers Training Corps) de la Marine.
Nimitz perdit un bout de doigt à la suite d'un accident avec un moteur diesel, évènement qui aurait pu être plus grave s'il n'avait porté ce jour-là sa bague reçue à l'académie d'Annapolis. Il souffrit également d'une grave infection aux oreilles qui le rendit en partie sourd. Il compensa son handicap en devenant un bon lecteur sur les lèvres.
En juin 1929, il prit le commandement de la 20e division de sous-marins. En juin 1931, il assura le commandement du bâtiment auxiliaire de soutien de destroyers, USS Rigel (AR-11), et de destroyers basés à San Diego. En octobre 1933, il reçut le commandement du croiseur lourd USS Augusta (CA-31) et effectua une mission en Extrême-Orient. En décembre de la même année, l'USS Augusta devint le bâtiment amiral de la Flotte d'Asie. En avril 1935, il retourna sur le continent américain et travailla en tant qu'assistant du chef du bureau de la navigation. Promu contre-amiral en juin 1938, il a été nommé, en juillet, commandant de la 2e division de croiseurs de la Force de bataille. En septembre 1938, il fut nommé à la tête de la 1re division de cuirassés de la Force de bataille. Le 15 juin 1939, Nimitz accéda au poste de chef du bureau de la navigation.

### Commandant en chef de la Flotte du Pacifique de janvier 1942 à décembre 1945

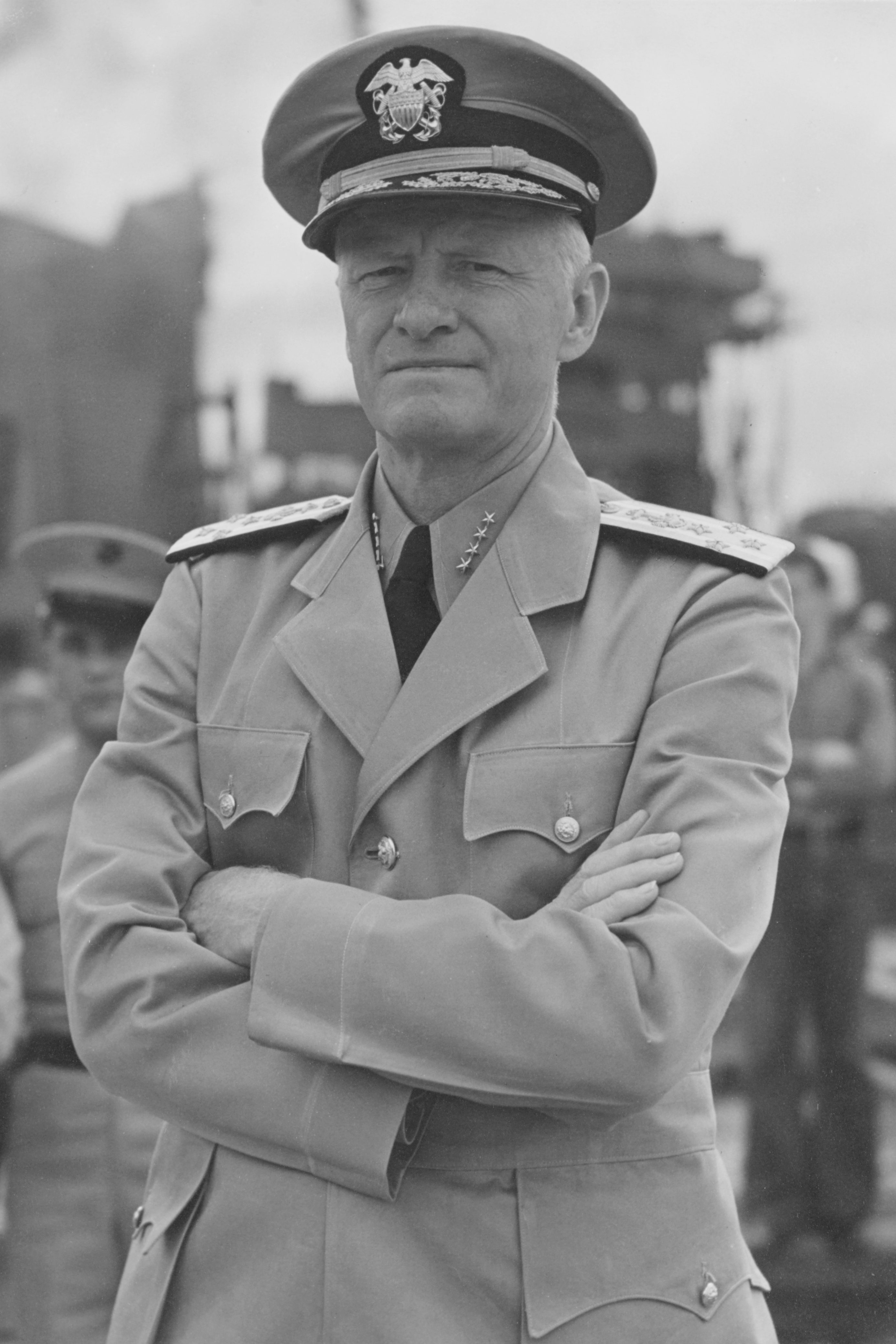
L'amiral Nimitz en 1942, dans la tenue d'été de toile kaki clair, avec insigne de grade au col de la chemise et aux pattes d'épaule de la veste, qu'il affectionnait particulièrement.

La Seconde Guerre mondiale éclata en Europe peu de temps après l'arrivée de Nimitz à la tête du Bureau de la Navigation. Dix jours après l'attaque sur Pearl Harbor le 7 décembre 1941, le président Roosevelt le nomma commandant en chef de la Flotte du Pacifique (CINCPAC) et directement au grade d'amiral avec effet au 31 décembre. L'amiral Nimitz a reçu cette charge à l'un des moments les plus critiques de la guerre dans le Pacifique. Malgré le manque de ressources à sa disposition, il réussit à organiser une première défense pour ralentir l'avancée japonaise.

#### De Pearl Harbor à la bataille de Midway
Il fut aidé dans cette entreprise par son état-major, dont les membres venaient en grande partie de l'état-major de l'amiral Kimmel, commandant en chef de la Flotte du Pacifique, au moment de l'attaque de Pearl Harbor. Il a conservé, pendant six mois, dans les fonctions de chef d'état-major, le contre-amiral Draemel, qui avait exercé cette fonction pendant l'intérim du vice-amiral Pye, entre l'amiral Kimmel et l'amiral Nimitz, ainsi que le captain McMorris, à la section des plans de guerre. Mais il a eu le souci de constituer un état-major inter-armées, ce qui n'était pas le cas du général MacArthur, par exemple. Il a toujours attaché la plus grande importance à insuffler un esprit d'équipe à ceux qui travaillaient sous ses ordres, ce qui a conduit à donner comme devise « Teamwork, a Tradition » (soit en français : « Le travail d'équipe, une tradition ») au porte-avions auquel son nom a été donné.
Les premiers mois de la guerre ont été marqués par une avance extrêmement rapide et apparemment irrésistible des forces japonaises, en Malaisie, aux Philippines, contre les territoires américains de Guam, et de l'île de Wake, dans les territoires sous mandat australien de Nouvelle-Bretagne, à Rabaul et de Nouvelle-Irlande, à Kavieng, dans les Indes orientales néerlandaises. Les forces américaines de la Flotte d'Asie (United States Asiatic Fleet) de l'amiral Hart ne connurent qu'un bref succès tactique devant Balikpapan mais la plupart des unités de surface ont connu un sort funeste au sein de la Flotte du Commandement américain-britannique-hollandais-australien (ABDACOM), fin février début mars 1942 dans les combats de la mer de Java. Seuls les raids de porte-avions de la Flotte du Pacifique, conduits à l'instigation de l'amiral King, contre les îles Marshall et Gilbert,, au début de février, ont été préoccupants pour le Haut Commandement de la Marine impériale japonaise, encore que certains y ont vu « un exercice extrêmement coûteux d'entrainement des pilotes ».
Plus d'un mois après la capitulation de Singapour et le bombardement de Port-Darwin, le Comité des chefs d'état-major interarmées, en anglais : Combined Chiefs of Staff (CCS), réunissant les plus hauts responsables des forces militaires des États-Unis et du Royaume-Uni, désigna, le 24 mars 1942, le théâtre du Pacifique comme une zone stratégique sous contrôle américain. Six jours plus tard, la réunion des chefs d'état-major américains (Joint Chiefs of Staff) divisa la zone en trois parties : les zones de l'océan Pacifique, en anglais : Pacific Ocean Areas (POA), la zone du Pacifique Sud-Ouest (South West Pacific Area SWPA) confiée au général MacArthur et la SEPA (Southeast Pacific Area) dont le quartier général se trouvait à Balboa. L'amiral Nimitz fut placé à la tête des zones de l'océan Pacifique avec le titre de commandant en chef (CINCPOA). Il s'agissait d'un commandement interarmées et interallié, qui ne se limitait pas aux forces navales américaines, mais s'appliquait à l'ensemble des Forces Alliées (Air, Terre et Mer) dans ces zones. Il conserva sous son autorité directe la zone du Pacifique Central, et délégua le commandement des zones du Pacifique Nord au contre-amiral Theobald et du Pacifique Sud au vice-amiral Ghormley.
Au fur et à mesure que les navires et les hommes devinrent disponibles, l'amiral Nimitz les lança dans la bataille. Un premier coup d'éclat a été le raid sur Tokyo, mené par des bombardiers des United States Army Air Forces qui avaient décollé du porte-avions USS Hornet qui venait d'arriver des États-Unis pour sa première opération de guerre,. Cela conforta la conviction de l'amiral Yamamoto, commandant en chef de la Flotte combinée, qui comptait provoquer une « bataille décisive » avec la Flotte américaine du Pacifique, en allant occuper l'atoll de Midway.

##### La bataille de la mer de Corail (4-8 mai 1942)
Au début mai, la bataille s'achevait aux Philippines, avec la capitulation américaine à Corrigedor, tandis que les Britanniques attaquaient Madagascar. Alerté par le décryptage de messages radio par les Britanniques qu'une force de deux grands porte-avions japonais, rentrant d'un raid fracassant contre la Flotte britannique d'Orient (British Eastern Fleet), se dirigeaient vers Truk, dans les îles Carolines, où se trouvait le Q.G. de la Flotte japonaise des mers du Sud, l'amiral Nimitz décida de déployer en mer de Corail les quatre porte-avions dont il disposait, pour contrer une éventuelle attaque contre Port-Moresby dont le général MacArthur comptait faire sa base de départ pour menacer Rabaul.

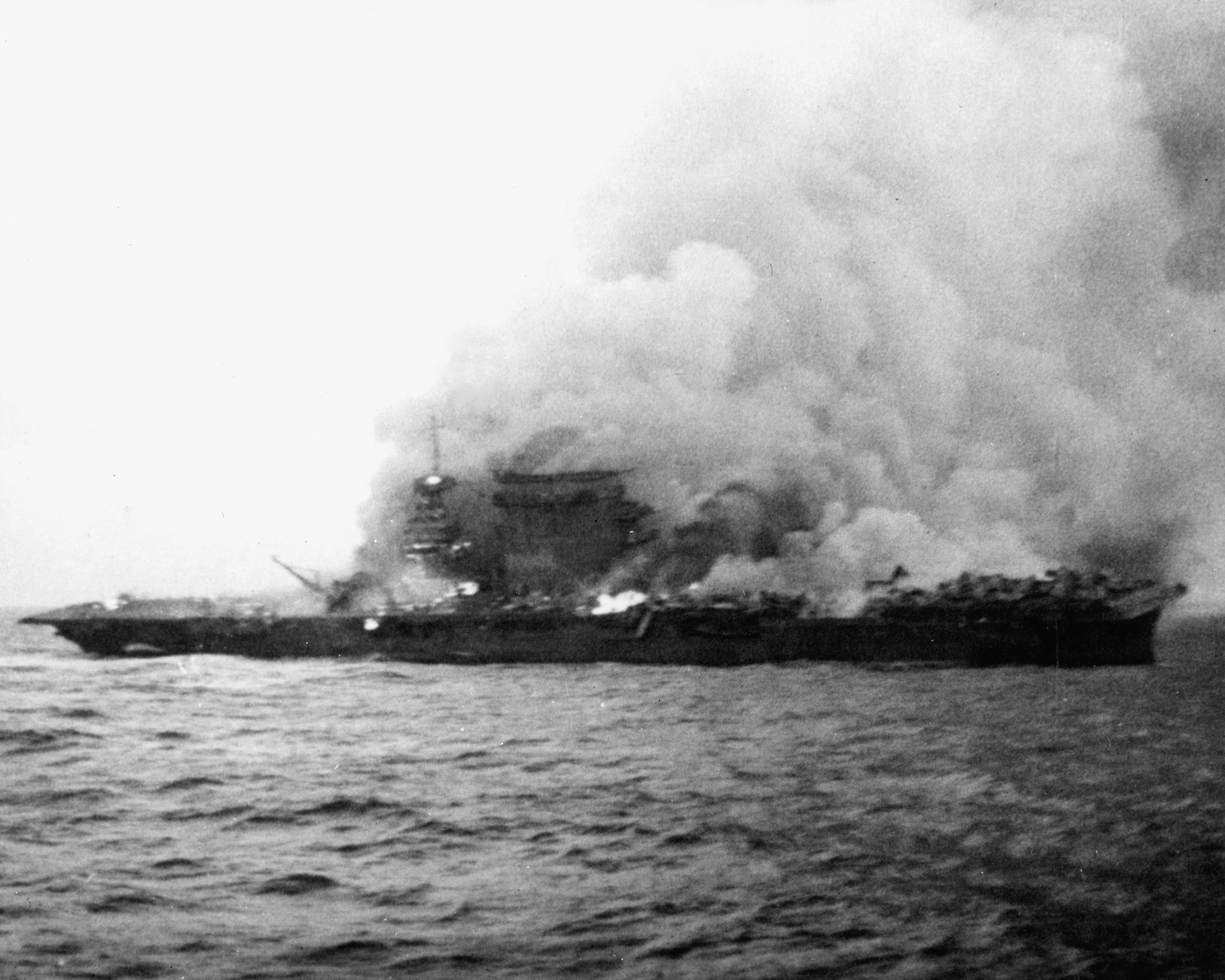
L' en feu après avoir été abandonné par son équipage.

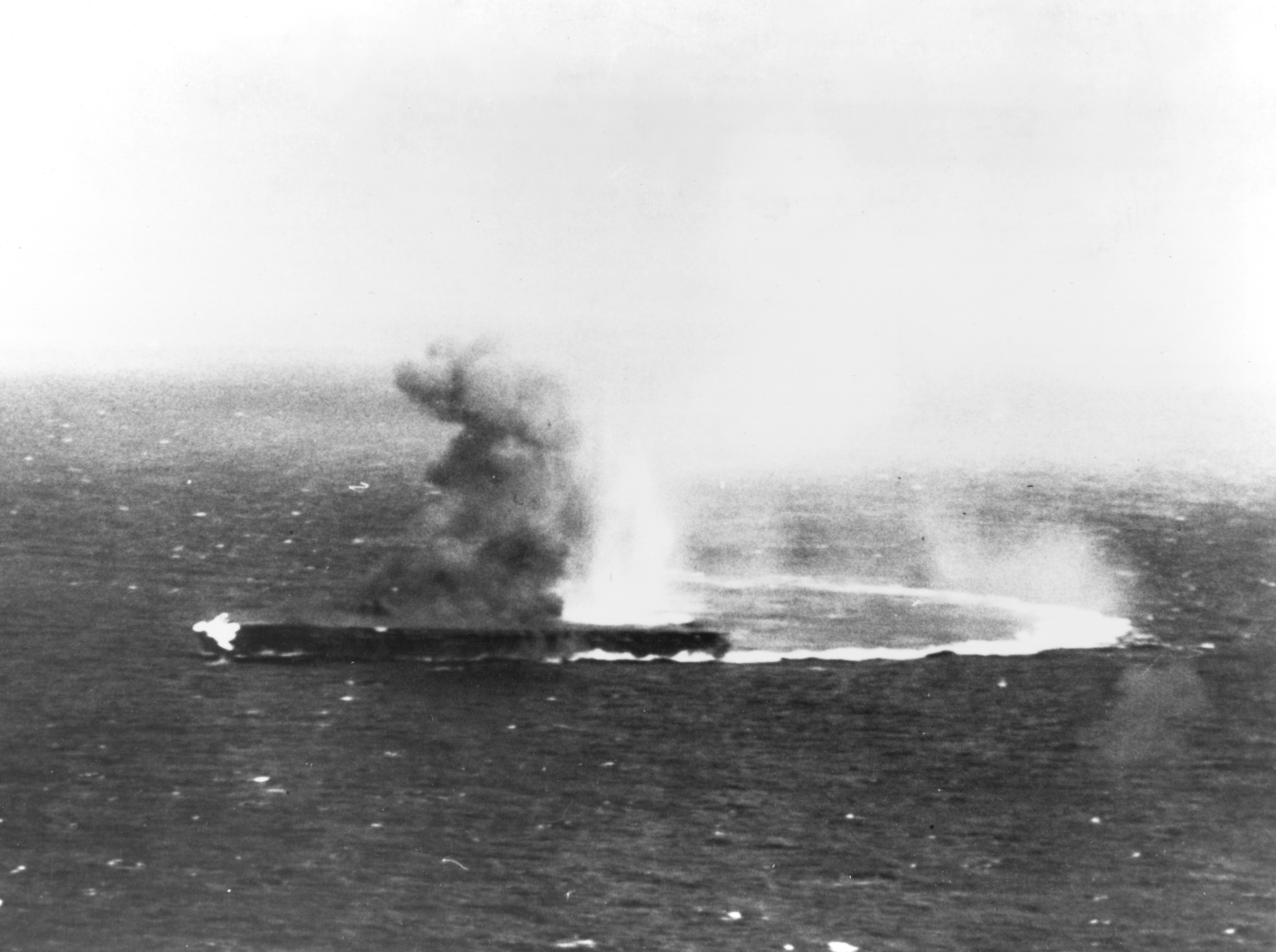
Les dégâts subis par le Shokaku vont l'empêcher de participer à l'attaque de Midway, en juin.

Seuls les deux porte-avions du contre-amiral Fletcher ont participé à la bataille qui s'ensuivit, les porte-avions du vice-amiral Halsey, revenant trop tard du raid sur Tokyo.
La bataille fut un des derniers succès tactiques de l'aéronautique navale japonaise, infligeant aux Américains la perte du grand porte-avions USS Lexington et ne subissant que la perte d'un porte-avions léger, mais, pour la première fois depuis Pearl Harbor, les porte-avions japonais ne remportaient pas une éclatante victoire et les Japonais subissaient un échec stratégique, en ne réussissant pas à couper la liaison entre Hawaii et l'Australie, tandis que les dégâts causés au Shokaku et au Zuikaku les ont empêchés de participer à la bataille suivante privant ainsi la 1re flotte aérienne de la Flotte combinée du tiers de ses porte-avions d'escadre, les deux plus puissants et les plus récents.

##### La bataille de Midway (4-7 juin 1942)

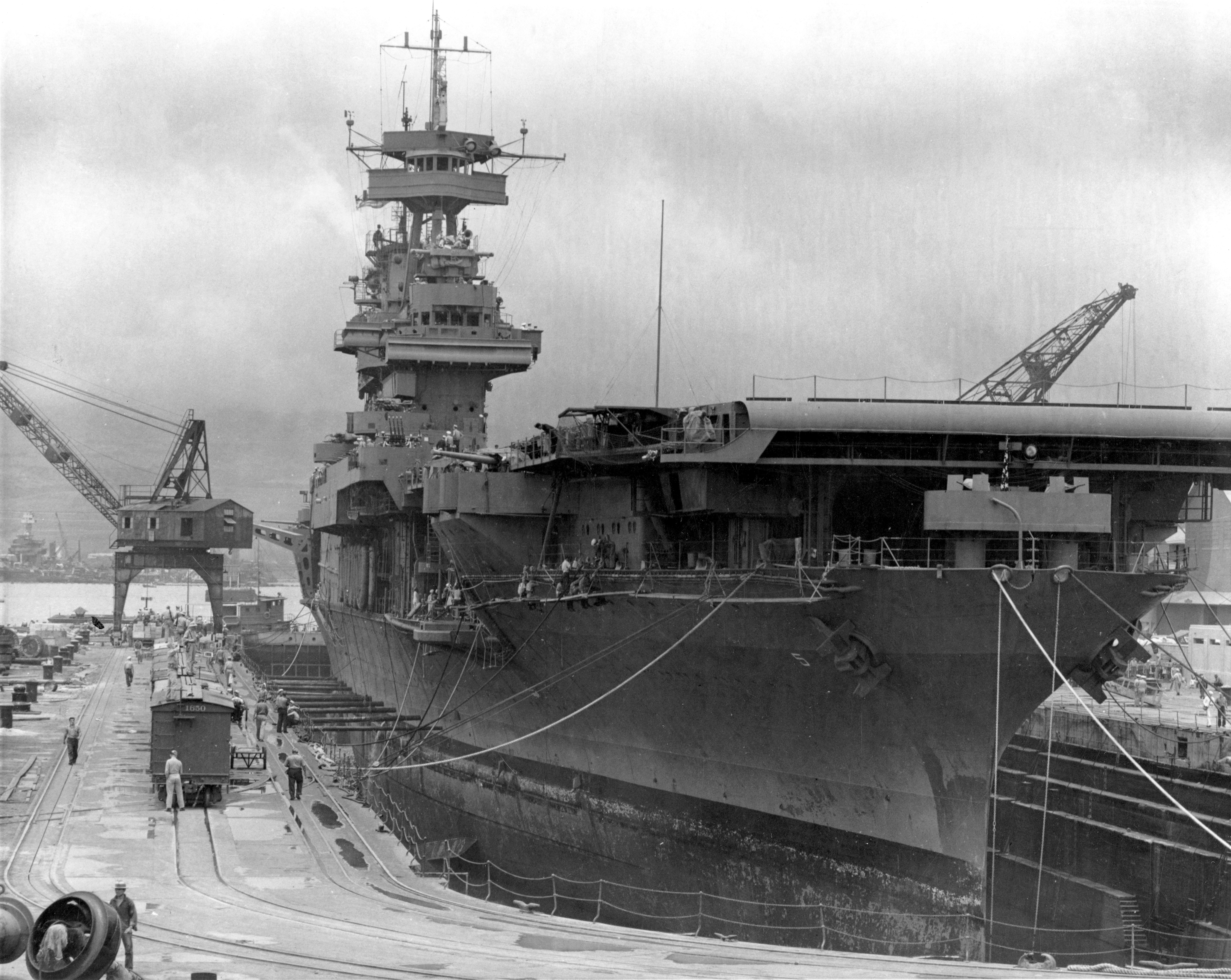
L' en cale sèche à Pearl Harbor le 29 mai 1942, peu avant son départ pour Midway.

La capacité des services de renseignement de la Marine américaine à décrypter les codes japonais a permis à l'amiral Nimitz d'acquérir la conviction qu'une offensive japonaise allait viser cette fois l'atoll de Midway. Il décida de tout jouer sur ce renseignement. Le chantier naval de Pearl Harbor reçut l'ordre de rendre opérationnel dans les délais les plus courts le porte-avions USS Yorktown, gravement endommagé en mer de Corail, de façon à pouvoir disposer de trois porte-avions, sachant que la Marine japonaise pouvait aligner quatre à six porte-avions d'escadre, et trois porte-avions légers. Le 30 mai, les trois porte-avions américains étaient en route pour se mettre en embuscade à quelque 350 mille nautiques au nord-est de Midway, à l'insu des Japonais.
L'indisponibilité du vice-amiral Halsey, qui a dû être hospitalisé en urgence, alors qu'il devait avoir le commandement supérieur à la mer, a conduit à confier les deux porte-avions de sa Task Force 16 au contre-amiral Spruance, que l'amiral Nimitz avait choisi pour être son nouveau chef d'état-major, mais cette nomination, sur la chaude recommandation du vice-amiral Halsey, devait se révéler très judicieuse. L'idée de manœuvre de l'amiral Nimitz était de lancer en avant les USS Enterprise et Hornet du contre-amiral Spruance et d'en assurer la couverture avec l'USS Yorktown du contre-amiral Fletcher, commandant supérieur à la mer.

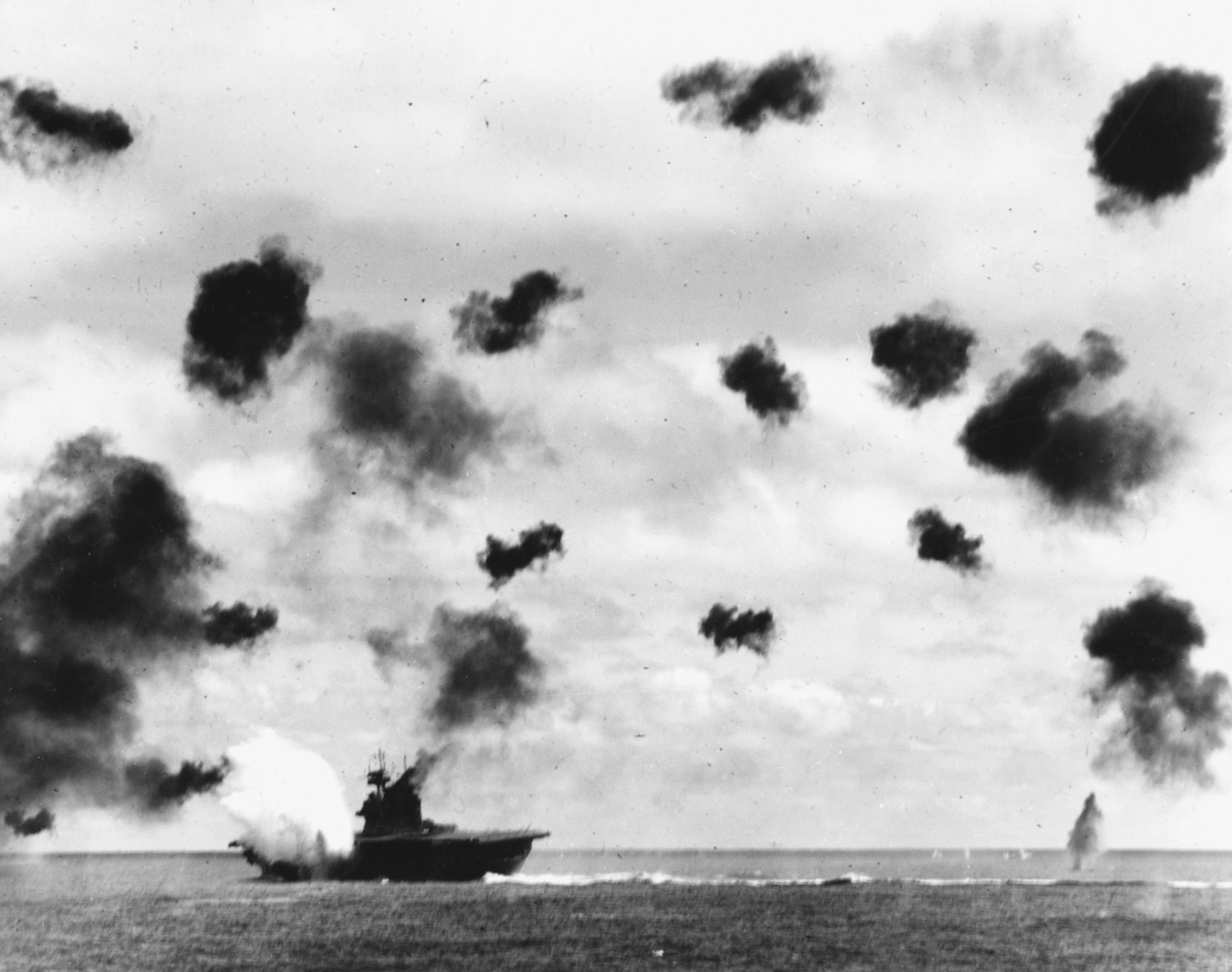
Malgré des tirs nourris de défense contre avions, l'USS Yorktown (CV-5) été mis hors de combat par l'aviation embarquée du Hiryū, dans l'après-midi du 4 juin.

L'amiral Yamamoto avait conçu un plan ambitieux, attaquant à la fois dans le Pacifique central, avec quatre porte-avions d'escadre en première ligne, et dans le Pacifique nord, contre les îles Aléoutiennes, avec trois porte-avions. C'est cette dispersion des forces, mais aussi la faiblesse du renseignement militaire japonais, et la mauvaise coordination entre les porte-avions et les cuirassés qui ont donné un avantage sensible aux forces américaines, qui ont souffert pour leur part d'une certaine inefficacité de l'aviation de bombardement basée à Midway, qu'elle dépende des US Army Air Forces ou des Marines.
La force destinée à envahir Midway a été repérée le 3 juin et attaquée sans résultats par les bombardiers basés à terre. Le 4 juin au matin une reconnaissance aérienne a signalé deux porte-avions japonais. Le contre-amiral Fletcher a demandé au contre-amiral Spruance de les attaquer. L'aviation de reconnaissance japonaise a repéré les bâtiments américains mais n'a pas aussitôt signalé que des porte-avions en faisaient partie, ce qui a abouti à des ordres successifs et contradictoires sur les porte-avions japonais. Malgré les difficultés de l'aviation embarquée américaine à localiser les porte-avions japonais, les bombardiers en piqué des USS Enterprise et Yorktown ont surpris les navires du vice-amiral Nagumo et mis hors de combat trois porte-avions (Akagi, Kaga, et Sôryû) sur quatre. Dans l'après-midi du 4 juin, ce sont l' USS Yorktown du contre-amiral Fletcher et le Hiryū du contre-amiral Yamaguchi qui ont été mis également hors de combat. La bataille s'est achevée le 7 juin, après que l'aviation embarquée du contre-amiral Spruance a coulé, le 6, le croiseur lourd Mikuma et gravement endommagé son jumeau, le Mogami, tandis que le sous-marin japonais I-168 a torpillé et coulé l'épave en remorque de l'USS Yorktown et un destroyer qui l'escortait,.
La bataille de Midway a définitivement clos la période des grands succès de la Marine japonaise. Celle-ci n'a plus, en tout cas, eu ensuite l'initiative sur le plan stratégique.
Le contre-amiral Spruance a alors pris les fonctions de chef d'état-major de la Flotte du Pacifique comme initialement prévu, et le commandement de la Task Force 16 a été confié au contre-amiral Kinkaid.

#### La campagne de Guadalcanal (août 1942-février 1943)
Dans la foulée de la victoire de Midway, l'amiral King a été l'instigateur d'une contre-offensive américaine. Il a choisi d'agir dans le secteur des îles Salomon, et en particulier de Guadalcanal dans l'esprit du plan Orange, qui donnait la priorité au maintien de la liaison entre les Hawaii et l'Australie. Mais en raison des réticences du général Marshall, chef d'état-major de l'Armée l'amiral King dut accepter que l'opération à Guadalcanal fût menée avec les seuls moyens de l'U.S. Navy et des U.S. Marines, qui n'ont été relevés par des divisions de l'Armée qu'à la fin de 1942.

##### Le débarquement à Guadalcanal et la bataille de Savo (7-9 août 1942)

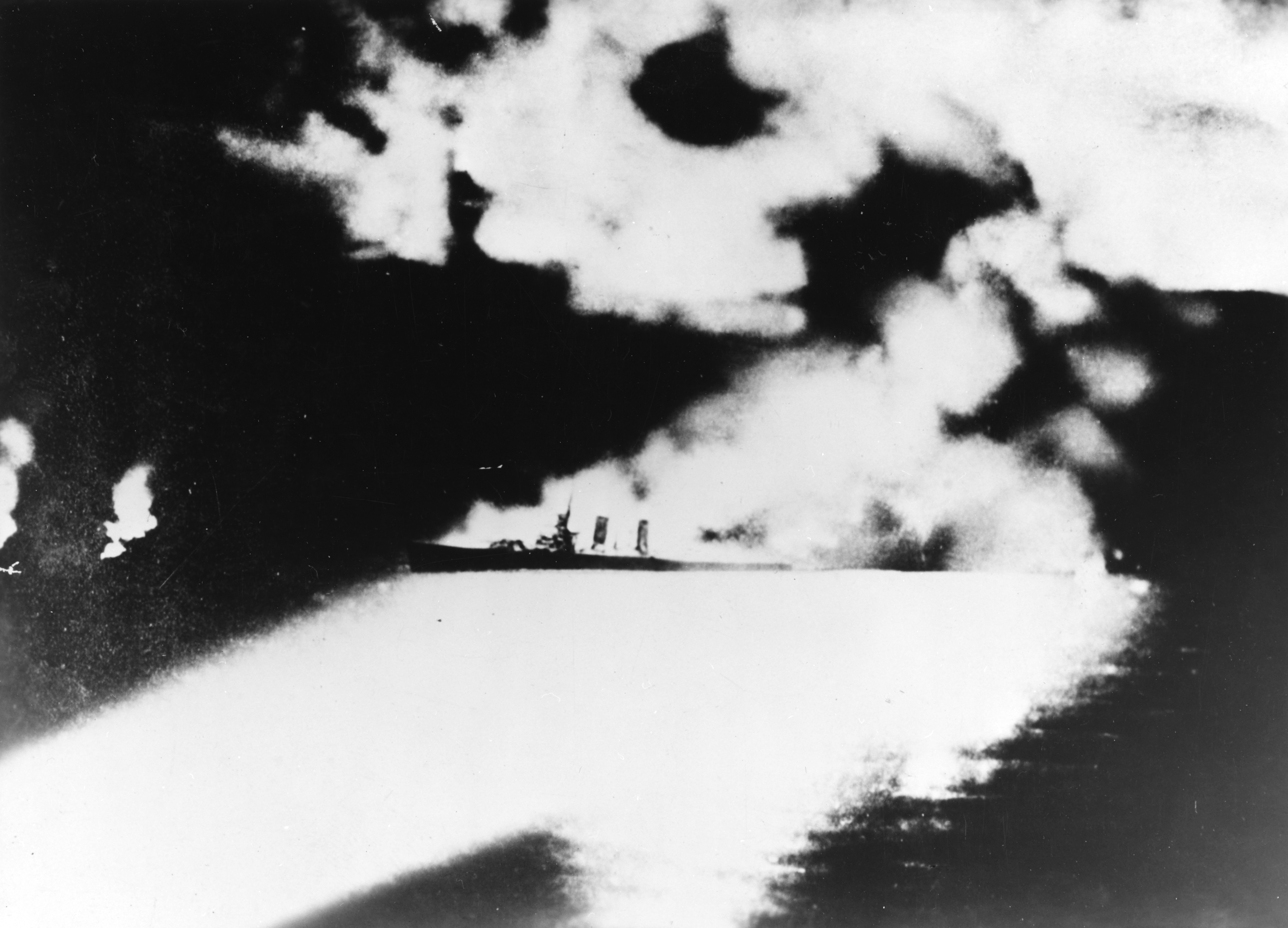
Éclairé par les croiseurs japonais, l' est en train de couler, à la bataille de Savo, le 9 août 1942.

C'est donc fin juillet-début août 1942 qu'a été déclenchée l'opération Watchtower qui a consisté à débarquer, le 7 août 1942 à Guadalcanal et sur Florida plus de quinze mille marines, qui ont rapidement délogé les Japonais du terrain d'aviation qu'ils avaient entrepris de construire, près de la pointe Lunga à Guadalcanal. Le vice-amiral Mikawa, qui venait de recevoir le commandement en chef d'une 8e flotte, dite des mers du Sud extérieures, avec quartier général à Rabaul, a surpris, dans la nuit du 9 août, un croiseur australien et
quatre croiseurs américains, près de l'île de Savo, coulant le HMAS Canberra, les USS Quincy,Vincennes, et Astoria, et endommageant gravement l'USS Chicago. Cette défaite cinglante, que certains ont imputé au retrait hâtif des porte-avions USS Enterprise, Saratoga et Wasp, par le vice-amiral Fletcher, aurait pu être beaucoup plus grave encore si le vice-amiral Mikawa ne s'était pas replié très vite, sans aller attaquer les navires de charge qui se trouvaient à une vingtaine de nautiques plus à l'est.

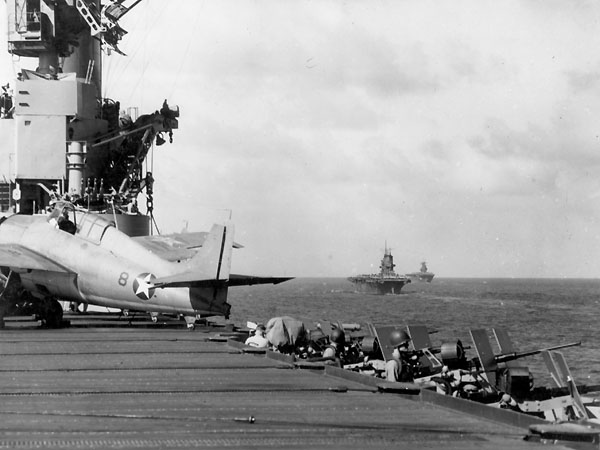
Les porte-avions américains, ici les Wasp, Saratoga et Enterprise, assurant la couverture aérienne de Guadalcanal le 12 août 1942.

Les marines ont eu le sentiment d'avoir été abandonnés par l'US Navy, avec une rancœur tenace contre le vice-amiral Fletcher. Ce fut cependant l'aviation embarquée sur ses trois porte-avions qui a affronté l'aviation navale de la 11e flotte aérienne du vice-amiral Tsukahara, basée à terre autour de Rabaul, jusqu'à ce que, vers le 20 août, le terrain d'aviation de Guadalcanal, baptisé Henderson du nom d'un officier aviateur des marines tué à la bataille de Midway, ait reçu ses premières escadrilles pour constituer la Cactus Air Force.

##### La bataille des Salomon orientales (24-25 août 1942)
Mais trois jours plus tard, ce sont les porte-avions de la 3e flotte du vice-amiral Nagumo, ainsi que les grands bâtiments de la 2e flotte du vice-amiral Kondō, qui ont été envoyés en couverture éloignée d'un renfort de troupes, escorté de bâtiments de la 2e escadre de destroyers du contre-amiral Tanaka. Lancé à l'attaque d'Henderson Field, le porte-avions léger Ryūjō a été coulé par l'aviation embarquée de l'USS Saratoga à la bataille des Salomon orientales (24-25 août 1942), où l'USS Enterprise et le grand porte-avions japonais Shokaku ont été endommagés. Mais le convoi japonais de transport de troupes n'est pas parvenu à destination, et à terre, les Japonais ont été repoussés à la bataille de la crête d'Edson.

##### Le «Tokyo Express» et le «Carrefour des torpilles»

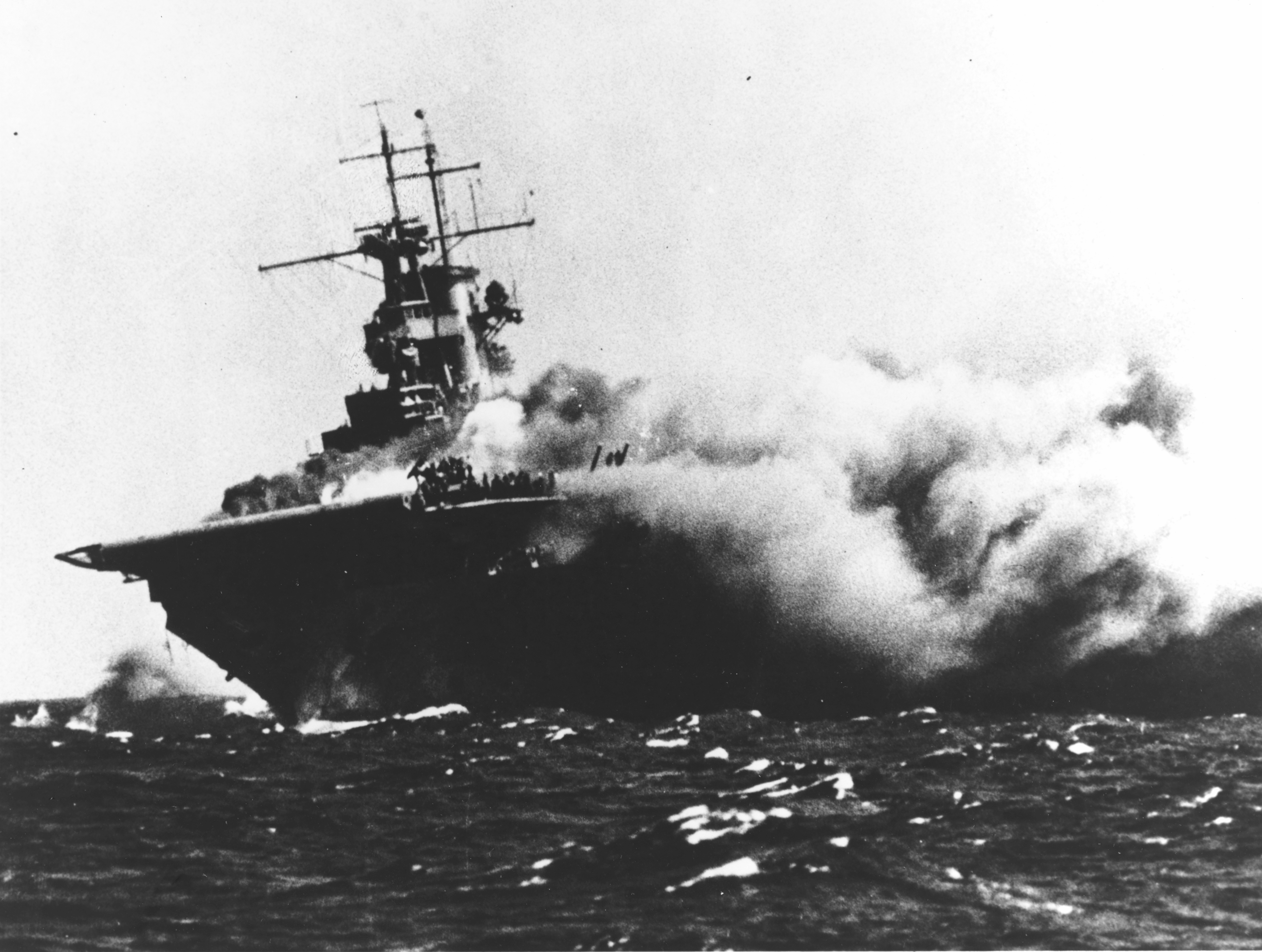
L’USS Wasp, en feu après avoir été touché par des torpilles japonaises, va devoir être abandonné (15 septembre 1942).

Pendant six mois, la campagne de Guadalcanal a consisté en une bataille d'attrition, entre les forces navales des deux camps, pour amener des renforts de troupes et leurs approvisionnements. Les Japonais se sont efforcés de déloger les Américains du terrain d'aviation Henderson, qui donnait à ces derniers la supériorité aérienne sur zone, de jour. Ils ont donc eu recours à des débarquements de renforts de nuit, couverts par des destroyers, ce que les Américains ont appelé par dérision le Tokyo Express. De leur côté, les Américains envoyaient leurs renforts par des convois partis d'Efate ou d'Espiritu Santo aux Nouvelles-Hébrides, des îles Tonga ou de Nouméa en Nouvelle-Calédonie, sous la protection de croiseurs et la couverture éloignée de porte-avions. Les sous-marins japonais ont alors eu l'occasion de remporter plusieurs succès notables, dans une zone située à l'ouest du méridien 166°Est, surnommée « le Carrefour des Torpilles » (en anglais : Torpedo Junction). Le 31 août, l'I-26 a endommagé l'USS Saratoga et le vice-amiral Fletcher a été légèrement blessé. Début septembre, l'USS Hornet a été manqué de peu, mais cela coûtera son commandement de la TF 17 au contre-amiral Murray. Plus grave, le 15 septembre, l'USS Wasp a été coulé par l'I-19, et le cuirassé USS North Carolina également atteint a dû retourner pour réparations à Pearl Harbor.

##### La bataille du Cap Espérance (12 octobre 1942)

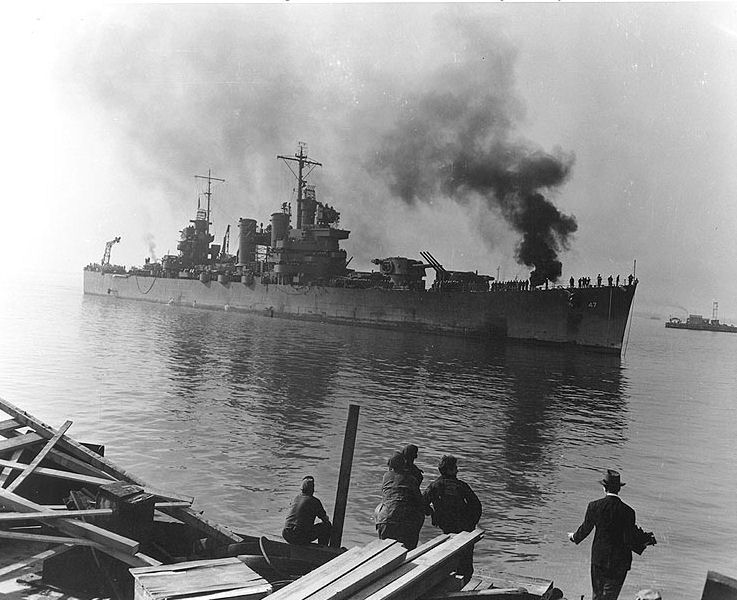
L'USS Boise, de la classe Brooklyn, arrive aux États-Unis pour se faire réparer, sa tourelle no 1 de 152 mm bloquée sur la droite, par un obus japonais de 203 mm, reçu à la bataille du cap Espérance.

À la mi-octobre, c'est un nouveau convoi de renforts, incorporant deux porte-hydravions chargés de matériel lourd, aux ordres du contre-amiral Jōjima qui a été envoyé vers Guadalcanal, tandis qu'une escadre comprenant trois croiseurs lourds aux ordres du contre-amiral Gotō devait bombarder Henderson Field. Mais un convoi de renforts américain venait d'arriver escorté de deux croiseurs lourds et deux grands croiseurs légers, aux ordres du contre-amiral Norman Scott. Prévenu de l'approche de bâtiments japonais, celui-ci s'est porté à leur rencontre. Au large du cap Espérance, il a, dans la nuit du 12 octobre, « barré le T » aux croiseurs du contre-amiral Gotō, qui a été mortellement blessé sur la passerelle de son navire amiral, l'Aoba. Le croiseur lourd Furutaka a été coulé, et trois croiseurs américains ont été endommagés. Cette fois le convoi japonais a pu débarquer sa cargaison, mais le bombardement du terrain Henderson avait été évité.
Mais deux jours plus tard, ce sont les deux cuirassés rapides Kongō et Haruna, aux ordres du vice-amiral Kurita qui sont venus bombarder Henderson Field. Près de huit cent soixante-dix obus de 356 mm ont été tirés, dont une centaine de nouveaux obus explosifs incendiaires et à fragmentation dits de type sankaidan. Près de cinquante avions y ont été détruits, soit plus de la moitié des avions qui s'y trouvaient. Les jours suivants, ce sont les croiseurs lourds de la 8e flotte, qui ont bombardé de nuit les positions américaines de Guadalcanal, et le contre-amiral Tanaka et son Tokyo Express ont réussi à mettre à terre 4 500 hommes de renforts.

##### La bataille des îles Santa Cruz (25-27 octobre 1942)
Le moral des défenseurs de Guadalcanal est alors au plus bas. Jugeant le vice-amiral Ghormley insuffisamment agressif, l'amiral Nimitz prend la décision, malgré leur vieille amitié, de le remplacer, en urgence, le 18 octobre, comme commandant de la zone du Pacifique Sud, par le vice-amiral Halsey, remis de sa maladie, et apprécié pour sa pugnacité.

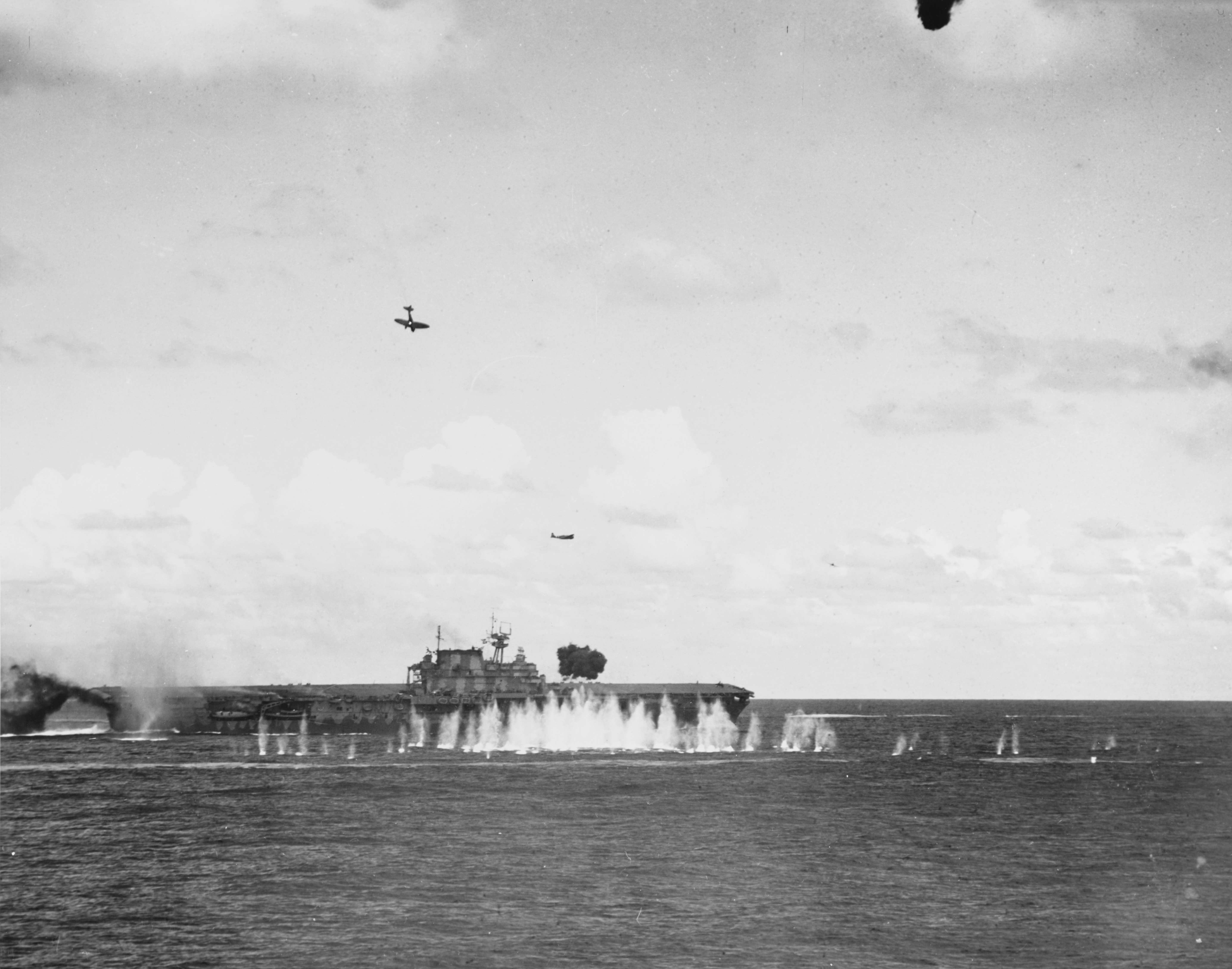
En s'écrasant sur l', un bombardier japonais va contribuer à l'immobiliser.

Les Japonais préparant une fois encore une offensive terrestre à Guadalcanal, les forces navales des vice-amiraux Nagumo et Kondō ont reçu la mission d'empêcher les forces aéronavales américaines de prêter main-forte aux marines. Compte tenu des dispositions d'esprit du vice-amiral Halsey, qui envoie depuis Nouméa au commandant supérieur à la mer, le contre-amiral Kinkaid qui vient d'être renforcé par le retour de l'USS Enterprise le message « Attaquez ! Je répète : Attaquez ! », la bataille était inévitable. Elle eut lieu au large des îles Santa Cruz, du 25 au 27 octobre. L'USS Hornet qui portait la marque du contre-amiral Murray a subi, le premier, de graves dégâts qui l'ont immobilisé. Malgré la puissante défense contre avions du cuirassé moderne USS South Dakota qui avait rallié depuis une dizaine de jours la Task Force de l'USS Enterprise, ce porte-avions a aussi été endommagé, et le contre-amiral Kinkaid qui y avait sa marque a décidé de se retirer vers l'est. Ayant encaissé de nouveaux coups venant du porte-avions Jun'yō, qui venait de rallier la 3e flotte japonaise, l'USS Hornet a dû être abandonné et a été coulé par des destroyers japonais dans la nuit du 26 au 27. Bien que les porte-avions japonais et le croiseur lourd Chikuma aient été endommagés, les Japonais ont crié victoire, mais le total de leurs pertes de personnel volant atteignait, après quatre batailles aéronavales, 50 % de leurs effectifs présents à Pearl Harbor dix mois plus tôt. Le vice-amiral Nagumo ne s'y est pas trompé en notant dans son rapport que si victoire il y avait, ce n'était pas une victoire écrasante, or il fallait des victoires écrasantes pour espérer en la victoire finale contre la puissance américaine. Quant à l'offensive terrestre japonaise, elle avait échoué, à la bataille d'Henderson Field.

##### Les batailles navales de Guadalcanal (12-13 et 14-15 novembre 1942)
Deux croiseurs lourds supplémentaires ont été affectés à la 8e flotte de l'amiral Mikawa, début novembre 1942, et une nouvelle fois, une puissante force navale aux ordres du vice-amiral Kondō, promu commandant en second de la Flotte combinée est partie de Truk pour aller prendre position à l'atoll d'Ontong Java à 135 nautiques au nord de Guadalcanal. Il s'agissait de couvrir l'approche d'un grand convoi de troupes de 11 navires rapides escortés par les destroyers du contre-amiral Tanaka. Cette fois c'étaient les cuirassés rapides Hiei et Kirishima du vice-amiral Abe qui devaient aller bombarder Henderson Field pour neutraliser l'aviation qui y était basée. Du côté américain, un convoi de renforts, la Task Force 67, commandée par le contre-amiral Turner était arrivée le 11 novembre de Nouméa, avec deux croiseurs lourds, un grand croiseur léger et deux croiseurs anti-aériens. L'intention du contre-amiral Callaghan, qui commandait l'escorte constituée en TG 67.4, était de reproduire la manœuvre qu'avait réussie le contre-amiral Scott, au large du cap Espérance.

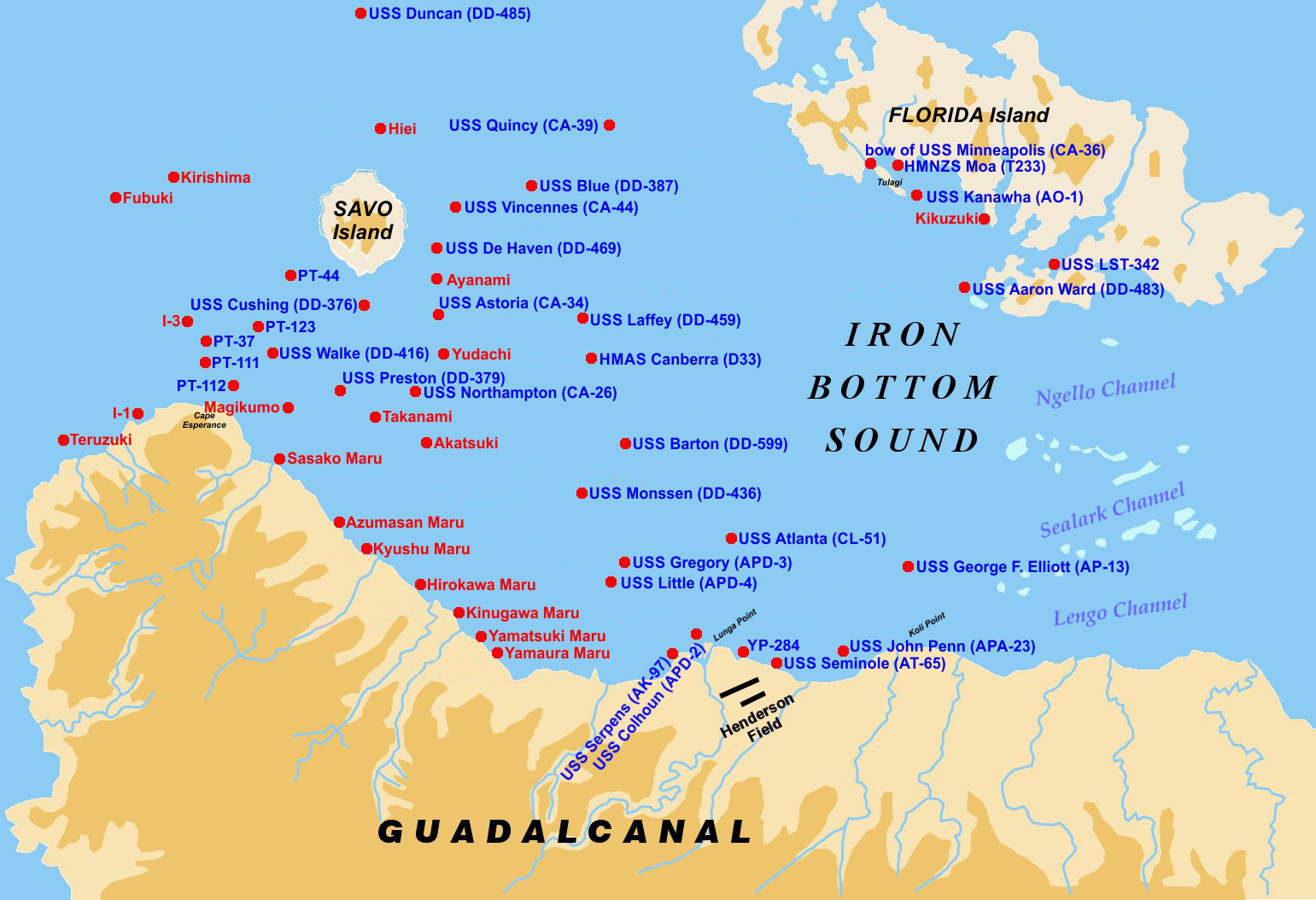
Localisation des épaves dans le « détroit au fond de ferraille ».

Dans la nuit du 12 au 13 novembre, dans le détroit entre l'île de Savo et Guadalcanal, surnommé « le détroit au fond de ferraille » (Ironbottom Sound), la bataille fut « une mêlée sauvage » aussi violente que confuse. L'entrainement au combat de nuit des marins japonais et leurs torpilles « Longues lances » ne furent pas compensés par un emploi du radar encore balbutiant du côté américain. Trois destroyers américains furent coulés et deux japonais. Le contre-amiral Scott a été tué sur la passerelle du croiseur USS Atlanta qui a été coulé. Les croiseurs lourds furent gravement endommagés, et le contre-amiral Callaghan tué sur la passerelle de l'USS San Francisco. Le cuirassé rapide Hiei dont la cuirasse de ceinture n'avait que 203 mm d'épaisseur a été désemparé par l'artillerie de 203 mm des croiseurs lourds américains tirant à très courte distance. Le vice-amiral Abe, blessé, décida de faire demi-tour sans aller bombarder le terrain Henderson. Le lendemain, le sous-marin japonais I-26 fit exploser l'USS Juneau, déjà extrêmement endommagé, tuant presque tout l'équipage, tandis que l'aviation basée à Guadalcanal et l'aviation embarquée de l'USS Enterprise arrivé à portée, ont achevé le cuirassé rapide Hiei, qui a été sabordé, malgré un ordre contraire de l'amiral Yamamoto, parvenu trop tard,.

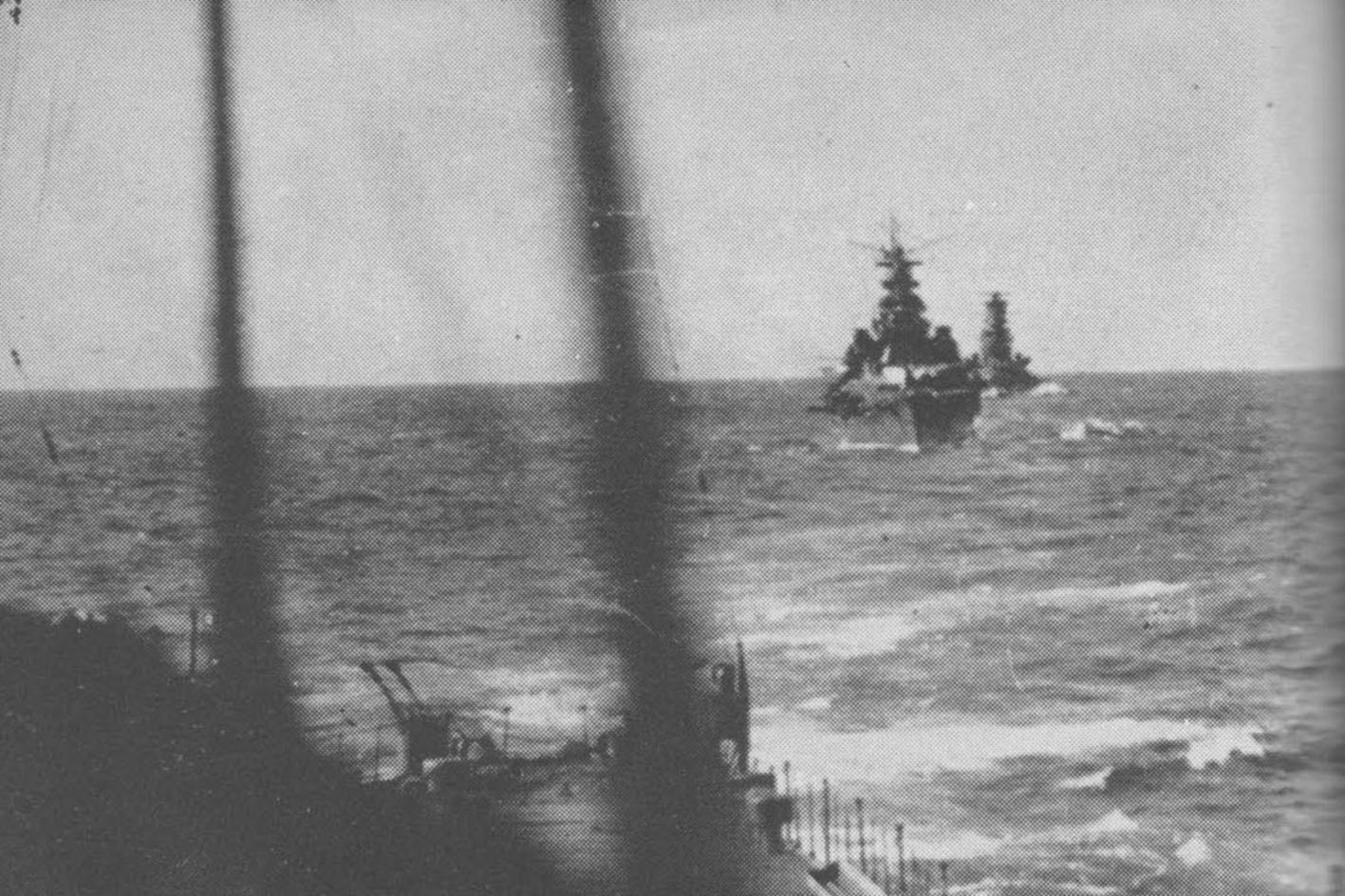
Le croiseur lourd Takao et le cuirassé Kirishima, en route pour Guadalcanal, le 14 novembre 1942 (photo prise du croiseur Atago, navire amiral).

Le convoi de renforts japonais est retourné attendre la suite des évènements aux îlots Shortland. Le 13 au soir, le vice-amiral Mikawa est arrivé devant Guadalcanal, avec quatre croiseurs lourds, dont deux aux ordres du vice-amiral Nishimura et un nouveau bombardement d'Henderson Field a eu lieu, mais le terrain d'aviation, qui a reçu près de mille obus de 203 mm est resté opérationnel. L'aviation qui y était basée a contribué à envoyer par le fond, dans la journée du 14, six des onze transports du convoi, tandis que l'aviation embarquée de l'USS Enterprise avait, dans la matinée, coulé le Kinugasa, et sérieusement endommagé le Maya.
L'amiral Yamamoto très critique à l'égard de la décision de repli du vice-amiral Abe, devant une force que le commandant en chef japonais jugeait inférieure, ordonna au vice-amiral Kondō de retourner exécuter la mission de bombardement d'Henderson Field. Le vice-amiral Kondo, qui avait sa marque sur l'Atago a mis le cap sur Guadalcanal, accompagné du Takao et du Kirishima.
Mais du côté américain, l'USS Washington avait rallié la TF 16, constituée autour de l'USS Enterprise, et le contre-amiral Lee avait sa marque sur le cuirassé qui a fait partie d'une Task Force 64, constituée pour la circonstance avec l'USS South Dakota qui avait connu le baptême du feu aux îles Santa Cruz. Escortés de quatre destroyers, les deux cuirassés ont appareillé de Nouméa et mis le cap sur Guadalcanal.

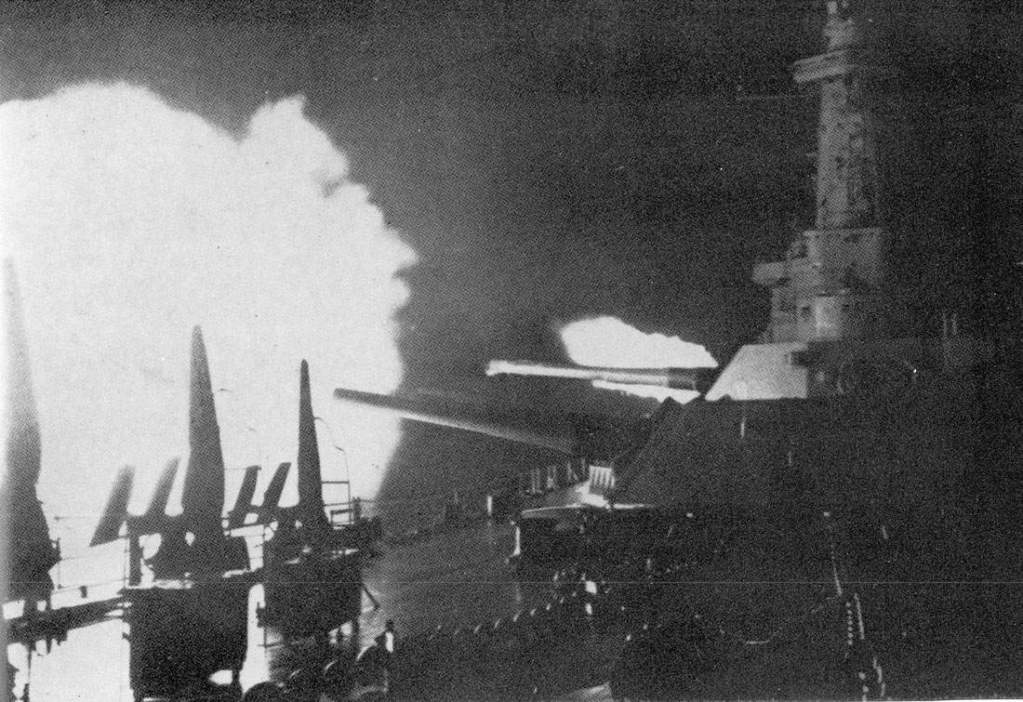
Le cuirassé USS Washington tire sur le Kirishima à 8000 mètres, on remarque l'élévation très faible des canons de 406 mm.

La rencontre a eu lieu dans la nuit du 14 au 15, dans les mêmes eaux du détroit de Seelark. Le contre-amiral Lee, qui « s'y connaît mieux en radar que les opérateurs radar »,, a utilisé le radar SG installé sur l'USS Washington pour diriger sa flotte durant la nuit, avec succès. Cette fois, l'USS Washington a ouvert le feu sur le croiseur qui se trouvait sur le flanc gauche du cuirassé rapide japonais, mais le contre-amiral Hashimoto qui y avait sa marque a replié le Sendai derrière un rideau de fumée. Le combat a très vite été général, confus et violent. Les marins japonais ont fait montre de leur maîtrise du combat de nuit, et l'USS South Dakota, victime d'une panne de ses circuits électriques a encaissé de nombreux coups. Mais l'USS Washington n'a pas été repéré par la veille optique japonaise. Le contre-amiral Lee a lancé à la radio « Ici Ching Chong Lee, tenez vous à l'écart ! Je vais passer au travers ! ». En quelques minutes, à une distance de 8 000 mètres, l'USS Washington, dont le tir était réglé d'après les indications du radar, a atteint le Kirishima de neuf obus de 406 mm, et l'a réduit à l'état d'épave. Le vice-amiral Kondo s'est retiré aussitôt avec ses croiseurs lourds vers le nord, laissant ses petits bâtiments recueillir les rescapés. Le contre-amiral Tanaka a jeté à la côte de Guadalcanal les quatre derniers transports du convoi. Ils ont été détruits par l'aviation américaine le lendemain. Il n'y a pas eu d'autre engagement de grands bâtiments japonais à Guadalcanal. Trois jours après, le vice-amiral Halsey était promu amiral.

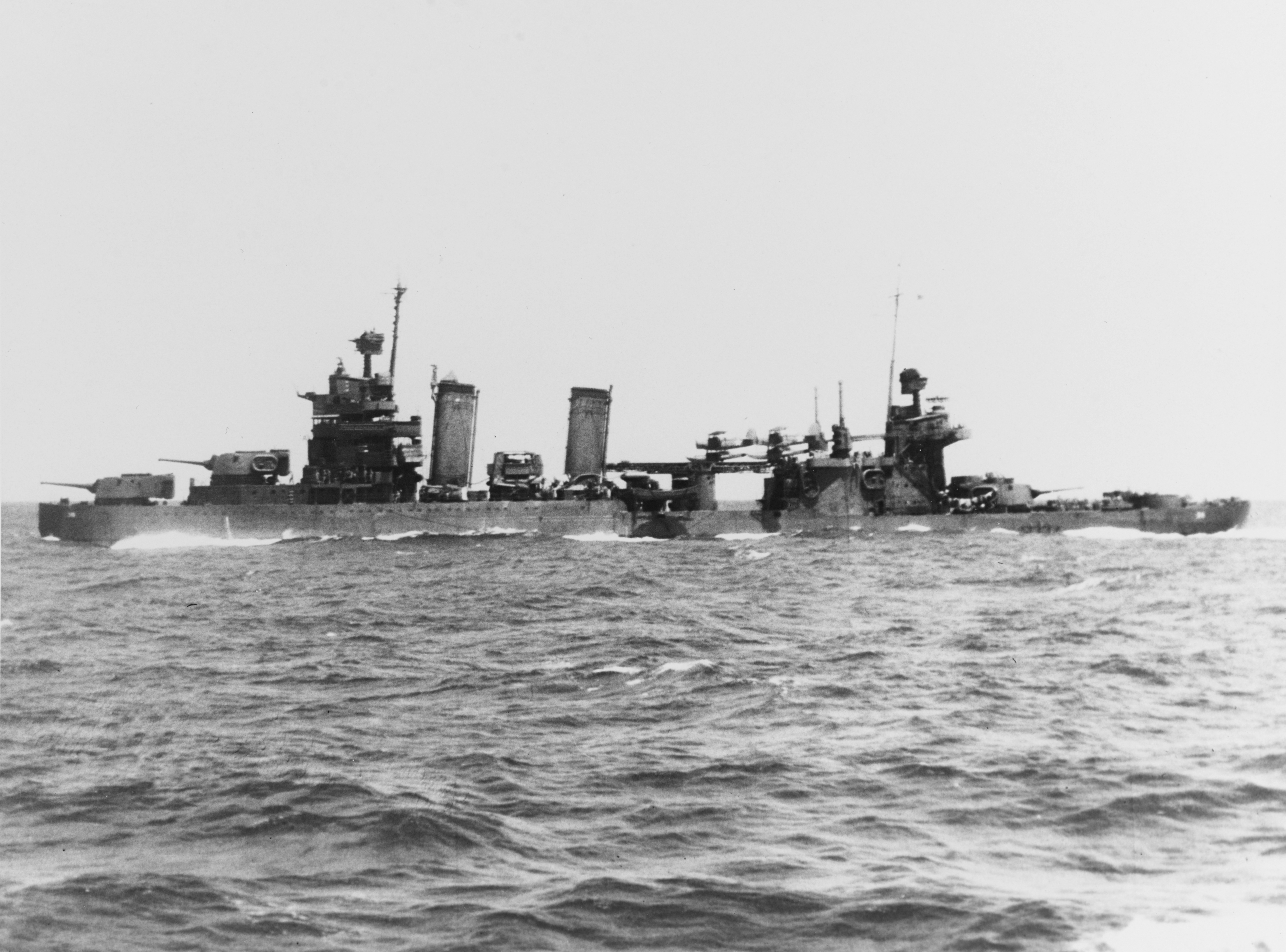
L'USS Minneapolis rentre à Pearl Harbor sans sa proue qui a été détruite à la bataille de Tassafaronga.

Le « Tokyo Express » a continué quelque temps, mais uniquement avec des destroyers, et le 30 novembre, à la bataille de Tassafaronga, le contre-amiral Tanaka, avec huit destroyers a réussi à infliger une défaite cuisante au contre-amiral Wright, coulant l'USS Northampton et endommageant trois croiseurs lourds, en ne perdant qu'un destroyer.

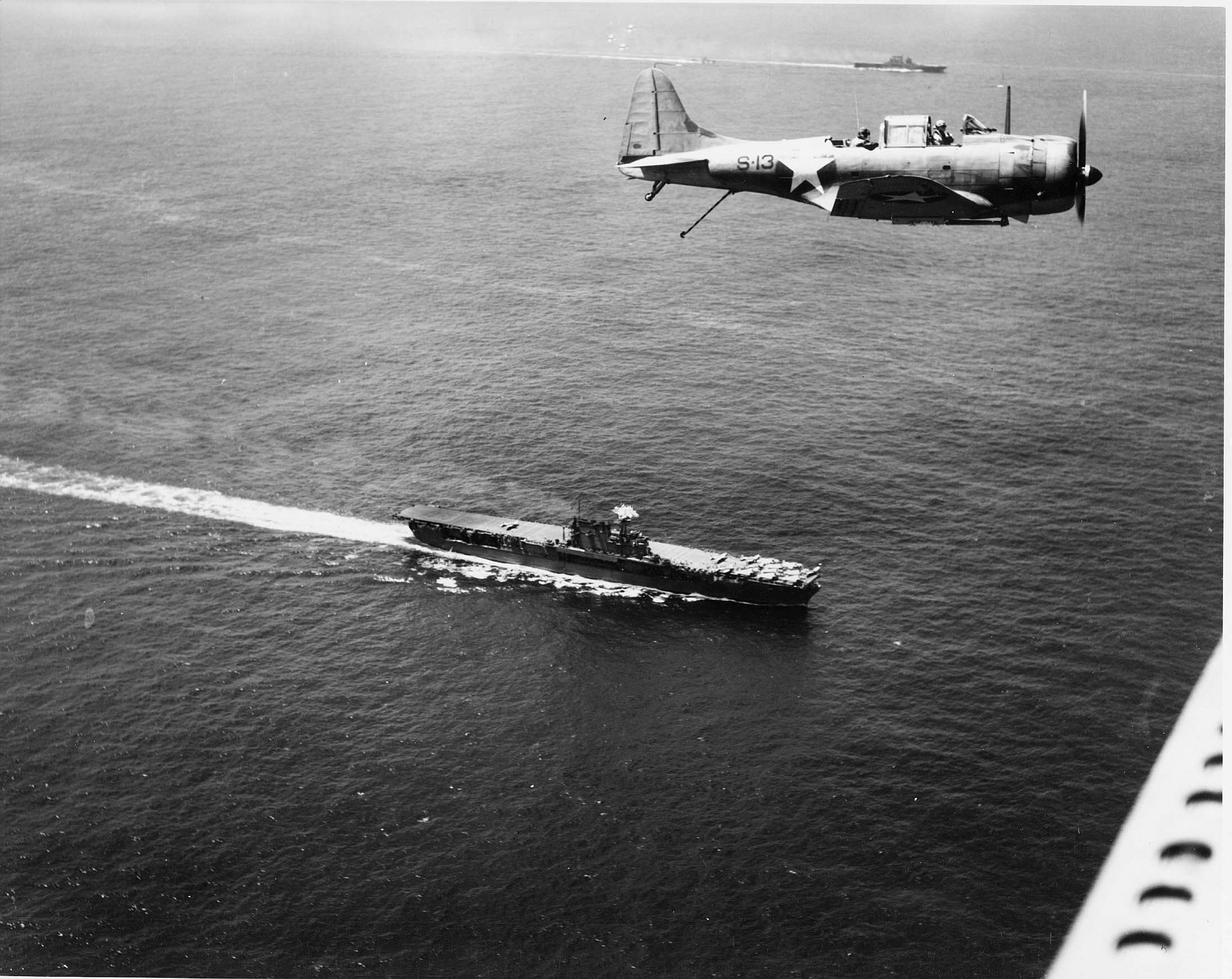
L'USS Enterprise avec l'USS Saratoga, à l'arrière-plan, le 19 décembre 1942, à proximité de Guadalcanal.

Fin décembre, l'USS Saratoga, réparé, est de retour. Les temps où la Flotte du Pacifique n'a disposé que d'un seul porte-avions sont révolus, et le 31 décembre, l'USS Essex, premier d'une classe de 24 porte-avions d'escadre, est « armé pour essais », dans la terminologie française (en anglais : commissionned).
Le 24 décembre, le vice-amiral Kusaka, commandant de la 11e flotte aérienne à Rabaul a été nommé commandant d'une nouvelle flotte de la zone sud-est, qui a englobé toutes les forces navales et aériennes en mer des Salomon, la 8e flotte du vice-amiral Mikawa se trouvant réduite, en matière de grands bâtiments, au seul Chokai, trois croiseurs lourds de la 6e division ayant été coulés, et l'Aoba étant en réparations.

#### La campagne de îles Salomon (février 1943-février 1944)

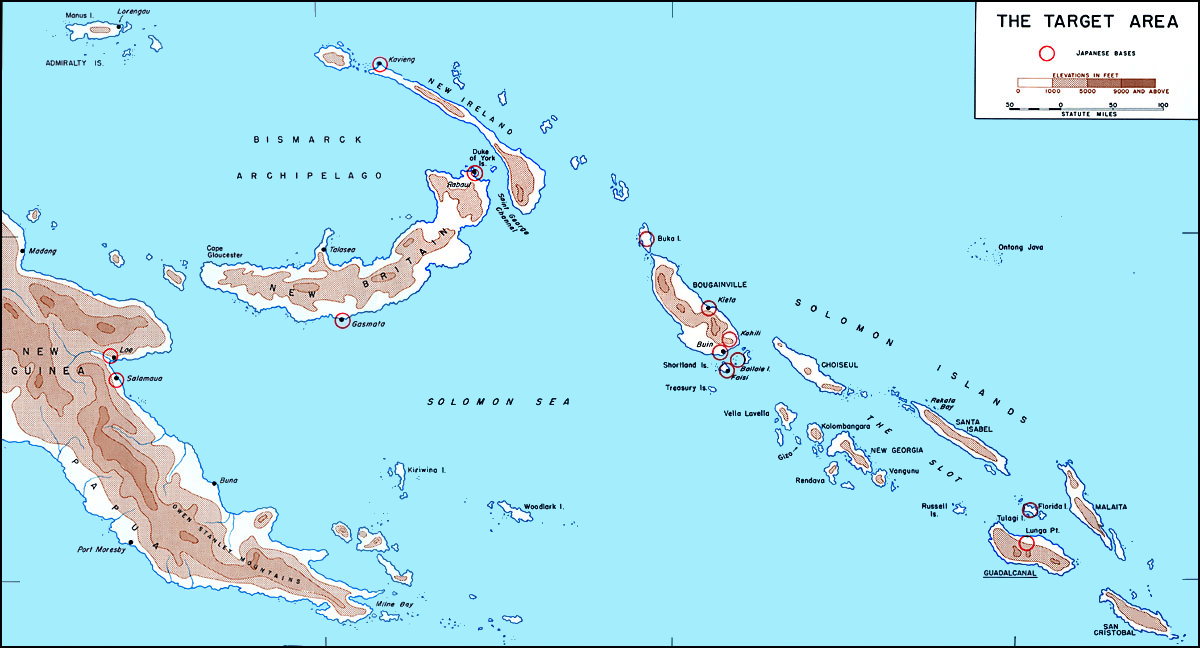
Carte de la région des îles Salomon

Après l'évacuation de Guadalcanal par les Japonais, qui éloigne la menace sur la liaison Hawaii-Australie, la stratégie américaine est une offensive selon deux axes est-ouest parallèles, au sud, le long de la mer des Salomon sur la côte de Nouvelle-Guinée-Papouasie, par les troupes du général Mac Arthur, au nord, dans les îles de l'archipel des Salomon, par l'U.S. Navy et les marines, aux ordres de l'amiral Halsey, sous l'autorité de l'amiral Nimitz, dans la perspective d'une reconquête de Rabaul et de Kavieng, souhaitée par le général MacArthur, dans un « plan Elkton III ».

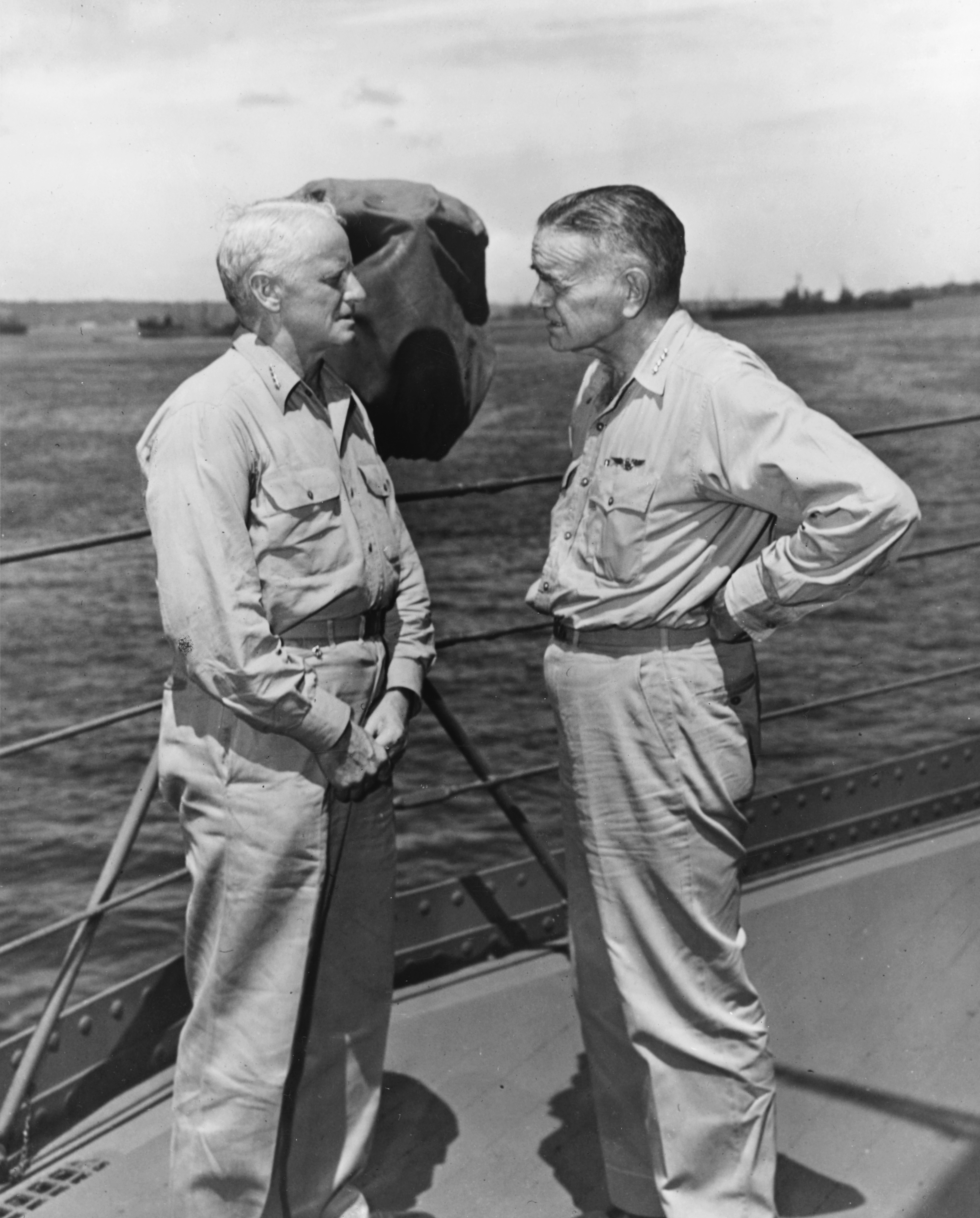
Les amiraux Nimitz et Halsey, le 20 janvier 1943, à Espiritu Santo.

Quant aux Japonais, ils ont fixé leur ligne de défense sur la Nouvelle-Géorgie, depuis laquelle ils espèrent reprendre pied sur Guadalcanal que leur aviation continue à bombarder, et à intervenir jusque dans les Salomon du Sud. La construction, très bien camouflée de pistes d'aviation à Munda, et à Vila, sur Kolombangara, doit ainsi leur permettre de neutraliser Henderson Field. Les forces navales américaines du Pacifique Sud, faute de moyens de débarquement suffisants, ont procédé à des bombardements côtiers des aérodromes japonais les plus proches, sans grande efficacité. Si, début janvier, lors d'un raid sur Munda, le contre-amiral Ainsworth a eu l'occasion d'améliorer la tactique d'emploi des croiseurs et des destroyers, en donnant une plus grande liberté d'action aux destroyers et en utilisant la plus grande portée de l'artillerie des croiseurs pour rester hors d'atteinte des torpilles « Longues Lances », néanmoins, le 30 janvier 1943, à la bataille de l'île de Rennell, les avions japonais de la 11e flotte aérienne ont réussi, malgré une couverture de l'aviation de l'USS Enterprise, à couler l'USS Chicago, seul rescapé de la bataille de l'île de Savo.

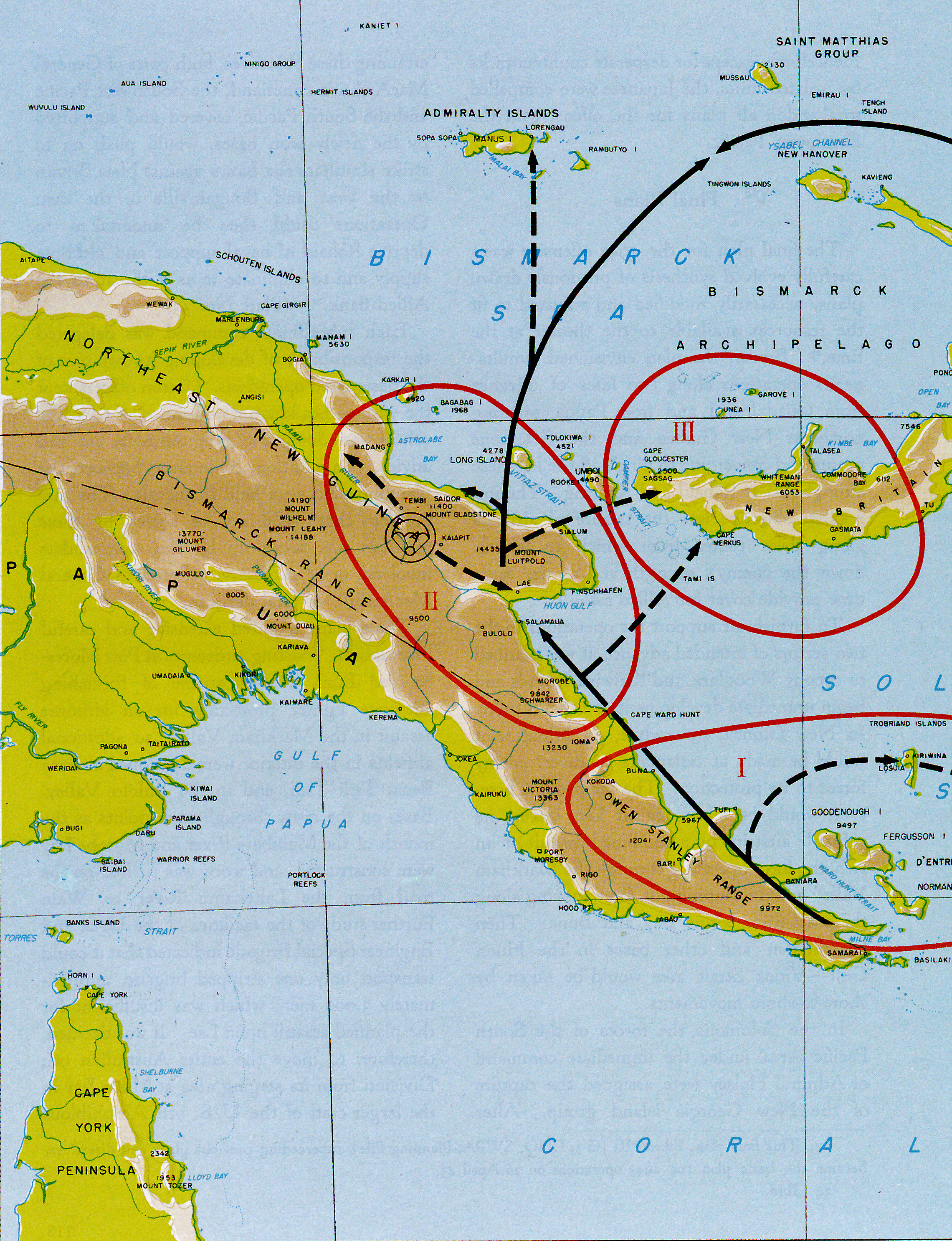
Le plan Elkton III du général MacArthur - mars 1943.

Dès la fin février, les îles Russell, à proximité immédiate de Guadalcanal, ont été occupées, alors qu'elles avaient été évacuées par les Japonais (opération Cleanslate (en)). Mais en Nouvelle-Guinée-Papouasie, le Haut Commandement japonais souhaitait conforter les positions occupées dans le secteur de Salamaua-Lae. Pour transporter de très importants renforts, de l'ordre de 7 000 hommes destinés à repousser l'offensive attendue des troupes du général MacArthur, un convoi escorté de huit destroyers a quitté Rabaul, le 28 février, mais dans la bataille de la mer de Bismarck (2 au 5 mars 1943), l'aviation américaine basée à terre a détruit le convoi, avec des pertes estimées à 3 000 tués,.
Mais le Pacifique Sud n'est pas seule préoccupation de l'amiral Nimitz. Dans la zone du Pacifique Nord, où, en janvier 1943, le contre-amiral Kinkaid a remplacé le contre-amiral Theobald, il s'agit de reconquérir les îles Kiska et Attu, occupées depuis juin 1942 dans l'archipel des îles Aléoutiennes. À la fin mars, le contre-amiral McMorris, avec un croiseur léger ancien et un croiseur lourd, a été malmené mais a tenu en échec, à la bataille des îles du Commandeur, le vice-amiral Hosogaya, qui, avec deux croiseurs lourds, devait y acheminer des renforts. La reconquête a commencé par l'attaque d'Attu, la position la plus à l'ouest, donc la plus éloignée, mais avec la moins puissante garnison. Les combats, qui ont duré trois semaines en mai 1943, ont été difficiles, compte tenu du climat quasi-polaire. L'occupation de Kiska, en août 1943, effectuée sans combats, les Japonais ayant évacué l'île à l'insu des Américains, a marqué la fin de la campagne.

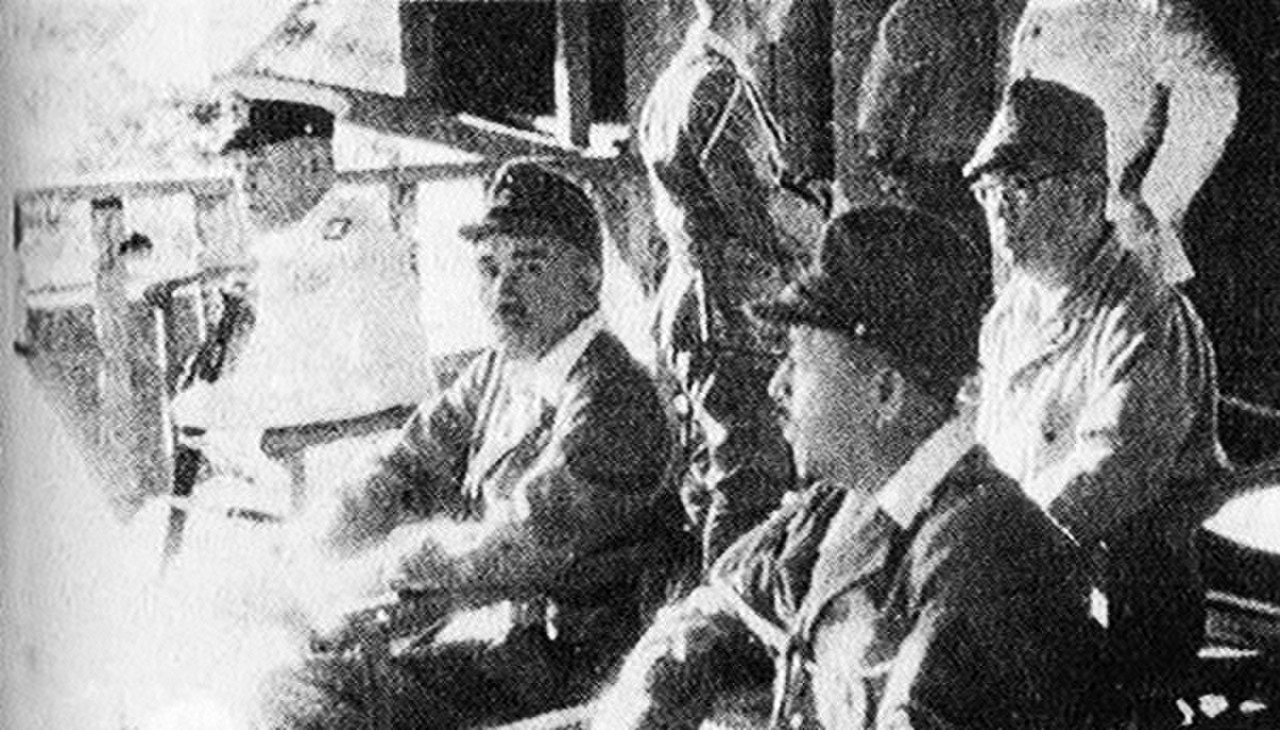
L'amiral Yamamoto (à gauche sur la photo), avec le vice-amiral Kusaka (au centre), à Rabaul lors de l'opération I-Go en avril 1943.

En avril, dans le Pacifique Sud, l'amiral Yamamoto, commandant en chef de la Flotte combinée, a ordonné que 170 appareils des porte-avions de la 3e flotte soient momentanément transférés à terre, pour aller renforcer la 11e flotte aérienne et participer à des bombardements depuis Rabaul, Bougainville et les îles Shortland, contre Guadalcanal, Port Moresby, la baie d'Oro (devant Buna) et la baie de Milne. C'est l'opération I-Go. Les résultats n'ont pas été déterminants pour l'aviation navale japonaise face à l'aviation de chasse américaine. Comme l'amiral Yamamoto devait aller inspecter les aérodromes d'où étaient partis les avions japonais, un message radio détaillant son itinéraire a été décrypté par les Américains. Prévenu, l'amiral Nimitz a proposé de tenter une interception, ce qui fut approuvé au plus haut niveau. L'amiral japonais a été tué le 18 avril, le bombardier à bord duquel il se trouvait ayant été abattu par des chasseurs P-38 partis d'Henderson Field,.
Du côté allié, les discussions d'état-major se sont poursuivies, la réunion des chefs d'état-major considérant que les divisions supplémentaires réclamées par le général MacArthur pour reconquérir Rabaul dépassaient les capacités alliées du moment. Une rencontre à Brisbane en avril, entre le général MacArthur et l'amiral Halsey, s'est bien passée et a abouti à un compromis, on est passé du plan Elkton III à l'opération Cartwheel.

##### Les batailles du golfe de Kula, de Kolombangara et du golfe de Vella (juillet-août 1943)

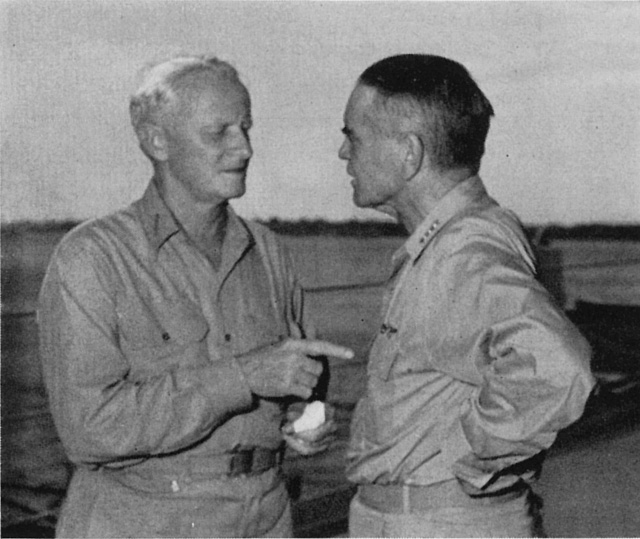
Les amiraux Nimitz et Halsey discutent de l'attaque de la Nouvelle-Géorgie, au début de 1943

Les Américains passent à l'offensive à la fin juin, les troupes du général MacArthur débarquant sur les îles Trobriand et Woodlark (opération Chronicle) et celles aux ordres de l'amiral Halsey débarquant en Nouvelle-Géorgie (opération Toenails), où le débarquement a lieu le 20 juin. Pour acheminer leurs renforts, les Japonais utilisent la tactique de l'« Express de Tokyo », avec la 2e escadre de destroyers commandée par le contre-amiral Izaki, qui a succédé au contre-amiral Tanaka, blessé, ou la 3e escadre, commandée par le contre-amiral Akiyama, qui a succédé au contre-amiral Hashimoto.

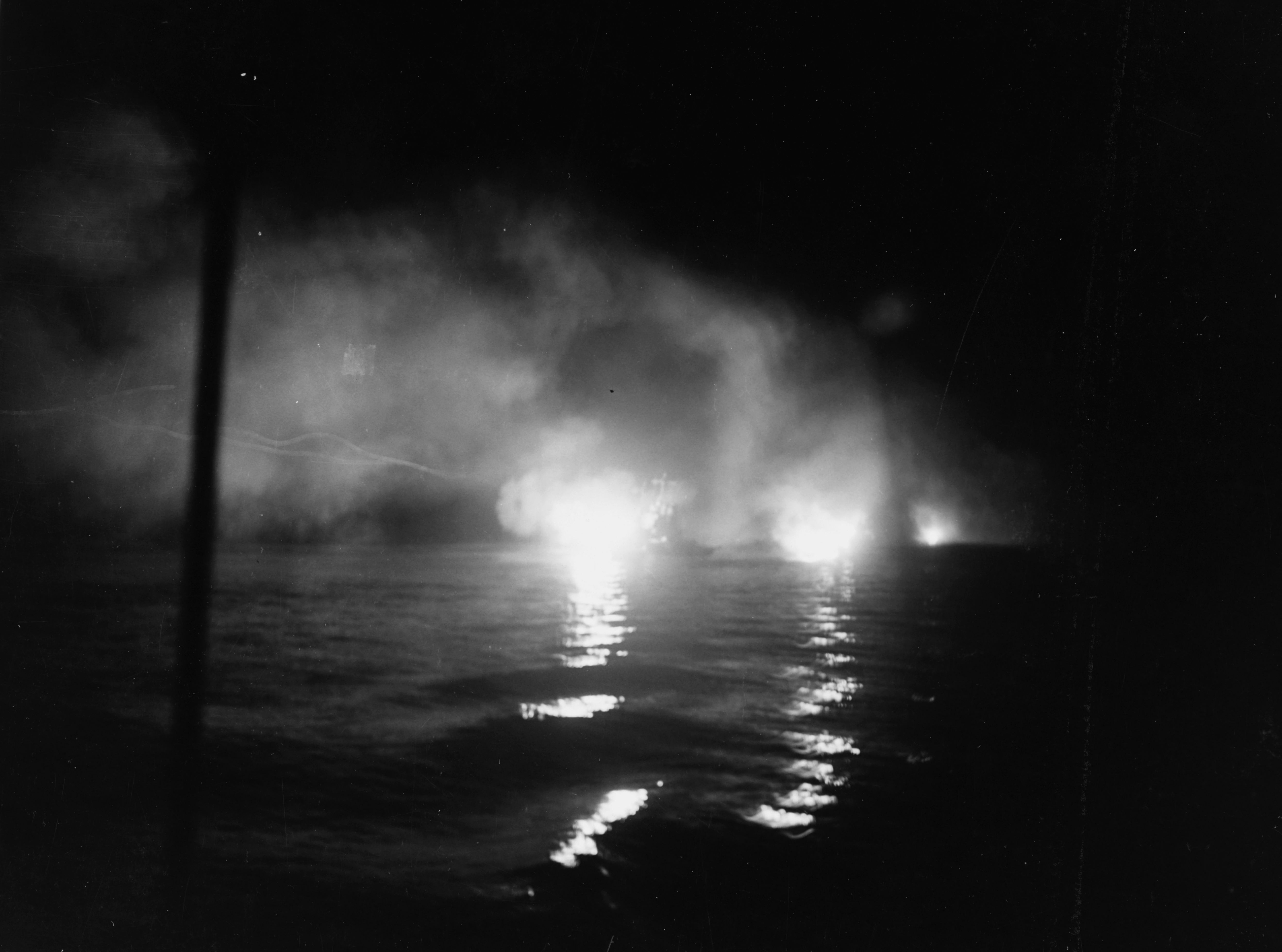
Les croiseurs (à gauche) et, vus de l', juste avant que l' soit torpillé.

Une première rencontre a lieu, dans le golfe de Kula, le 5 juillet, entre trois grands croiseurs légers et quatre destroyers américains aux ordres du contre-amiral Ainsworth, et dix destroyers japonais, escortant un convoi, emmenés par le contre-amiral Akiyama, qui a sa marque sur le destroyer Niizuki doté d'un nouveau radar. Pris sous le feu des croiseurs, le Niizuki a été coulé et le contre-amiral Akiyama a été tué. Mais en réglant leurs tirs sur les lumières de départ des coups de canon, les destroyers japonais, tout en se repliant, ont réussi à torpiller l'USS Helena et à le couler, tandis que le convoi japonais est passé,.

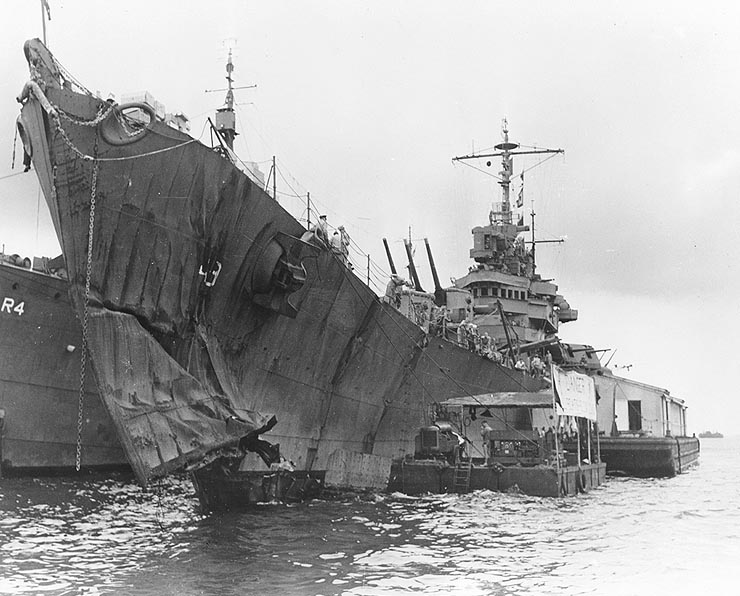
Le croiseur USS St. Louis, en réparations à Tulagi des dégâts subis devant Kolombangara.

Une semaine plus tard, le 12 juillet, au large de l'île de Kolombangara, le contre-amiral Ainsworth, toujours à la tête de trois croiseurs (le HMNZS Leander remplaçant l'Helena), mais avec dix destroyers, s'est heurté à cinq destroyers japonais, aux ordres du contre-amiral Izaki, qui avait sa marque sur le croiseur Jintsu. Les destroyers japonais se sont repliés très vite, le Jintsu a été touché par le feu des croiseurs américains, et a été coulé, le contre-amiral Izaki tué, mais grâce à leurs torpilles « Longues Lances », les destroyers ont endommagé les croiseurs et particulièrement le HMNZS Leander,.
L'amiral Halsey va alors reprendre une nouvelle tactique inaugurée au cours de la campagne des îles Aléoutiennes, en décidant d'aller attaquer Vella Lavella,, en « sautant » par-dessus Kolombangara.
Dans le golfe de Vella, le 7 août, six destroyers américains, sans protection de croiseurs, ont rencontré une force de quatre destroyers japonais accompagnant un convoi de renforts. Attaquant les premiers, en ayant désactivé leurs détonateurs magnétiques pour faire exploser leurs torpilles au contact et en réglant leurs tirs au radar, les destroyers commandés par le captain Moosbrugger ont coulé trois destroyers japonais, infligeant 75 % de pertes et n'en subissant aucune. L'amiral Koga, qui avait succédé à l'amiral Yamamoto comme commandant en chef de la Flotte combinée, a alors décidé de ne plus engager de destroyers pour couvrir les opérations de repli des forces japonaises dans l'archipel des Salomon, mais c'était laisser le champ libre aux destroyers américains. Devant l'importance des pertes qui en a résulté, l'amiral Koga revint sur sa décision. La bataille navale de Vella Lavella, entre neuf destroyers japonais et six destroyers américains, le 7 octobre, se solda par un résultat incertain, mais a surtout conclu le repli japonais de l'île de Vella Lavella.

##### Les prémices de l'offensive de l'U.S. Navydans le Pacifique central
En mai 1943, le contre-amiral Spruance avait été promu vice-amiral et nommé commandant en chef adjoint de la Flotte du Pacifique.

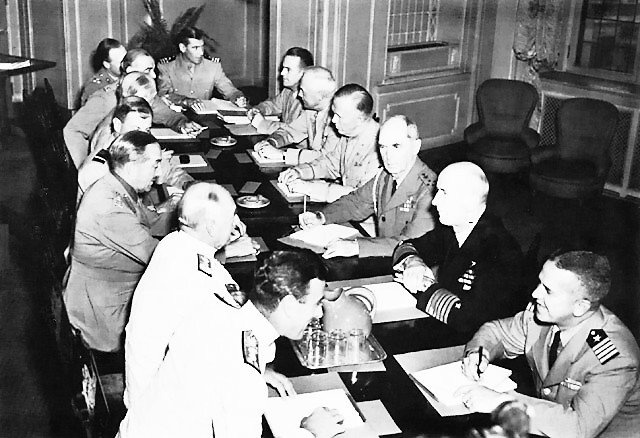
Réunion des chefs d'état-major interalliés à la conférence de Québec en août 1943. Les généraux Arnold et Marshall et les amiraux Leahy et King sont au milieu de la table à droite.

De nouveaux porte-avions rapides ont rallié la flotte américaine du Pacifique à partir de la mi-1943, l'USS Essex en mai, les USS Independence et Yorktown en juillet. En juillet, l'amiral King a ordonné à l'amiral Nimitz de commencer à préparer une offensive dans le Pacifique central. En effet, le chef des opérations navales considérait qu'une offensive menée par la Flotte du Pacifique et les Marines permettrait une avance plus rapide que l'attaque de Rabaul. Mais cela impliquait de se limiter à une neutralisation de Rabaul et non à son occupation, ce qui permettait de transférer du Pacifique Sud-Ouest au Pacifique central une ou deux divisions de marines. Les discussions d'état-major se sont déroulées de mai à août 1943, et finalement, à la première conférence de Québec, l'amiral King a réussi à faire prévaloir son point de vue auprès du général Marshall et de l'amiral Leahy, malgré l'opposition du général Mac Arthur.
Le 5 août, le vice-amiral Spruance a été nommé à la tête de la Force du Pacifique central, c'est-à-dire des forces navales opérant dans la zone du Pacifique dont l'amiral Nimitz n'avait pas délégué le commandement en chef interarmées. Le contre-amiral McMorris a pris la suite comme chef d'état-major du commandant en chef de la Flotte du Pacifique.
Les nouveaux porte-avions rapides ont été rassemblés dans une Task Force 15, à la tête de laquelle a été placé le contre-amiral Pownall, et ils ont effectué, avec le cuirassé USS Indiana, un raid sur l'île Marcus, le 31 août. Avec l'arrivée des USS Lexington, Princeton et USS Belleau Wood (CVL-24), une nouvelle Task Force 50, toujours aux ordres du contre-amiral Pownall, a effectué, le 18 septembre, un raid sur Makin et Tarawa au nord des îles Gilbert. Aussitôt le vice-amiral Ozawa avec les porte-avions Shokaku, Zuikaku et Zuiho de la 3e flotte japonaise, les cuirassés Yamato et Nagato et quatre croiseurs lourds, a vainement essayé d'intercepter les porte-avions américains (18-25 septembre 1943).
Les instructions de l'amiral Nimitz au vice-amiral Spruance, en date du 5 octobre, ont été :
« Capturer, occuper, et défendre Makin, Tarawa, Abemama tout en isolant fermement Nauru, afin de :
a) Contrôler totalement les îles Gilbert;
b) Se préparer à la conquête des îles Marshall;
c) Améliorer la sécurité des lignes de communication ;
d) Soutenir les opérations dans le Pacifique Sud-ouest et en Birmanie en augmentant la pression sur les Japonais. »

##### L'attaque de Bougainville et le bombardement de Rabaul (1er- 5 novembre 1943)

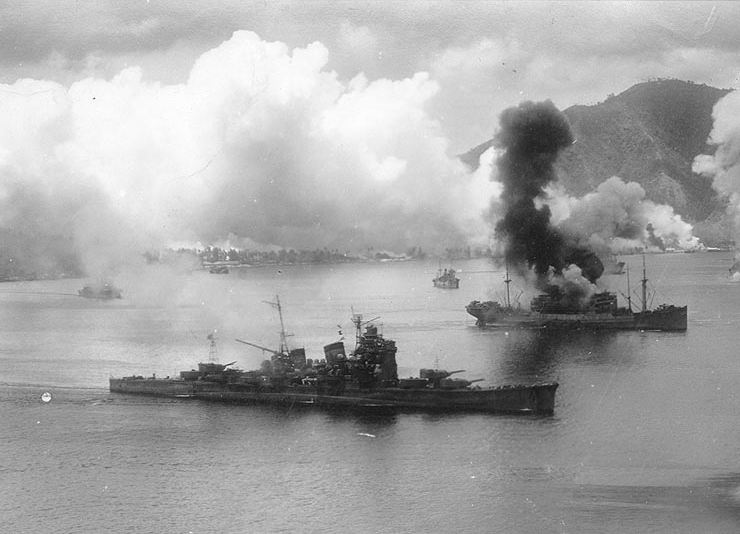
Le Haguro sous les bombes de l'U.S.A.A.F., à Rabaul, le 2 novembre 1943.

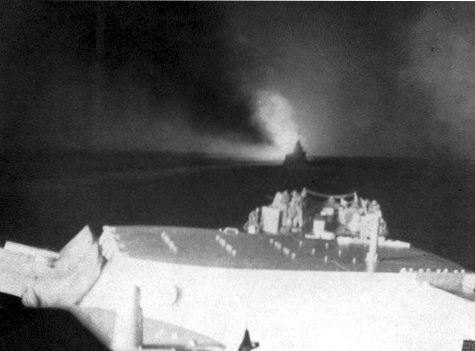
Vue de la bataille de la baie de l'Impératrice Augusta, depuis le croiseur USS Columbia (CL-56), avec à l'arrière-plan l'.

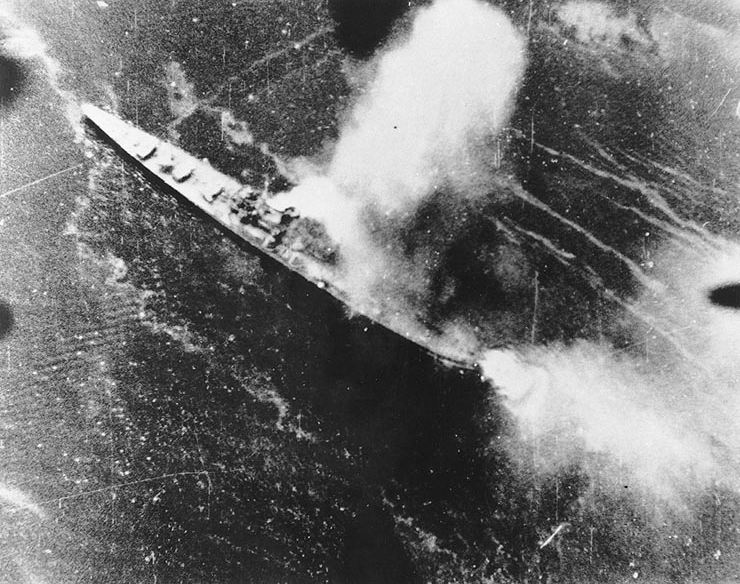
Le Chikuma vu depuis un « Dauntless » de l' qui l'a manqué de peu, à Rabaul, le 5 novembre 1943.

Au début novembre, l'aviation australienne et la Ve Air Force (l'aviation du général MacArthur) ont entrepris le bombarder Rabaul, tandis que les marines effectuaient, aux ordres de l'amiral Halsey, un raid de diversion sur l'île de Choiseul (opération Blissful). L'amiral Koga avait décidé de lancer une opération de renforcement de Rabaul (opération Ro) et dans ce but, il a fait débarquer les groupes aériens des porte-avions de la 3e flotte, à Truk, pour renforcer la 11e flotte aérienne, aux ordres du vice-amiral Kusaka. Les porte-avions USS Saratoga et Princeton, au sein d'une Task Force 38, aux ordres du contre-amiral Sherman, assuraient alors la couverture éloignée du débarquement sur Bougainville à proximité du cap Torokina, le 1er novembre, en bombardant les aérodromes de l'aviation navale japonaise basée à terre sur les îles Shortland et Buka.
Dès la nuit suivante, conduits par le contre-amiral Ōmori, deux croiseurs lourds, deux croiseurs légers et des destroyers japonais de la 3e escadre du contre-amiral Ijuin, arrivant de Rabaul, sont allés attaquer les forces de débarquement. Ils se sont heurtés, à la bataille de la baie de l'Impératrice Augusta, aux forces de couverture rapprochée, la TF 39 du contre-amiral Merrill, avec quatre grands croiseurs légers et les destroyers de la 23e division du captain Burke. Le croiseur Sendai qui portait la marque du contre-amiral Ijuin, a été coulé, et les Japonais se sont retirés. Aussitôt, sept croiseurs lourds basés à Truk furent envoyés à Rabaul, par l'amiral Koga. La TF 38 a alors reçu l'ordre d'aller attaquer Rabaul, où les croiseurs japonais refaisaient leurs pleins. Malgré les redoutables défenses antiaériennes de cette base, le Maya a été avarié, et les croiseurs Atago, Takao et Mogami endommagés, le 5 novembre. Les porte-avions rapides de la Task Force 50 étaient en route vers les îles Gilbert et avaient atteint Espiritu Santo, dans les Nouvelles Hébrides. Le TG 50.2 (avec l'USS Enterprise qui rentrait d'une grande refonte qui l'avait mis au niveau de l'USS Hornet (CV-8), et les USS Belleau Wood et Monterey) a poursuivi sa route pour aller bombarder Tarawa, le 11 novembre, tandis que le TG 50.3 (avec les USS Essex, Bunker Hill et Independence) alla prêter main-forte à la TF 38, devenue le TG 50.4, pour bombarder Rabaul. Incidemment, ce fut la première mission de guerre des « Helldivers ». Mais déjà, la Marine impériale japonaise avait replié ses grandes unités sur Truk, dans les îles Carolines, et ni Rabaul, ni Kavieng n'eurent ensuite de valeur opérationnelle en tant que bases navales.

#### La tactique des «sauts d'île en île» des îles Gilbert aux îles Mariannes
L'attaque directe de Rabaul et de Kavieng étant abandonnée, les opérations dans la mer des Salomon se sont limitées à achever l'occupation de Bougainville, ce qui a donné lieu à la bataille du cap Saint-Georges, où le captain Burke s'est encore illustré, le 26 novembre 1943, et à prendre pied sur les îles Green et Emirau, au nord-est et au nord de la Nouvelle-Irlande, en février-mars 1944, tandis que les troupes du général MacArthur qui avaient rejeté les Japonais de la péninsule de Huon, en septembre-octobre, franchissaient les détroits de Vitiaz et de Dampier, et débarquaient au sud de la Nouvelle-Bretagne, au cap Gloucester, en décembre et effectuaient en février-mars, un raid sur les îles de l'Amirauté en mer de Bismarck, où sera installée en 1944, une base navale importante, à Manus.

##### Le débarquement aux îles Gilbert, à Tarawa (fin novembre 1943)

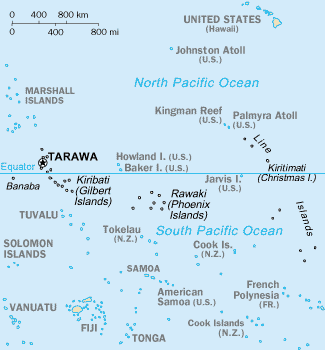
Carte du Pacifique central.

Le 19 novembre, les six porte-avions d'escadre et cinq porte-avions légers de la Task Force 50, qui comptait aussi en son sein les six cuirassés modernes des classes North Carolina et South Dakota, ont bombardé les aérodromes des îles Gilbert, des îles Marshall et de Nauru et le lendemain, les cuirassés anciens et les croiseurs lourds des task groups d'appui feu 52.2 et 53.4, ont effectué le bombardement préparatoire au débarquement sur Makin au nord et Tarawa au sud, la couverture aérienne rapprochée étant assurée par les porte-avions d'escorte des task groups d'appui aérien 52.3 (la Car Div 24, 24e division de porte-avions, USS Liscome Bay, USS Coral Sea, USS Corregidor) et 53.6 (la Car Div 22, 22e division de porte-avions, USS Sangamon, USS Suwanee, USS Chenango),. La force de débarquement, le Ve corps amphibie (V.AF), était commandée par le major-général des Marines Holland Smith. Elle comprenait la 2e division de Marines, qui avait été au cœur du débat sur le transfert de forces du Pacifique Sud-Ouest au Pacifique central. Le bombardement préparatoire de l'artillerie navale a été plus impressionnant qu'efficace. Les Japonais, alertés par un raid des Marines un an auparavant, avaient fortifié les abords des plages et s'étaient renforcés ; ils se battirent avec acharnement. La prise de l'aérodrome de Betio a été particulièrement sanglante. Les pertes de l'infanterie américaine en trois jours (près de 1 000 tués) ont dépassé 60 % des pertes subies en six mois (1 600 tués) à Guadalcanal. Devant Makin, le 24 novembre, l'USS Liscome Bay, torpillé par le sous-marin I-175, coula avec 250 tués sur un équipage d'un peu plus de 900 hommes.
Critiqué notamment par le vice-amiral Towers, commandant des forces aériennes de la Flotte du Pacifique, le contre-amiral Pownall a été taxé de manque d'agressivité. Le 1er janvier 1944, le contre-amiral Mitscher a été placé à la tête de la 3e division de porte-avions (Car Div3), c'est-à-dire des USS Yorktown et Lexington, et chargé de la coordination tactique opérationnelle de la Task Force 50 qui a été rebaptisée Task Force 58, le 6 janvier 1944.

##### Le débarquement sur les îles Marshall et le bombardement de Truk (février 1944)

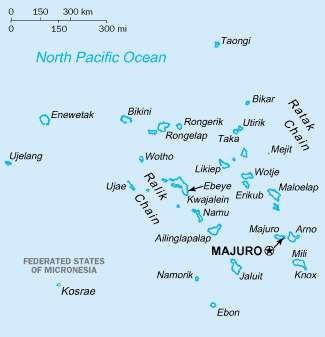
Carte des îles Marshall.

Dès le mois de décembre 1943, les positions japonaises des îles Marshall avaient été bombardées par l'aviation embarquée et par les bombardiers des United States Army Air Forces partis des aérodromes des îles Gilbert et de l'aérodrome construit sur l'île Baker. Le pilonnage s'est accentué à la fin janvier 1944, sous le commandement du contre-amiral Mitscher, utilisant les techniques et les méthodes qu'il promouvait : les chasseurs attaquant les premiers, mitraillant les défenses anti-aériennes, les bombardiers détruisant ensuite les installations et creusant des cratères sur les pistes d'aviation. Les forces aériennes japonaises dans les îles Marshall étaient évaluées à 150 appareils et on estimait qu'il faudrait deux jours pour que soit acquise la supériorité aérienne. Ce fut fait à midi, le premier jour, les Japonais ont perdu 155 appareils, les Américains, 57.
Instruit par l'expérience cuisante de Tarawa, l'amiral Nimitz a renoncé à attaquer les positions périphériques, fortement retranchées de Jaluit, Mili, Maloelap, et Wotje. Le débarquement a eu lieu le 2 février 1944 sur les positions centrales de Roi-Namur, et Kwajalein, où les cuirassés USS Iowa et New Jersey ont reçu le baptême du feu, les pertes des troupes terrestres ont été inférieures à 400 tués. L'amiral Nimitz a conclu que c'était « typique de ce qu'on pouvait attendre dans le futur »
Le 16 février, le vice-amiral Spruance a été promu amiral.
Les Task Groups de la TF 58 vont ensuite couvrir des débarquements, comme le TG 58.4 à Eniwetok (opération Catchpole, à l'ouest des Îles Marshall, du 12 au 17 février), ou effectuer des missions de bombardement sur Truk, la grande base japonaise des îles Carolines (opération Hailstone avec les TG 58.1, 58.2, et 58.3, les 17 et 18 février).
Le commandant en chef de la Flotte combinée, l'amiral Koga, inquiet de la possibilité de l'attaque de Truk, au sein de la nouvelle « zone de défense nationale absolue » avait replié ses grands bâtiments sur les Palaos, mais l'attaque de cette puissante base, surnommée le « Gibraltar du Pacifique », qui inquiétait beaucoup les équipages des bâtiments américains, a été une grande avancée. L'arrivée de l'aviation embarquée américaine, derrière un front météorologique, a surpris les Japonais. Même s'il n'y eut que peu de grands bâtiments de guerre (deux croiseurs légers, Agano et Naka, et le croiseur école Katori), coulés, 200 000 tonnes de navires japonais ont été détruites, ainsi que 275 avions, au prix de la perte de quatre « Hellcats » et neuf « Avengers », et de dégâts sur le porte-avions USS Intrepid, touché par une torpille qui a mis hors service deux arbres d'hélices du même bord, mais qui a pu regagner Majuro, dans les îles Marshall, par ses propres moyens. Ceci démontrait que la Task Force des porte-avions rapides était capable d'affronter les positions aéronavales les plus fortes de la Marine impériale japonaise. La conclusion de Marc Mitscher, riant sous cape, a été: « Tout ce que j'ai su au sujet de Truk était ce que j'en avais lu dans National Geographic ».
La Task Force 58 a poursuivi ses raids sur les îles Mariannes (Saipan, Tinian et Guam) à la fin de l'opération Catchpole, du 21 au 23 février, ou sur Palaos, Yap et Ulithi (opération Desecrate One, du 28 mars au 1er avril).
En mars, le contre-amiral Mitscher a été promu vice-amiral. Le captain Arleigh Burke, qui, on l'a vu, s'était illustré comme commandant de la 23e division de destroyers (DesDiv 23), pendant la campagne des îles Salomon, ce qui lui avait valu le surnom de « Burke-31 nœuds », a été nommé chef d'état-major du commandant de la TF 58, en vertu d'une règle édictée par l'amiral King selon laquelle un amiral, s'il était lui-même un aviateur naval, devait être flanqué d'un chef d'état-major qui ne l'était pas et réciproquement. Promu commodore, Arleigh Burke se révéla excellent et il poursuivit ensuite une carrière exceptionnelle.
Truk et Palau sont à nouveau l'objectif des bombardements de l'aviation embarquée de la Task Force 58, le 29 et le 30 avril, tandis que les cuirassés bombardent Ponape, le 1er mai, au retour des opérations Reckless et Persecution, car les forces navales du Pacifique central intervenaient aussi en soutien de l'avance des troupes du général MacArthur, débarquant à Hollandia, sur la côte nord de la Nouvelle-Guinée.
Le 29 avril, la Force du Pacifique Central de l'amiral Spruance a pris le nom de Ve Flotte.

##### L'offensive dans le Pacifique central prend pour cible les îles Mariannes
Après l'occupation des îles Marshall, plusieurs options s'ouvraient, pour la suite des opérations de la Ve flotte, soit une avance plein ouest, vers les îles Carolines et Palaos. C'est ce à quoi s'attendait le Haut Commandement japonais, avec l'amiral Koga, qui y voyait l'occasion de livrer la « bataille décisive » qu'il espérait, c'est aussi ce que souhaitait le général MacArthur, qui y voyait une couverture du flanc nord de l'offensive qu'il préconisait, pour passer de la Nouvelle-Guinée à Mindanao, la grande île du sud de l'archipel philippin, qui était son objectif. La conférence de Québec d'août 1943, où la décision avait été prise de ne pas attaquer directement Rabaul, mais d'aller attaquer les îles Marshall, n'avait pas tranché sur la suite. Mais parmi les chefs d'état-major, l'amiral King, pour la Marine, penchait pour une attaque des îles Mariannes, avec une avancée ultérieure directe sur l'archipel japonais. Il a reçu, à la conférence du Caire, le soutien du général Arnold, pour qui, du point de vue des US Army Air Forces, les îles Mariannes étaient une base intéressante pour les bombardiers B-29 qui auraient à mener des bombardements sur le Japon.
Dès avant l'opération Hailstone (le bombardement de Truk), les grands bâtiments japonais avaient abandonné les Carolines, pour des bases plus à l'ouest, d'abord dans les Palaos, puis au mouillage des îles Lingga, près de Singapour. Du côté américain, la conviction a été acquise qu'il était possible de « sauter » les Carolines et de passer à l'attaque des îles Mariannes (opération Forager). Continuant, cependant, à redouter une attaque sur les Carolines, le Haut Commandement japonais a basé à la mi-mai, la nouvelle grande unité opérationnelle, la 1re flotte mobile, plus à l'est, à un ancien mouillage de la flotte américaine d'Asie, à l'extrémité sud-ouest des Philippines, à Tawi-Tawi.
Fin 1943, alors que l'U.S. Navy développait son offensive dans le Pacifique central, le général MacArthur avait néanmoins obtenu, à la conférence du Caire, de poursuivre son offensive le long de la côte nord de la Nouvelle-Guinée. C'est ainsi qu'à la fin mai 1944, il entreprit de débarquer sur l'ile de Biak, à l'extrémité nord-ouest de la grande île. C'était la première tentative de débarquement dans la zone de défense nationale absolue japonaise (il n'y avait eu jusqu'alors que des raids de bombardement aérien sur les îles Carolines ou les îles Mariannes), aussi l'amiral Toyoda, nouveau commandant en chef de la Flotte combinée, a-t-il dépêché en renfort, le 10 juin, depuis Tawi-Tawi, la 1re division de cuirassés (les cuirassés géants Yamato et Musashi) aux ordres du vice-amiral Ugaki, avec en escorte deux croiseurs lourds de la 5e division que commandait le contre-amiral Hashimoto, tandis que la moitié de l'aviation basée sur les îles Mariannes partait prendre position à Halmahera, dans les îles Moluques.

Mouvements des forces américaines et japonaises en mer des Philippines, à la mi-juin 1944.

Or, dès le 11 juin, la Ve flotte a commencé un bombardement intensif des îles Mariannes.
Les porte-avions rapides de la TF 58 ont bombardé le 11 et le 12 juin les aérodromes de Rota, Saipan, Tinian et Guam dont 60 % des 250 avions qui y étaient restés basés ont été détruits. Le 13 juin, les cuirassés modernes ont bombardé Saipan et Tinian. L'amiral Toyoda a donc décidé la mise en œuvre du plan A-Go de défense des îles Mariannes : la 1re flotte mobile, aux ordres du vice-amiral Ozawa a appareillé de Tawi-Tawi, le 13 juin, pour se porter à la rencontre de la flotte américaine devant Saipan, et les cuirassés géants qui étaient parvenus dans les Moluques du nord, ont mis cap au nord pour la rallier.
Le 14 juin, deux task groups, dont la coordination tactique était assurée par le contre-amiral Clark sont allés bombarder les aérodromes d'Iwo Jima et de Chichi Jima, dans l'archipel des îles Bonin, sur lesquels pouvaient faire escale des avions venant du Japon, pour attaquer les forces américaines qui allaient débarquer sur les îles Mariannes. Le 15 juin, deux divisions d'U.S. Marines et une division d'infanterie ont débarqué à Saipan, bénéficiant de la couverture rapprochée des task groups d'appui aérien TG 52.11 et TG 52.14 rassemblant onze porte-avions d'escorte.
Le 16, les task groups qui avaient effectué le raid sur les îles Bonin ont rallié la TF 58. De son côté, la 1re flotte mobile a franchi le détroit de San-Bernardino et débouché en mer des Philippines, où elle a été rejointe par la force du vice-amiral Ugaki. Des sous-marins ont repéré les forces japonaises et l'amiral Nimitz a signalé le 18 au soir à la Ve flotte que la flotte japonaise se trouvait à 560 km à l'ouest-sud ouest de Saipan. Le vice-amiral Mitscher a proposé d'aller l'attaquer avec la Task Force 58. Choisissant une tactique défensive, l'amiral Spruance n'a pas accédé à son désir, ne voulant pas prendre le risque qu'il se fasse tourner, manœuvre qui eût fait courir le plus grand risque aux forces amphibies débarquant à Saipan,. Il lui a en revanche ordonné de déployer en écran anti-aérien les sept cuirassés rapides du Task Group 58.7 du vice-amiral Willis A. Lee qui alignaient une batterie anti-aérienne à longue portée de 136 pièces de 127 mm.
L'idée de la manœuvre japonaise était de rechercher une « bataille décisive », avec les forces américaines assurant la couverture éloignée d'un débarquement sur les îles Mariannes et en particulier sur Saipan, après que l'aviation japonaise basée à terre les aurait affaiblies. La Marine Impériale japonaise est alors capable d'aligner neuf porte-avions dans une même formation opérationnelle, plus qu'elle n'en avait jamais alignés auparavant, et ils sont dotés de près de 500 appareils, certains améliorés tels que le « Zero » modèle A6M5, d'autres récents, comme le bombardier en piqué D4Y « Judy » ou le bombardier-torpilleur B6N « Jill », cependant certains bâtiments, notamment les porte-avions légers, étaient trop lents pour mettre en œuvre les « Judy ».
Les forces rassemblées dans la Ve flotte, aux ordres de l'amiral Spruance étaient considérables. Six cuirassés anciens, sept croiseurs lourds, onze porte-avions d'escorte font partie des Task Forces 52 et 53. Sept cuirassés modernes, trois croiseurs lourds récents (de la classe Baltimore), neuf grands croiseurs légers récents (de la classe Cleveland) sont rassemblés dans la TF 58, dont le noyau dur est constitué de quinze porte-avions rapides, aux ordres du vice-amiral Mitscher.

##### La bataille de la mer des Philippines (19-20 juin 1944)
Le vice-amiral Ozawa avait bien l'intention de profiter du rayon d'action plus important de son aviation et de l'avantage donné par les alizés soufflant de l'ouest, et il a lancé, le 18 juin, en avant-garde à 150 km vers l'est, la Force du vice-amiral Kurita. Mais ce faisant, il accordait une confiance exagérée aux informations excessivement optimistes reçues du vice-amiral Kakuta, commandant la 1re flotte aérienne, c'est-à-dire l'aviation navale basée à terre, dont les forces durement frappées par les premières attaques de l'aviation embarquée américaine n'avaient aucunement affaibli la Ve flotte américaine.

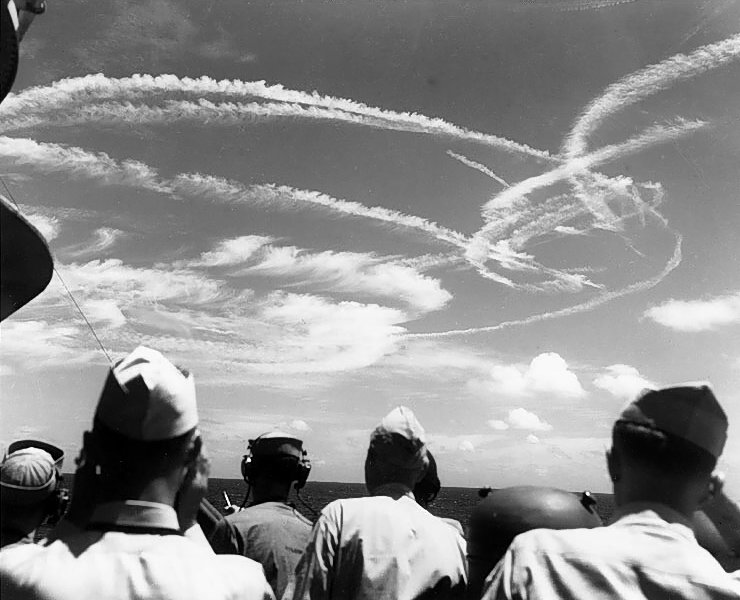
La chasse embarquée américaine a constitué un écran très protecteur contre les attaques aériennes japonaises, pendant la bataille de la mer des Philippines.

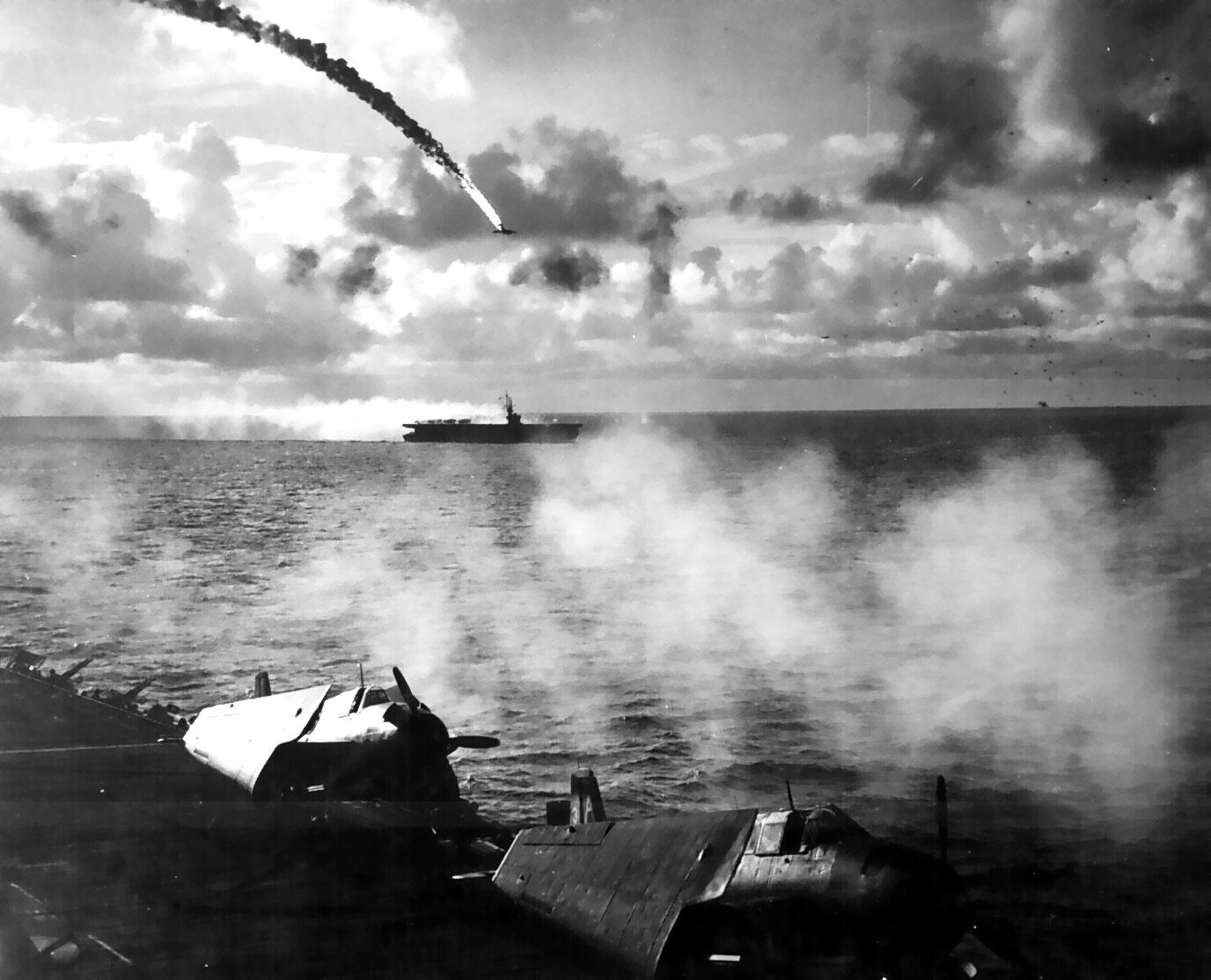
Un avion japonais abattu en attaquant le porte-avions d'escorte en juin 1944.

Le premier jour, le 19 juin, la tactique américaine voulue par l'amiral Spruance a été essentiellement défensive, la chasse embarquée et la DCA aboutissant à des pertes terribles pour l'aviation embarquée japonaise (ce fut le « Grand tir aux dindons des Mariannes »). Une première vague d'attaque a été lancée par les trois porte-avions légers de la Force d'avant-garde, sans coordination avec les autres forces, n'infligeant que des dégâts minimes à l'USS South Dakota, au prix d'une quarantaine d'appareils abattus par la DCA et la chasse embarquée américaines sur les quelque soixante-dix appareils qui y participent. Une seconde vague a été lancée peu après par le gros des forces japonaises. Elle compte presque deux fois plus d'appareils, elle n'aura pas eu plus de résultats, mais, sur presque 130 avions engagés, près de cent auront été abattus.
Deux coups très durs ont alors été portés à la flotte mobile, non pas par l'aviation embarquée, mais par deux sous-marins de la classe Gato, l'USS Albacore et l'USS Cavalla. Le vice-amiral Lockwood, commandant des sous-marins de la Flotte du Pacifique, avait donné ordre au commandant de l'USS Albacore de repérer les pétroliers ravitailleurs de la flotte mobile, ce qu'il fit, ce qui l'a amené jusqu'à un grand bâtiment qu'il a torpillé. C'était le porte-avions Taihō, navire amiral du vice-amiral Ozawa, ce qui a contraint celui-ci à transférer sa marque sur le croiseur Haguro. Avec l'USS Cavalla, ce fut le porte-avions Shokaku, qui a été atteint. Les deux grands porte-avions ont coulé dans l'après-midi du 19 juin, malgré les efforts des équipes de sécurité, efforts contrariés par la volatilité du carburant d'aviation de mauvaise qualité que la Marine Impériale japonaise en était réduite à utiliser.
Deux autres vagues d'attaque aérienne ont cependant encore été lancées, toujours sans plus de résultats, toujours avec des pertes considérables, 90 % d'avions abattus pour les quelque 80 avions de la quatrième vague. En fin d'après-midi, la flotte mobile japonaise a mis le cap au nord-ouest pour rejoindre ses pétroliers ravitailleurs, et la flotte américaine ne s'est pas lancée à sa poursuite.

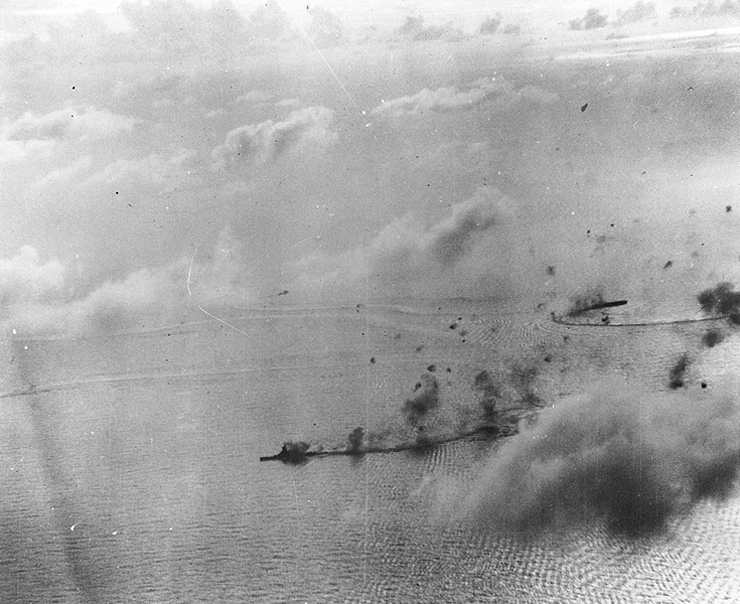
Le ou le Haruna accompagnant le porte-avions léger Chiyoda, sous les bombes sans doute de l', le 20 juin 1944.

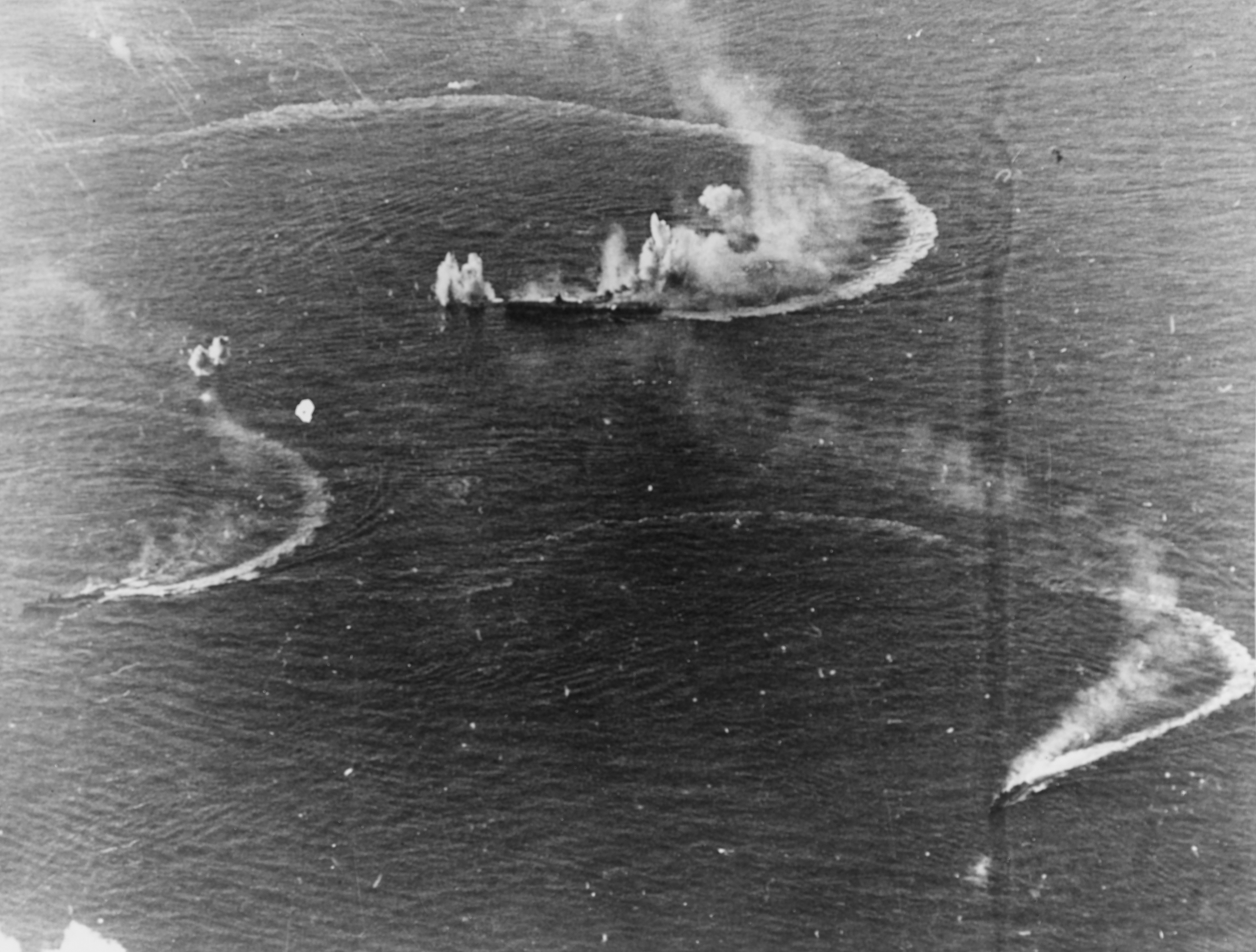
Le porte-avions japonais Zuikaku (au centre) et deux destroyers manœuvrent alors qu'ils sont attaqués par les avions de la TF 58, dans l'après-midi du 20 juin 1944.

Le 20 juin, bien qu'un tiers seulement des 326 avions lancés à l'attaque fût revenu sur ses porte-avions, le vice-amiral Ozawa, qui avait transféré sa marque sur son dernier grand porte-avions, le Zuikaku, voulait croire les rapports excessivement optimistes de ses aviateurs sur les dégâts infligés aux porte-avions américains et pensait qu'un certain nombre de ses appareils avaient réussi à gagner Guam. Lorsqu'il eut connaissance d'un message intercepté indiquant que la flotte américaine ignorait où se trouvait la flotte japonaise, il crut devoir préparer le lancement d'une nouvelle vague d'attaque, mais vers 15 h 40, la flotte japonaise avait été repérée par des reconnaissances américaines à 220 nautiques dans le nord-ouest. À 16 h 20, le vice-amiral Mitscher a décidé, malgré la distance à parcourir et l'heure avancée de l'après-midi, de lancer à l'attaque environ 180 avions, qui ont décollé un quart d'heure plus tard. Vers 18 h 15, le porte avions Hiyō et deux pétroliers étaient torpillés, le Hiyō a coulé deux heures plus tard, tandis que les porte-avions Zuikaku et Chiyoda étaient endommagés, et 40 avions abattus. Le vice-amiral Ozawa mit alors définitivement le cap sur Okinawa et le Japon, tandis qu'à la nuit faite, le retour des avions américains sur leurs porte-avions se fit dans une grande confusion et avec de nombreuses pertes matérielles. Cet épisode est connu comme la « mission au-delà de l'obscurité » (Mission beyond Darkness),.
La TF 58 a appuyé ensuite les forces américaines à Saipan, Guam, Tinian.

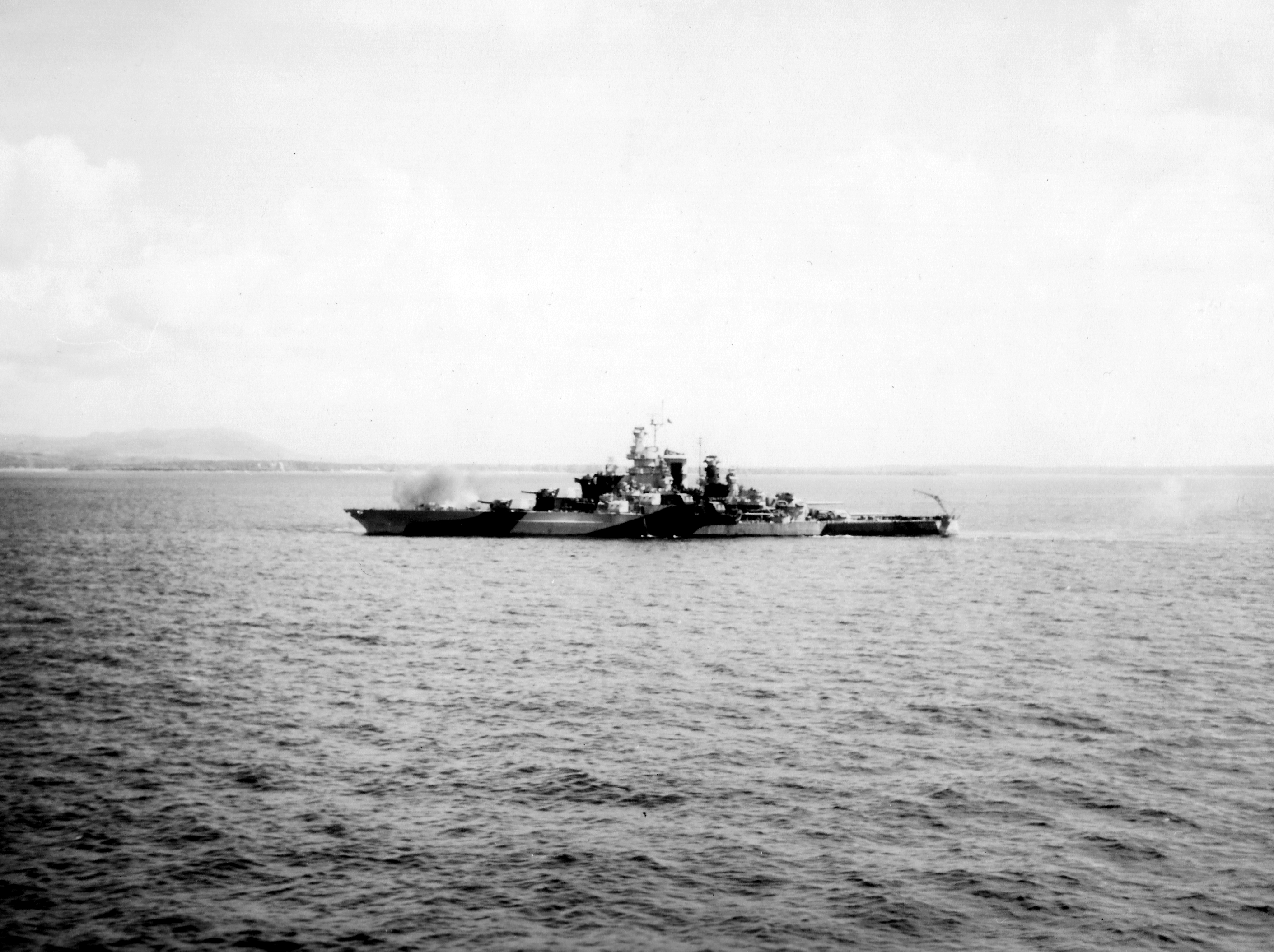
L', reconstruit, qui fait partie du groupe d'appui feu (TG 53.5) du contre-amiral Oldendorf bombardant Guam, le 19 juillet 1944.

Le 6 juillet, le vice-amiral Nagumo, commandant de la zone du Pacifique central, qui avait son QG à Saipan, s'est suicidé pour ne pas avoir à se rendre. Le 8 juillet, c'est le vice-amiral Takagi, commandant en chef de la 6e flotte, c'est-à-dire les sous-marins, qui a été tué. Le 9 juillet, les combats ont cessé à Saipan. Le 21 juillet, les Américains ont débarqué sur Guam, et le 24 juillet, sur Tinian. Le vice-amiral Kakuta, commandant en chef de la 1re flotte aérienne, y disparait vers le 31 juillet et les combats ont cessé à Tinian le 1er août, et à Guam le 10 août.
Au Japon, la perte des îles Mariannes a entrainé le 22 juillet, le remplacement comme Premier ministre du général Tojo par le général Koiso. La bataille de la mer des Philippines, qui a mobilisé autant de forces terrestres américaines que le débarquement de Normandie qui avait eu lieu quinze jours plus tôt, a marqué la fin de l'aviation embarquée japonaise. Elle a démontré la supériorité de l'U.S. Navy, en nombre et en performances des porte-avions, en qualité des appareils (particulièrement des chasseurs « Hellcats ») et en expérience des pilotes. Tout au plus, certains ont pu penser qu'une tactique plus agressive de l'amiral Spruance aurait entrainé des pertes encore plus lourdes pour la Marine impériale japonaise. Mais l'opinion de l'amiral King, commandant en chef de la Flotte des États-Unis et chef des opérations navales était sans ambiguïté, lorsqu'il dit : « Spruance, vous avez fait un sacré bon boulot. Peu importe ce que d'autres gens vous disent, votre décision a été correcte. »
Le 26 août, l'amiral Spruance, après treize mois de commandement ininterrompu a été remplacé par l'amiral Halsey, à la tête de la « Grande Flotte bleue » comme étaient familièrement désignées les forces navales du Pacifique central. À cette occasion, la Ve flotte a été rebaptisée IIIe flotte, la Task Force 58 (la Fast Carrier Task Force) a été renumérotée TF 38, mais le vice-amiral Mitscher en a gardé le commandement.

#### À l'attaque des Philippines et la bataille de golfe de Leyte (24-25 octobre 1944)

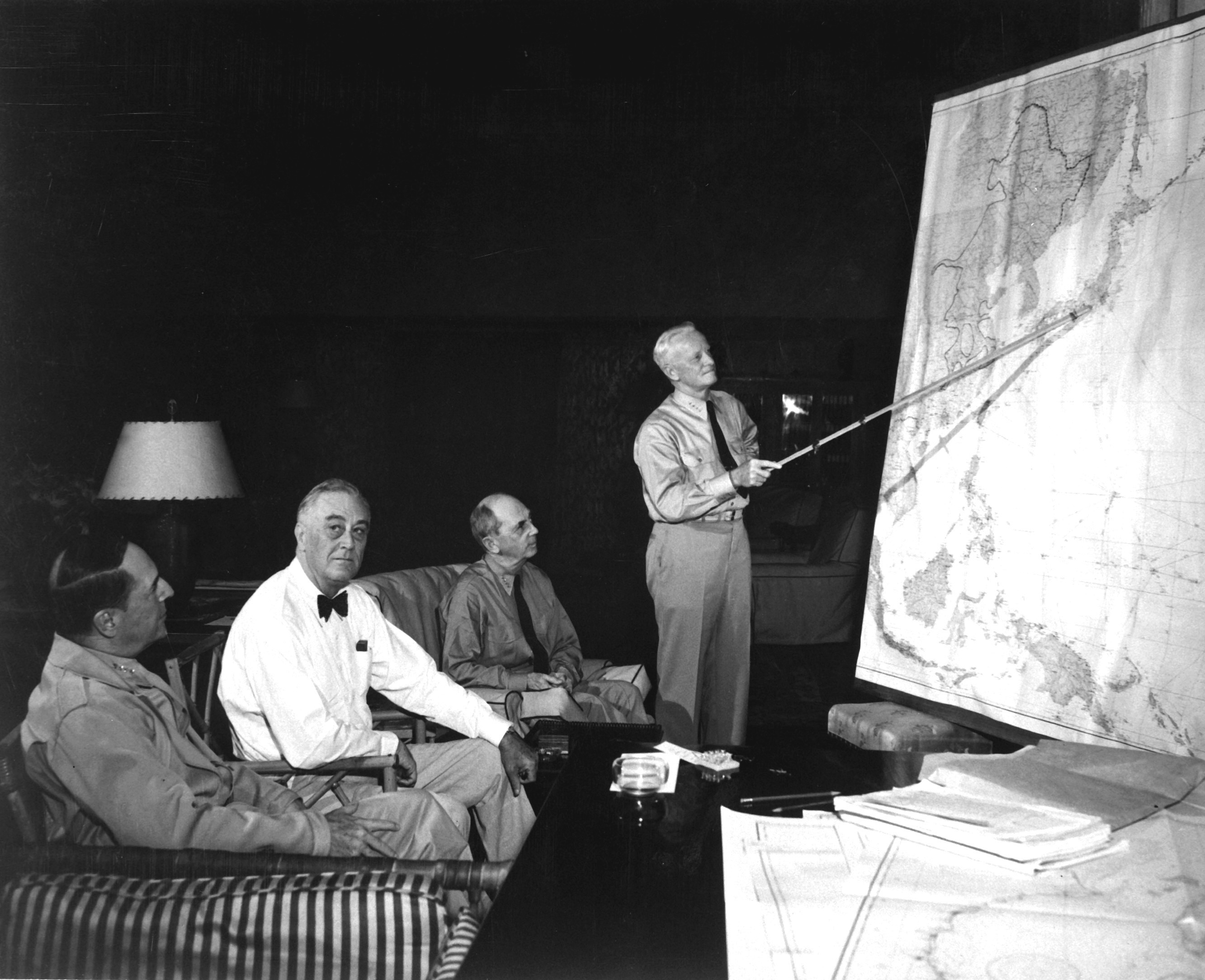
L'amiral Nimitz, en conférence à Hawaii, à la fin juillet 1944, devant (de gauche à droite) le général MacArthur, le président Roosevelt et l'amiral Leahy

La suite des opérations, après la prise des îles Mariannes, suscita une fois encore un débat, entre, d'un côté, le général MacArthur, qui avait l'appui du général Marshall, et souhaitait tenir sa promesse faite aux Philippins en 1942, « I shall return » et de l'autre, l'amiral Nimitz, soutenu par l'amiral King, qui cette fois préconisait une attaque sur Formose, de façon à pouvoir ensuite débarquer en Chine, pour mettre en place un blocus du Japon. L'amiral King, qui avait en grande estime le général Stilwell, conseiller militaire de Tchang Kaï-chek, caressait l'idée qu'il était ainsi possible de mettre à genoux le Japon, sans avoir à y débarquer, ou à escompter l'intervention de l'Union soviétique. Mais pour l'attaque de Formose, il eût fallu pouvoir disposer d'une dizaine de divisions supplémentaires, ce qui n'était pas possible avant la capitulation de l'Allemagne. Le général MacArthur obtint que l'affaire fût portée à l'arbitrage du président Roosevelt qui opta pour une action contre les Philippines, mais en l'absence de bases aériennes amies à proximité, la couverture aérienne éloignée ne pouvait être assurée que par la Flotte du Pacifique,.
À la mi-septembre, la IIIe flotte américaine a porté son effort dans le secteur des Palaos, dans les îles Carolines occidentales, débarquant à Peleliu (opération Stalemate), le 15, où, malgré un bombardement massif du groupe d'appui feu du contre-amiral Oldendorf (TG 32.5), avec cinq cuirassés anciens, cinq croiseurs lourds et trois grands croiseurs légers, les Marines eurent beaucoup de pertes, en raison d'une nouvelle défense en profondeur, et de la fortification du centre de l'île, ce que les Japonais ont repris ultérieurement, à Okinawa notamment. Les pertes subies par rapport à l'intérêt stratégique ou tactique de cette île font apparaître a posteriori cette opération comme une des décisions les plus discutables de l'amiral Nimitz. Quelques jours plus tard, le 21, l'atoll d'Ulithi, dans les Mariannes occidentales, était occupé sans coup férir, et l'amiral Nimitz a aussitôt poussé pour que la base de soutien avancé de l'U.S. Navy, qui était installée à Eniwetok, dans les îles Marshall, y fût rapidement transférée. Dans le même temps, les forces du général MacArthur débarquaient à Morotai.

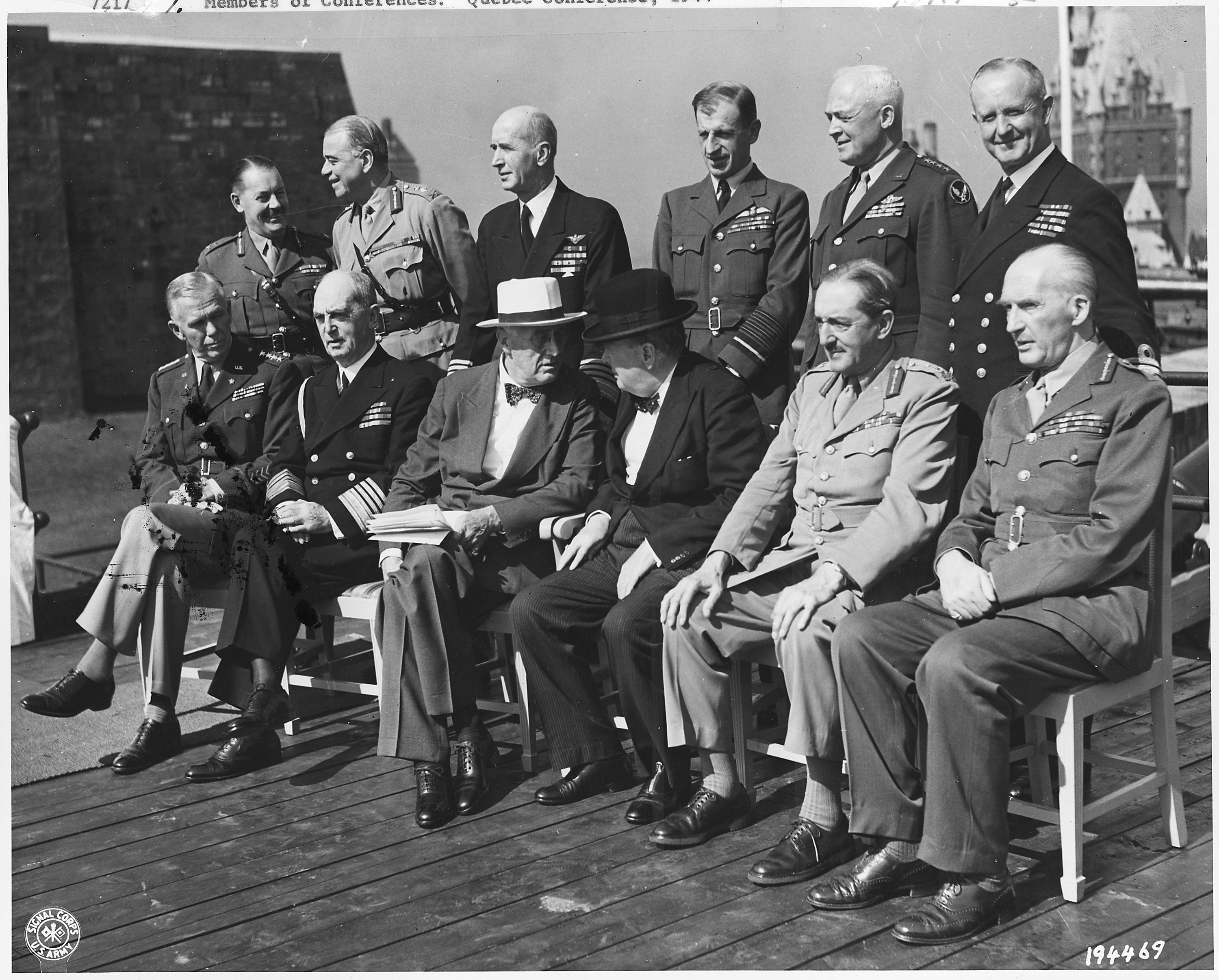
Les principaux participants à la conférence de Québec, le 18 septembre 1944. Le général Marshall et l'amiral Leahy sont assis à l'extrême gauche. L'amiral King est debout derrière le président Roosevelt

L'aviation embarquée de la TF 38 a alors entrepris le bombardement des aérodromes japonais installés aux Philippines, à Okinawa, aux îles Bonin et à Formose, en vue d'un premier débarquement à Yap dans les Carolines occidentales, le 26 septembre, auquel devait succéder un débarquement à Mindanao en novembre et à Leyte en décembre. Le 13 septembre, l'amiral Halsey, à partir de renseignements sur la faiblesse des réactions japonaises obtenus par des aviateurs dont les avions avaient été abattus et qui avaient été recueillis par des partisans philippins, a proposé d'avancer le débarquement sur Leyte au 20 octobre. Soumise au Comité des chefs d'état-major interalliés, au cours de la seconde conférence de Québec, cette proposition a été adoptée, et les troupes devant débarquer à Yap ont rallié les troupes de MacArthur.
L'accélération de l'offensive contre les Philippines rendait urgent le renforcement de la VIIe flotte (« la Marine de MacArthur »), commandée par le vice-amiral Kinkaid, par transfert de moyens de la IIIe flotte. Toutes les forces amphibies de la IIIe flotte, ainsi que le groupe d'appui feu (les cuirassés anciens et un certain nombre de croiseurs lourds) et le groupe d'appui aérien (les porte-avions d'escorte) ont alors été transférés. Seuls les porte-avions rapides (huit porte-avions d'escadre et huit porte-avions légers), les six cuirassés modernes et quinze croiseurs (six croiseurs lourds, sept grands croiseurs légers et deux croiseurs anti-aériens), leurs destroyers d'escorte et leur train d'escadre sont restés aux ordres des amiraux Nimitz et Halsey, au sein de la seule Task Force 38 du vice-amiral Mitscher, avec la mission d'assurer la couverture éloignée du débarquement aux Philippines, l'opération King Two.

##### Le plan Sho-Gō de défense des Philippines
Le Haut Commandement japonais a été assez vite convaincu que le prochain objectif américain était les Philippines. Pour sa part, l'amiral Toyoda, commandant en chef de la Flotte combinée, était persuadé que la perte des Philippines signifierait la fin de la guerre navale, par la rupture des relations entre le Japon et les territoires occupés de l'Asie du Sud-Est, privant de carburant les navires basés au Japon et privant ceux basés dans le sud de capacités de réparations suffisantes et d'approvisionnement en munitions, concluant: « Sauver la Flotte au prix de la perte des Philippines n'aurait aucun sens ».
Le plan Sho-Gō (Victoire) mis au point pour la défense des Philippines a donc prévu une sortie de presque toutes les unités opérationnelles de la Marine impériale japonaise, soit le dernier porte-avions d'escadre, le Zuikaku, et trois porte-avions légers rescapés de la bataille de la mer des Philippines, neuf cuirassés (les cinq cuirassés qui ont participé à la bataille de la mer des Philippines, les deux cuirassés hybrides de porte-avions de la classe Ise, et les deux cuirassés de la classe Fuso), treize croiseurs lourds sur les quatorze encore opérationnels, et six croiseurs légers.
La Marine impériale japonaise a dû affronter alors deux difficultés majeures. D'abord, l'extrême faiblesse de l'aviation embarquée, particulièrement la très grande difficulté à former en temps utile de nouveaux pilotes pour reconstituer les groupes aériens des porte-avions, a conduit le vice-amiral Ozawa qui avait les porte-avions sous ses ordres directs, à signaler à l'amiral Toyoda que la couverture aérienne de la flotte ne pourrait être assurée par l'aviation embarquée et a proposé que le « corps principal », avec les porte-avions dont il avait le commandement direct, et les « forces d'attaque et de diversion », qui regroupaient la plupart des cuirassés et des croiseurs lourds, opérassent séparément. Le commandant en chef de la Flotte combinée en a été d'accord, et il a donné ordre de débarquer cent-cinquante pilotes qui n'avaient pas encore la capacité d'opérer depuis des porte-avions mais pouvaient opérer depuis des aérodromes terrestres, pour qu'ils soient basés sur Luçon ou Formose. Cela a eu pour conséquences de faire assurer la couverture aérienne de la flotte par l'aviation basée à terre, et pour assurer la DCA, de développer l'artillerie anti-aérienne à courte portée, avec en moyenne cinquante à soixante canons antiaériens de 25 mm Type 96 pour les croiseurs lourds et une centaine pour les cuirassés. Mais du même coup, la mission des porte-avions a été de jouer le rôle de leurre, pour attirer les porte-avions d'escadre américains, et permettre aux cuirassés et croiseurs lourds japonais d'attaquer les bâtiments des forces amphibies américaines, devant les plages de débarquement. Cette répartition hétérodoxe des rôles entre les porte-avions et les grands navires « porte-canons », qui faisait table rase des enseignements de plus de deux ans de guerre navale dans le Pacifique, restera la caractéristique principale du plan Sho-Gō.
Après la bataille de la mer des Philippines, les cuirassés et la plupart des grands croiseurs japonais étaient retournés au mouillage des îles Lingga, à proximité des champs pétrolifères de Bornéo. En revanche, les porte-avions qui devaient reconstituer leurs groupes aériens, sont rentrés au Japon. Cela a singulièrement compliqué la concentration des forces navales, qui devaient se retrouver à un moment donné, en partant de bases fort éloignées, alors que le souci du secret et les consignes de silence radio à la mer ont parfois empêché tout contact préalable. Ainsi le général Yamashita, commandant les forces (y compris aériennes) de l'Armée japonaise aux Philippines, dont le QG était à Manille, n'a été informé des opérations navales prévues dans les eaux de l'archipel philippin que dans les grandes lignes et seulement, cinq jours avant le début de ces opérations. Le maréchal Terauchi, qui avait autorité sur les forces aériennes qui devaient assurer la couverture des opérations navales, et avait son QG à Saigon, n'a eu aucun contact avec l'amiral Toyoda, à Tokyo. Le chef d'état-major du vice-amiral Ozawa a dû appeler l'état-major de la Flotte combinée pour régler, en urgence, au téléphone, les conditions d'intervention des porte-avions après qu'ils ont été dépouillés de la majeure partie de leurs groupes aériens, et le vice-amiral Shima, commandant la 5e flotte, lorsqu'il a reçu l'ordre d'attaquer les forces amphibies américaines dans le golfe de Leyte, en passant par le détroit de Surigao, a d'abord cru qu'il était seul à devoir le faire, et n'a pu avoir aucun contact avec le vice-amiral Nishimura, qui avait des ordres identiques, ordres qu'il n'a d'ailleurs reçus qu'à Bornéo, quatre jours après avoir quitté le mouillage des îles Lingga.

##### Porte-avions contre cuirassés, et réciproquement, dans la bataille du golfe de Leyte
L'organisation du commandement au sein des forces américaines n'était pas sans défaut non plus. La couverture rapprochée du débarquement sur Leyte était assurée par la VIIe flotte, aux ordres directs du vice-amiral Kinkaid sous l'autorité du général MacArthur, qui relevait du général Marshall, chef d'état-major de l'Armée des États-Unis. La couverture éloignée était assurée par la IIIe flotte aux ordres de l'amiral Halsey, sous l'autorité de l'amiral Nimitz, qui relevait de l'amiral King, commandant en chef de la Flotte des États-Unis et chef des opérations navales. Ceci faisait de la réunion des chefs d'état-major, au Pentagone à Washington, l'instance la plus proche susceptible de donner des ordres à la fois aux commandants en chef des IIIe et VIIe flottes, en mer des Philippines. Les ordres écrits indiquaient : « Les mesures nécessaires à une coordination détaillée entre les forces opérationnelles du Pacifique occidental (la IIIe flotte) et les forces du Pacifique Sud-Ouest (la VIIe flotte) seront arrangées par leurs commandants respectifs ». L'amiral Halsey avait demandé à l'amiral Nimitz si sa mission prioritaire était d'assurer la sécurité du débarquement ou la destruction de la flotte de bataille ennemie, et la réponse avait été ambigüe. Cette absence d'une autorité qui aurait coiffé toutes les forces navales américaines au large des Philippines explique qu'un certain nombre de décisions prises par l'amiral Halsey, les 24 et 25 octobre 1944, n'ont pas été correctement interprétées par le vice-amiral Kinkaid et ont donné lieu à controverses.

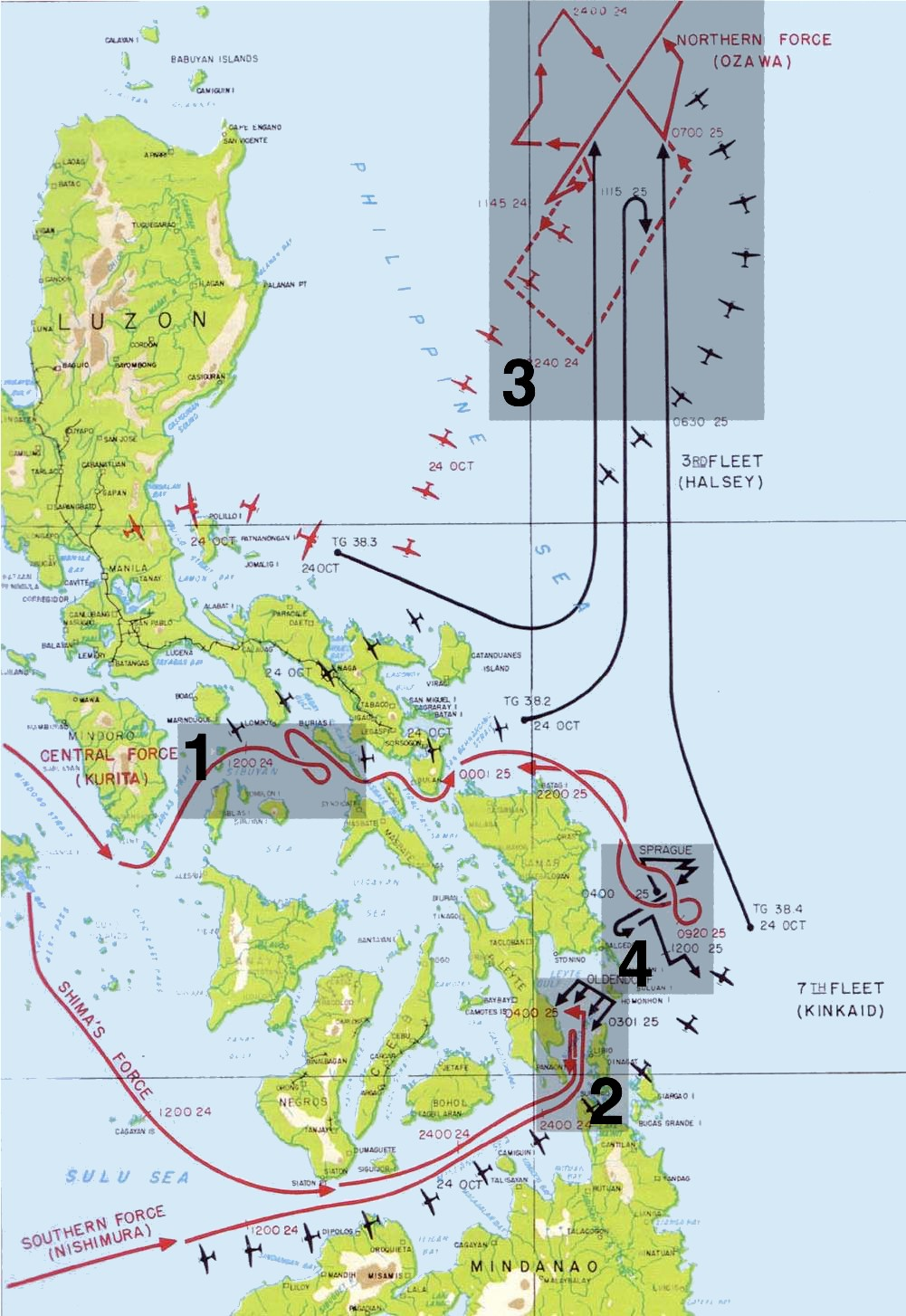
Les quatre engagements de la bataille du golfe de Leyte

Dans la nuit du 22 au 23 octobre, une importante force navale naviguant cap au nord-est a été repérée le long de la côte ouest de Palawan par deux sous-marins américains, qui l'ont attaquée et ont coulé deux croiseurs lourds et en ont contraint un troisième à rebrousser chemin. Cette même force a été repérée plus tard, par d'autres sous-marins, dans le détroit de Mindoro, passant en mer de Sibuyan. Deux autres forces moins importantes, mais totalisant cependant deux cuirassés, trois croiseurs lourds et un croiseur léger, ont été repérées, par des reconnaissances aériennes, le 24 au matin, en mer de Sulu, en route vers le détroit de Surigao.
Trois Task Groups de la TF 38 ont alors été déployés sur une ligne nord-ouest/sud-est, à l'est des Philippines, le TG 38.3 du contre-amiral Sherman au large de Luçon, le TG 38.2 du contre-amiral Bogan, à hauteur du détroit de San-Bernardino, et le TG 38.4 du contre-amiral Davison, à hauteur du détroit de Surigao, le quatrième Task Group, le plus puissant, le TG 38.1 du vice-amiral McCain était à plusieurs centaines de nautiques à l'est, en route vers Ulithi, pour se réapprovisionner en carburant et en munitions.

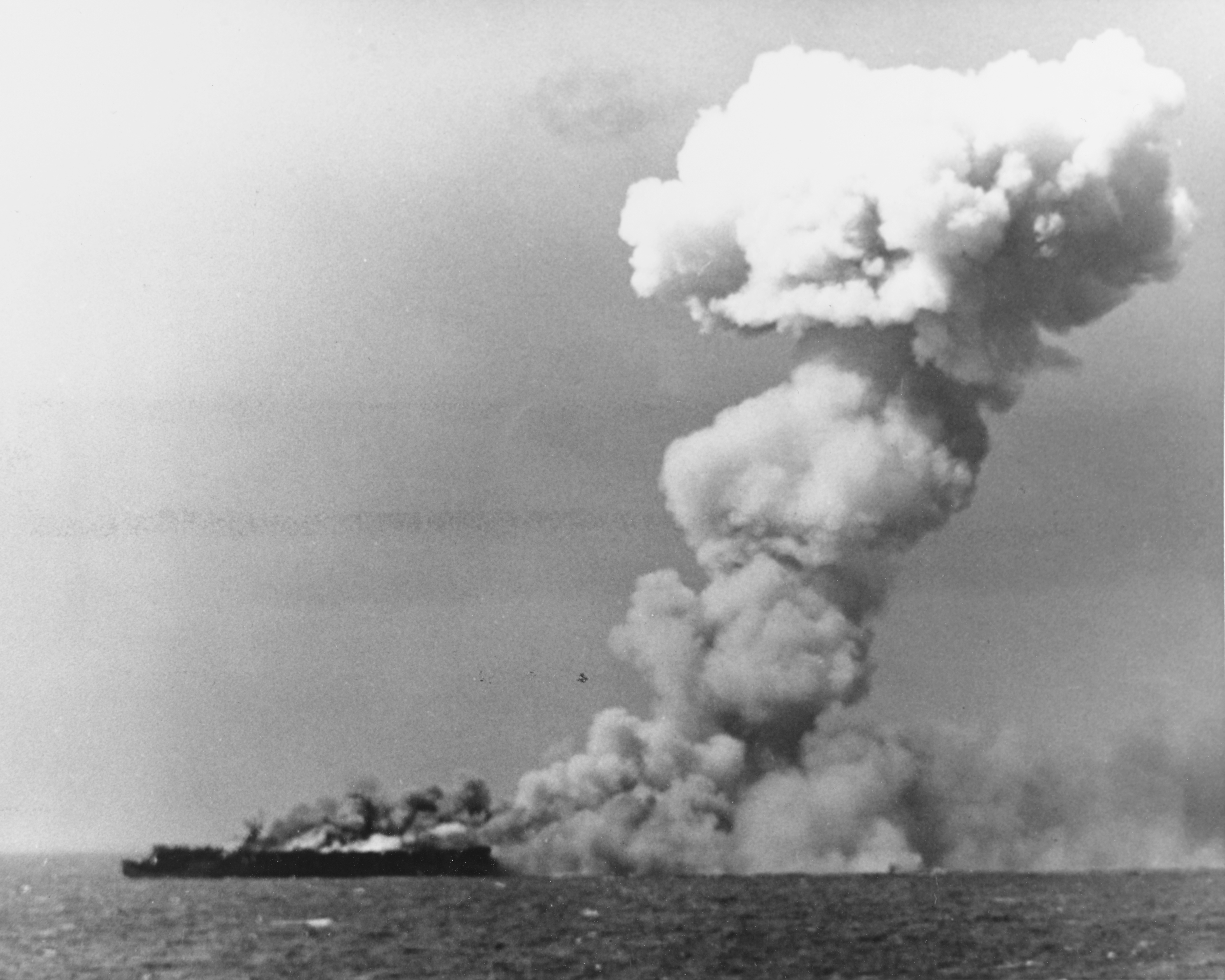
L' en feu, à l'est de Luçon, le 24 octobre.

Après une attaque aérienne menée par le TG 38.4, le plus au sud du dispositif américain, sans résultats notables, dans la matinée du 24 octobre, au sud de Negros, contre une partie de la « Force du Sud » japonaise sitôt celle-ci repérée (en fait la force commandée par le vice-amiral Nishimura) l'amiral Halsey a décidé de concentrer l'ensemble de ses forces aéronavales contre la force de cinq cuirassés, sept croiseurs lourds et deux croiseurs légers qui avançait en mer de Sibuyan, vers le détroit de San-Bernardino. Ce sont principalement les Task Groups 38.2 et 38.4 des contre-amiraux Bogan et Davison qui ont conduit ces attaques, celui le plus au nord, le TG 38.3 du contre-amiral Sherman subissant des attaques de l'aviation japonaise basée aux Philippines, qui avait notamment atteint le porte-avions léger USS Princeton que les équipes de sécurité s'efforçaient de maintenir à flot malgré les terribles explosions qui le secouaient,.

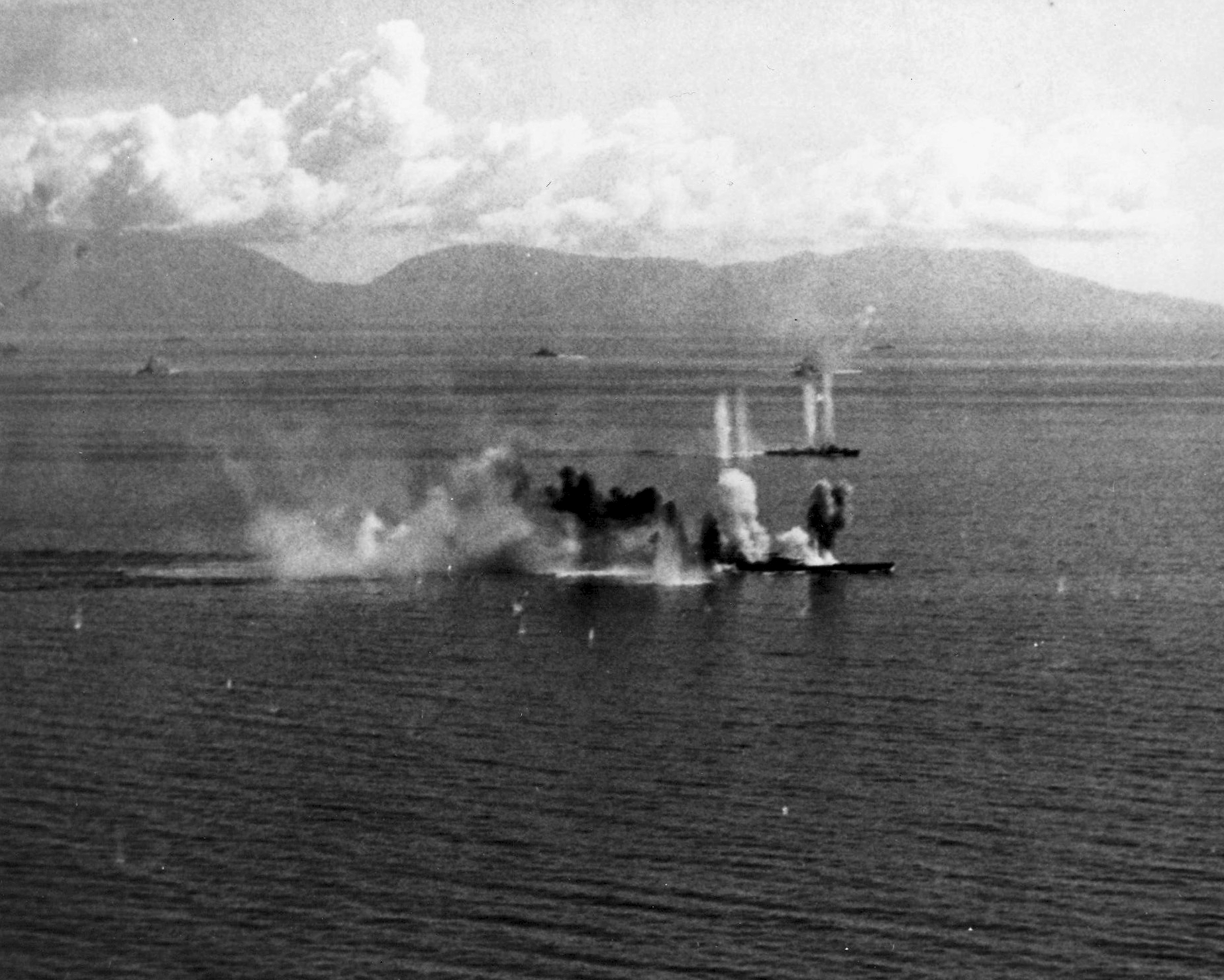
Le, sous les bombes américaines, en mer de Sibuyan, le 24 octobre 1944

Les attaques aéronavales américaines se sont succédé, principalement contre les cuirassés et en particulier un des deux cuirassés géants, en l'occurrence le Musashi, alors que les navires japonais n'avaient pas de couverture aérienne, mais disposaient d'une DCA très puissante. Sur la foi des renseignements transmis par les aviateurs américains, l'amiral Halsey a acquis la conviction que la force japonaise en mer de Sibuyan avaient fait demi-tour alors que plusieurs cuirassés avaient été endommagés, et sans doute un cuirassé géant coulé. Mais, l'amiral Halsey demeurait très inquiet de ce que les porte-avions japonais n'aient pas été repérés, les attaques japonaises sur le TG 38.3 ayant contrarié les reconnaissances dans la zone où devaient se trouver les porte-avions du vice-amiral Ozawa. Quand ceux-ci ont enfin été signalés, l'amiral Halsey en a conclu qu'il lui fallait faire face à cette « nouvelle et puissante menace » que représentait cette « force du Nord », et il a donné ordre à tous les Task Groups de la TF 38 de mettre cap au nord, ce qui a conduit le vice-amiral Mitscher à donner l'ordre de saborder l'USS Princeton.
Certes dans l'après-midi du 24 octobre, la « force centrale » avait fait demi-tour, le vice-amiral Kurita qui la commandait s'en était justifié auprès de l'amiral Toyoda, en indiquant qu'il attendait de connaitre le résultat des attaques aériennes de l'aviation japonaise contre les forces américaines pour reprendre sa marche vers l'est. Le cuirassé géant Musashi avait finalement coulé, mais un message grandiloquent « Confiante dans l'aide divine, la force entière attaquera » a alors été reçu de l'amiral Toyoda, et le vice-amiral Kurita a remis le cap vers le détroit de San-Bernardino, qu'il a franchi sans encombre dans la nuit, avec quatre cuirassés et six croiseurs lourds.
Averti de ces mouvements qui n'avaient pas échappé aux reconnaissances aériennes nocturnes de l'USS Independence, l'amiral Halsey a considéré qu'en agissant ainsi les Japonais avaient un comportement « à la Guadalcanal », c'est-à-dire exécutant à la lettre des ordres fixant des objectifs inatteignables, et il a continué à faire faire route au nord à 25 nœuds à la TF 38. Dans le but d'achever au canon les porte-avions japonais avariés à l'issue de la bataille qu'il comptait leur livrer le lendemain matin, l'amiral Halsey a décidé de constituer une Task Force 34, aux ordres du vice-amiral Lee, rassemblant tous les cuirassés modernes de la TF 38, sept croiseurs et 18 destroyers. Il a, dans la soirée, averti de sa décision l'amiral Nimitz et le vice-amiral Kinkaid, commandant de la VIIe flotte. Mais n'ayant pas connaissance de l'intention de manœuvre réelle de l'amiral Halsey, le vice-amiral Kinkaid a cru comprendre que cette TF 34 allait garder le débouché du détroit de San-Bernardino en mer des Philippines,. Ce faisant, l'amiral Halsey faisait confiance aux services de renseignement militaire de la IIIe flotte, qui surestimaient le résultat des attaques subies par la Force de l'amiral Kurita, et s'exagéraient la force des porte-avions japonais, ignorant qu'ils n'avaient au total qu'une centaine d'avions embarqués.
Dans la nuit du 24 au 25 octobre, dans la bataille du détroit de Surigao, le contre-amiral Oldendorf, à la tête du groupe d'appui feu, maintenant constitué en TG 77.2, et avec le groupe d'appui rapproché (TG 77.3), soit au total 39 vedettes lance-torpilles, 26 destroyers, huit croiseurs et six cuirassés anciens, dont cinq rescapés de l'attaque de Pearl Harbor, a presque complètement annihilé la force du vice-amiral Nishimura avec les deux cuirassés Fusō et Yamashiro, lancée dans une attaque quasi-suicidaire,, sans attendre le renfort de la force du vice-amiral Shima, contraint à une piteuse retraite.

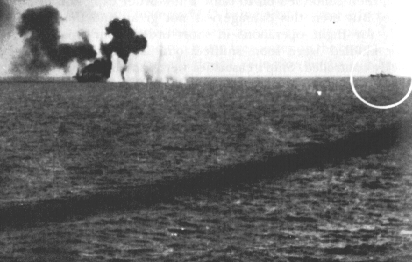
L' sous le feu d'un croiseur lourd japonais, visible à l'horizon, à droite, qui l'a coulé au large de Samar, le 25 octobre 1944

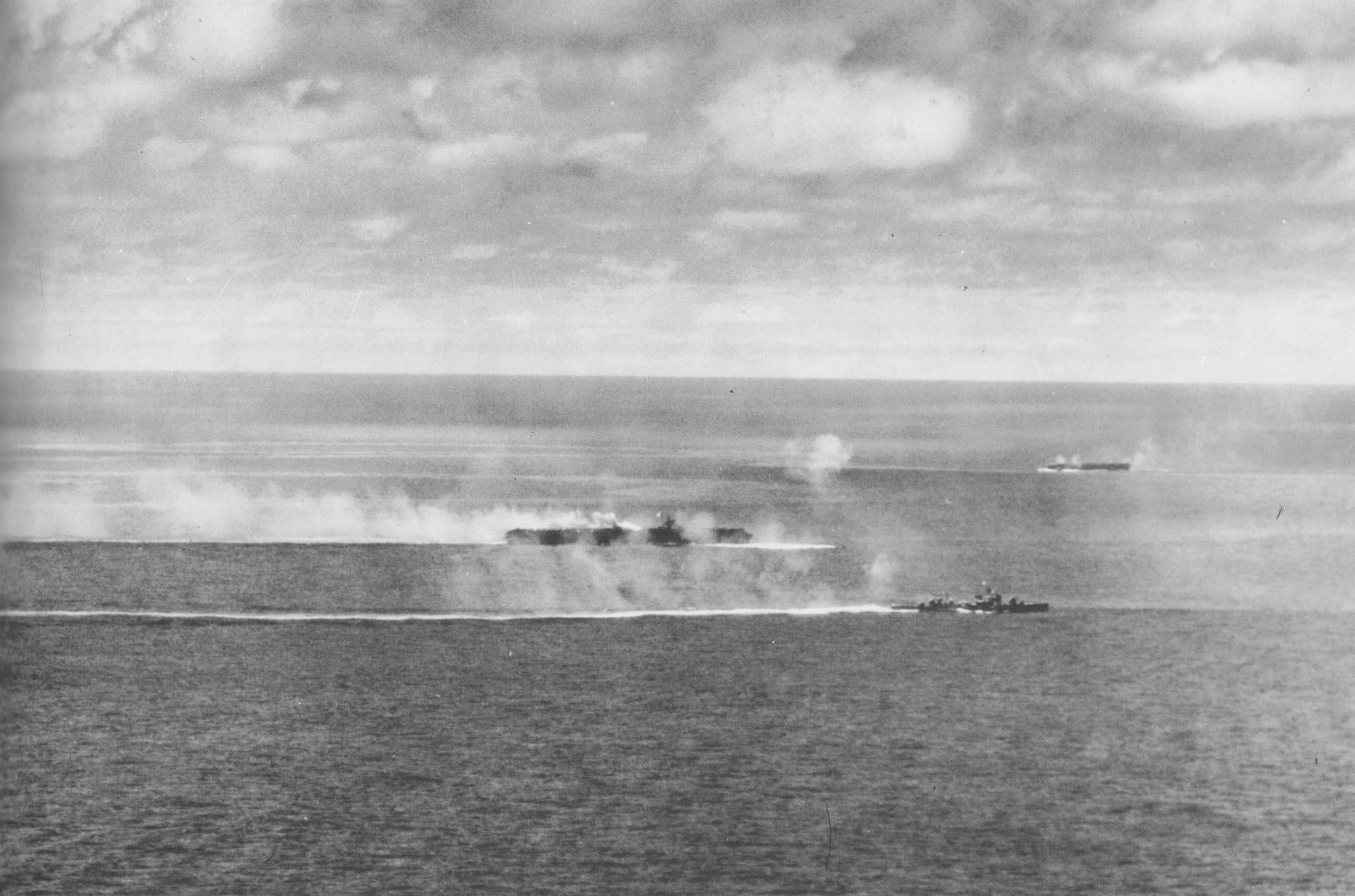
Le porte-avions Zuikaku, navire-amiral du vice-amiral Ozawa, le 25 octobre 1944, à la bataille du cap Engaño

Le lendemain matin, peu avant 7 h, au large de Samar, la « force centrale » du vice-amiral Kurita a attaqué par surprise les six porte-avions d'escorte de l'unité nord (TU 77.4.3), aux ordres du contre-amiral Clifton Sprague, du groupe d'appui aérien chargé de la couverture aérienne rapprochée des troupes débarquant sur la côte orientale de l'île de Leyte. Aucun des adversaires ne s'attendait à cette rencontre, mais la supériorité japonaise, en puissance de feu, en blindage et en vitesse, a vite été manifeste. Le vice-amiral Kinkaid a aussitôt demandé l'intervention des cuirassés de la IIIe flotte qui, croyait-il, gardaient son flanc nord. Or ces cuirassés étaient à 250 nautiques, au large du cap Engaño, au nord de Luçon, alors que l'aviation embarquée de la TF 38 allait attaquer les porte-avions japonais. Bientôt, un porte-avions léger japonais aura été coulé, un deuxième immobilisé, un troisième endommagé, et le grand porte-avions Zuikaku aura subi de tels dégâts que le vice-amiral Ozawa aura dû transférer sa marque sur le croiseur Ōyodo. L'amiral Halsey a alors demandé au vice-amiral McCain, dont le Task Group était le plus proche de la bataille de Samar, de lancer aussitôt que possible une attaque contre les cuirassés de la « force centrale », mais il ne sera à portée pour le faire que vers 13 h.

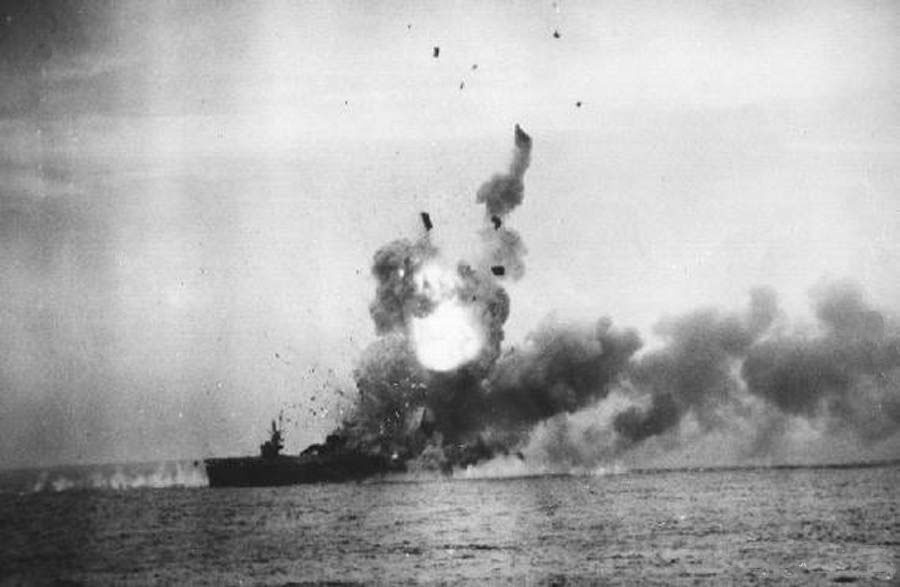
L', porte-avions d'escorte de la VIIe flotte, explose après une des premières attaques d'avion-suicide

Au large de Samar, après deux heures et demie d'un combat acharné, qui a vu la destruction du porte-avions d'escorte USS Gambier Bay et de trois destroyers américains, et la mise hors de combat de quatre croiseurs lourds japonais, dont trois ont été coulés, sous les coups des petits porte-avions et de leur escorte,, le vice-amiral Kurita a arrêté l'attaque des quatre cuirassés et des deux croiseurs lourds qui lui restaient, alors que le sort des navires américains attaqués semblait sur le point d'être scellé.

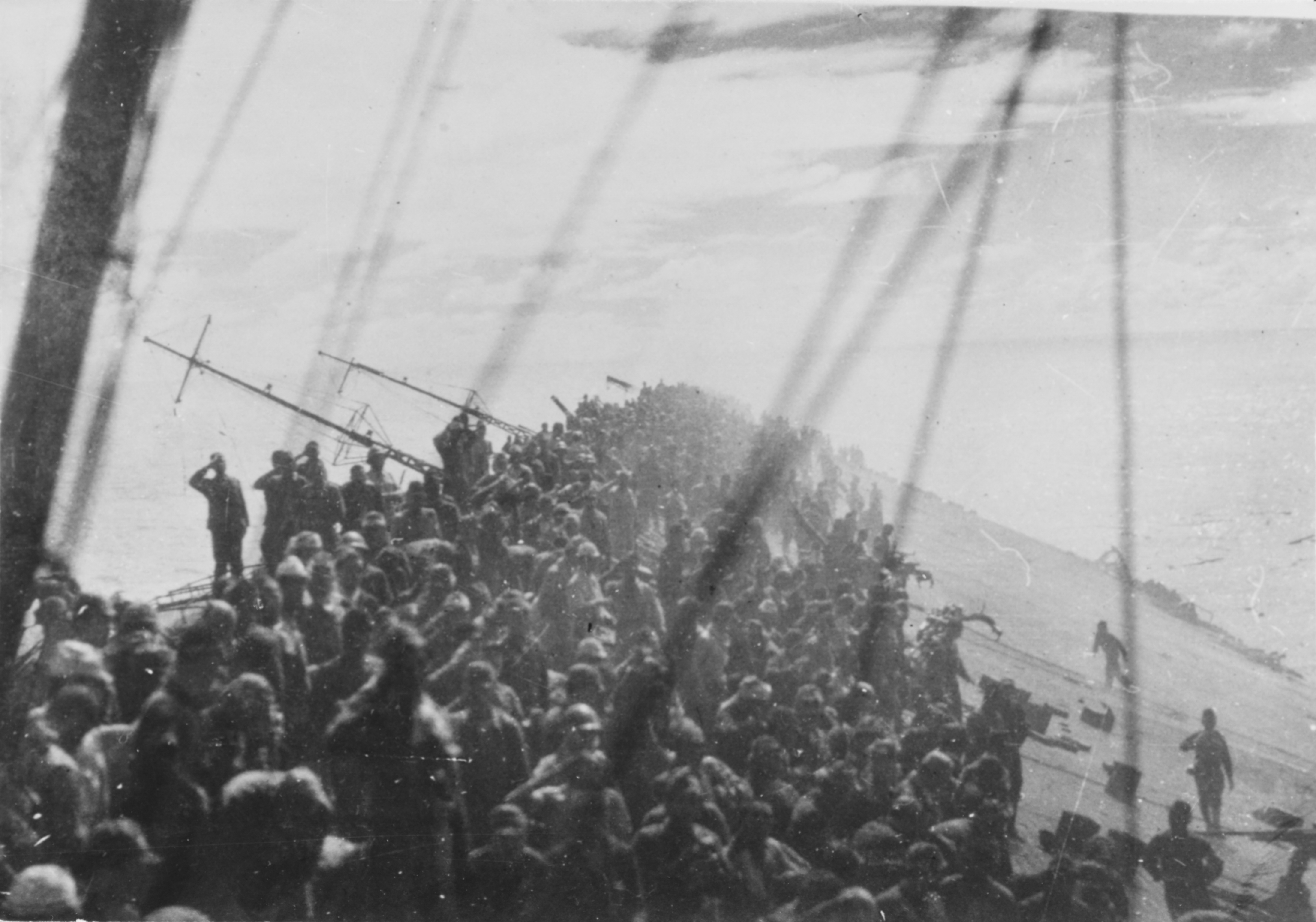
L'équipage du Zuikaku salue le pavillon avant d'abandonner le porte-avions dans l'après midi du 25 octobre

Il a finalement fallu, vers 10 h, un message de l'amiral Nimitz, depuis Pearl Harbor, demandant « Où est, je répète : où est la Task Force 34 ? »,, pour que l'amiral Halsey se résigne, vers 11 h 15, à faire faire demi-tour à ses cuirassés, sans aller achever les porte-avions japonais immobilisés qui n'étaient plus qu'à quarante nautiques. Cette volte-face avait pour but de partir intercepter les cuirassés du vice-amiral Kurita, très loin dans le sud. Mais même en filant à 28 nœuds avec les USS New Jersey et Iowa,, l'amiral Halsey n'a atteint le détroit de San-Bernardino que vers minuit, deux heures après que le vice-amiral Kurita, en retraite, l'a eu franchi. Finalement, les six cuirassés modernes américains n'ont pris part à aucun engagement de la bataille du golfe de Leyte, alors qu'ils avaient été lancés pendant une nuit à la poursuite des porte-avions japonais, et le lendemain, encore à plus grande vitesse, à la poursuite en sens inverse des cuirassés japonais.
Dans l'après-midi du 25 octobre, le vice-amiral Mitscher avec les Task Groups 38.3 et 38.4 a achevé les trois porte-avions japonais encore à flot, ce qui a définitivement clos l'histoire opérationnelle du Service aérien de la Marine impériale japonaise. Mais les porte-avions de la VIIe flotte ont aussi dû, le même jour, faire face pour la première fois à un terrible danger, celui des attaques-suicides du corps spécial d'attaque, les kamikaze, lancées sous l'impulsion des vice-amiraux Ōnishi et Fukudome. Les premières unités qui en ont été victimes ont été les porte-avions d'escorte du contre-amiral Thomas Sprague, au cours de la bataille au large de Samar (les porte-avions USS Santee, Suwannee, Petrof Bay ont été endommagés, et le USS St. Lo coulé en fin de matinée du 25 octobre).
Le 30 octobre à Ulithi, le vice-amiral Mitscher, qui commandait la Fast Carrier Task Force depuis dix mois, en a cédé le commandement au vice-amiral McCain, qui est remplacé à la tête du TG 38.1 par le contre-amiral Montgomery.

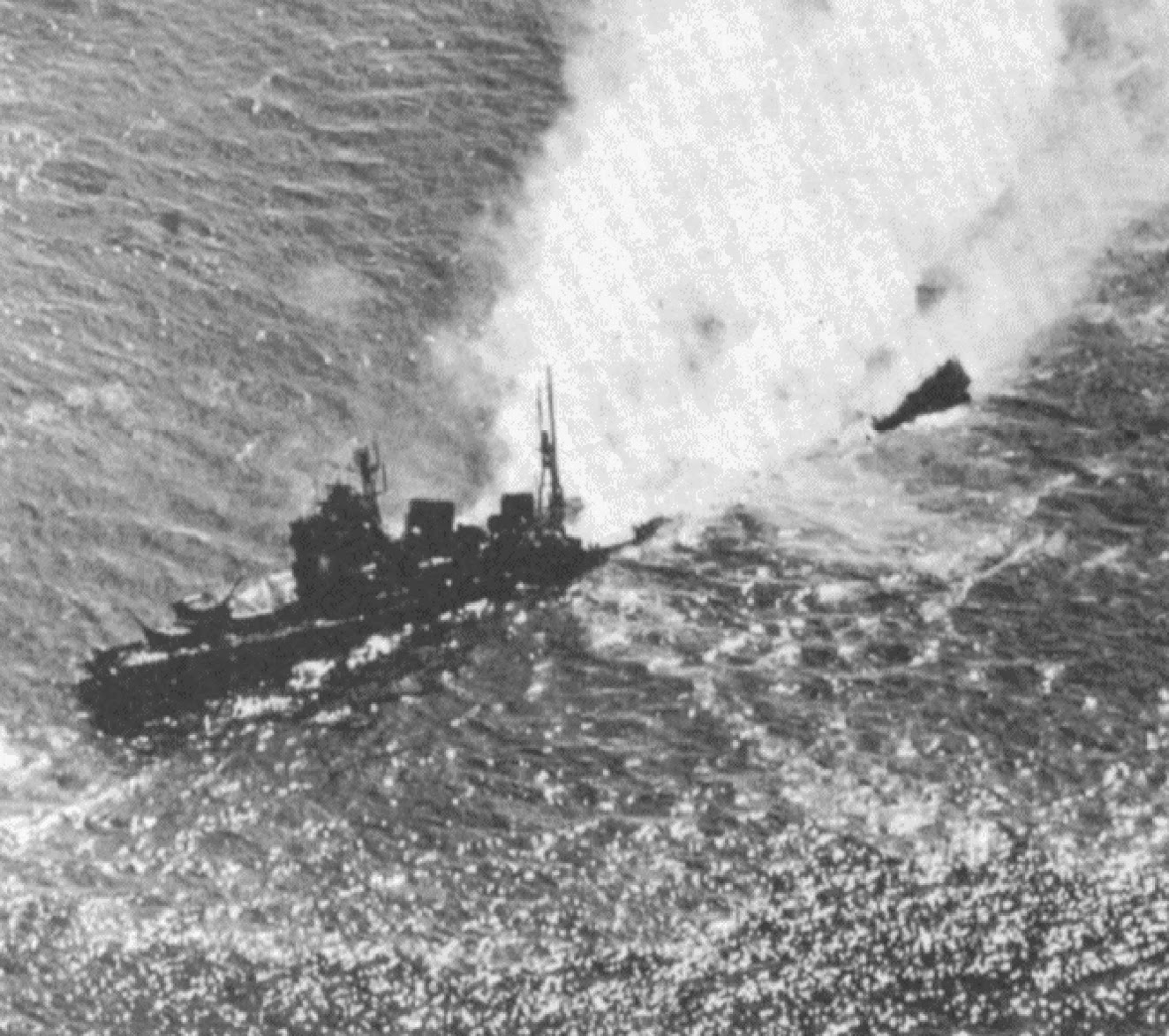
Le Nachi se brise sous les bombes de la TF 38, en baie de Manille, le 5 novembre 1944.

Comme il n'existait pas, à moins de 800 km des zones de combat, d'aérodromes susceptibles de servir de base à l'aviation de couverture des forces américaines pour l'attaque des Philippines, c'est à l'U.S. Navy qu'il a incombé d'apporter aux troupes au sol le soutien nécessaire, et en particulier à son fer de lance, la Task Force 38. Forte de neuf porte-avions d'escadre et de huit porte-avions légers, la TF 38 a bombardé, dès le 5 novembre, la baie de Manille et y a coulé le Nachi, navire amiral de la 5e flotte, qui venait d'arriver de la bataille du détroit de Surigao.
Les bombardements se sont poursuivis pendant tout le mois de novembre, et le 25 novembre, l'aviation de l'USS Ticonderoga a achevé le Kumano, en baie de Dasol, à proximité de Santa Cruz.
Il faut faire mention ici du rôle très important joué par le « service silencieux », les sous-marins de la Flotte du Pacifique, aux ordres du vice-amiral Lockwood, une fois qu'ont été surmontées les difficultés liées aux imperfections des torpilles Mark 14 (en) qu'ils avaient en dotation standard. Au-delà de 3 900 000 tonnes de navires marchands japonais coulés, au cours de l'année 1944, les sous-marins américains ont réussi à couler au cours des dix premiers mois de l'année, deux croiseurs lourds, huit croiseurs légers, deux porte-avions d'escadre et quatre porte-avions d'escorte. L'année va s'achever avec trois succès retentissants, les destructions du cuirassé rapide Kongō, le 21 novembre, dans le détroit de Formose, du porte-avions géant Shinano, le 29 novembre, en mer Intérieure, et du porte-avions d'escadre Unryū, acheminant des avions-suicides, le 19 décembre, en mer de Chine orientale.

#### L'amiral Nimitz est promu amiral de la flotte (19 décembre 1944)
Le 14 décembre 1944, le Congrès des États-Unis a créé les grades d'amiral de la flotte et de général de l'Armée, et sept promotions sont intervenues avec effet du 15 au 21 décembre, une par jour, alternant trois nominations d'amiraux de la flotte et quatre de généraux de l'Armée. La première promotion a été celle de l'amiral Leahy, chef d'état-major du président Roosevelt, qui faisait fonction de président du Comité des chefs d'état-major interarmées et avait été avant-guerre chef des opérations navales, la seconde promotion, celle du général Marschall, chef d'état-major de l'Armée des États-Unis, la troisième promotion celle de l'amiral King, commandant en chef de la Flotte des États-Unis et chef des opérations navales, la quatrième, celle du général MacArthur, commandant en chef des Forces de l'Armée des États-Unis en Extrême-Orient, qui avait été avant-guerre chef d'état-major de l'Armée des États-Unis, la cinquième est celle de l'amiral Nimitz, donc avec effet du 19 décembre, la sixième, celle du général Eisenhower, commandant en chef des Forces alliées en Europe, et la septième celle du général Arnold, commandant des United States Army Air Forces. L'amiral Nimitz est le seul, avec le général Eisenhower, qui, au moment de leur promotion, ne fasse pas partie du Comité des chefs d'état-major interarmées, ou qui n'ait pas été, avant-guerre, chef d'état-major de l'Armée ou chef des opérations navales.

#### Sous les coups deskamikaze

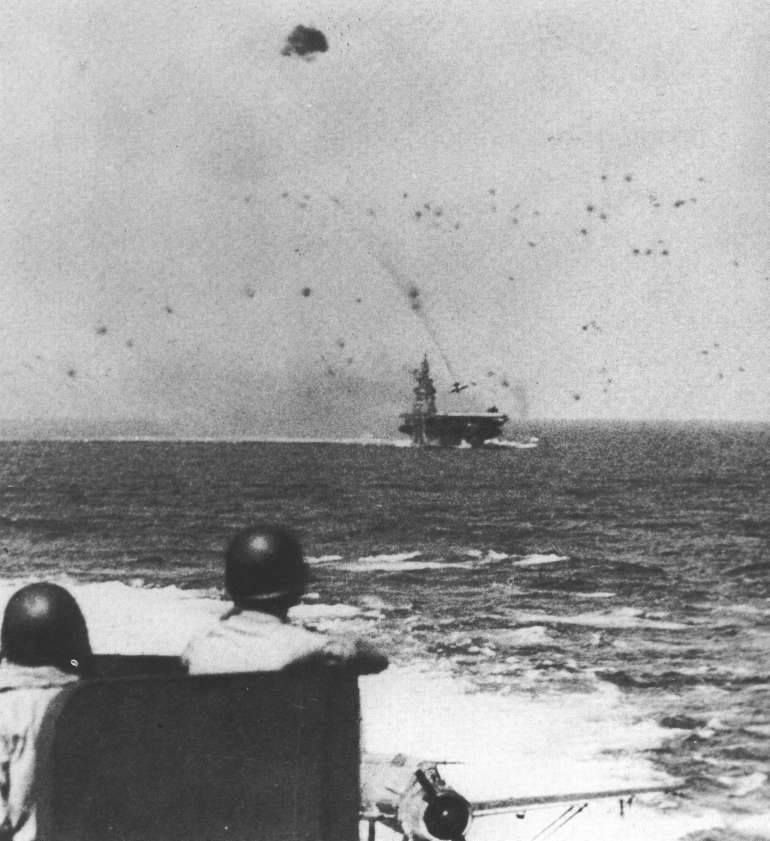
L' alors qu'il va être frappé le 25 novembre 1944 par un kamikaze

Selon le vice-amiral Ozawa, devenu vice-chef de l'état-major général de la Marine, interrogé après la guerre, « Après (la) bataille (du golfe de Leyte), les forces de surface sont devenues strictement des forces auxiliaires, et nous nous sommes appuyés sur les forces terrestres, les forces spéciales d'attaque (les kamikaze) et les forces aériennes. » L'amiral Toyoda a été partisan d'une stratégie de défense agressive, utilisant les kamikaze, ce qui a été fait lors des débarquements à Luçon et plus tard à Iwo Jima.
Ainsi, le 25 novembre, pour la première fois, un porte-avions d'escadre, l'USS Intrepid, a été endommagé par un kamikaze.
L'amiral de la flotte Nimitz a reconnu après la guerre « Rien de ce qui est arrivé durant la guerre n'a été une surprise—absolument rien—à l'exception des tactiques des kamikaze vers la fin de la guerre. Ceux-là, nous ne les avons pas vu venir. »

##### Les débarquements aux Philippines

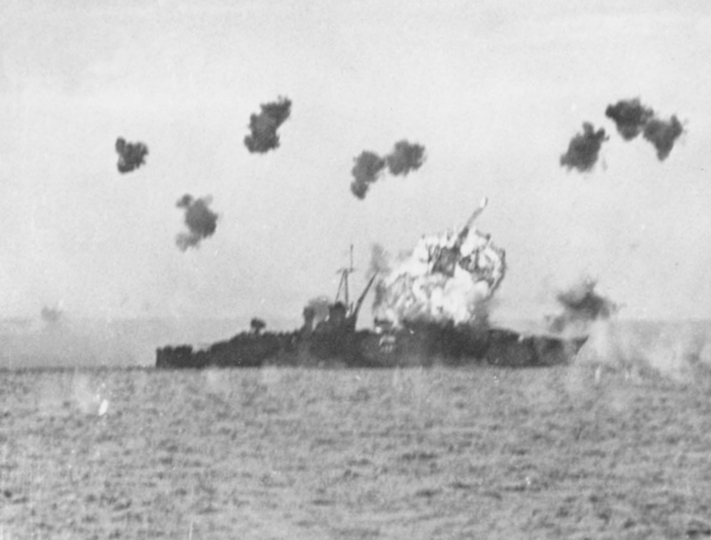
L'USS Louisville touché par un kamikaze, le 6 janvier 1945.

En décembre, pour couvrir le débarquement sur Mindoro, les bombardements se sont poursuivis sur les aérodromes de Luçon, et à cette occasion, le porte-avions d'escorte USS Ommaney Bay a été coulé le 4 janvier, et au golfe de Lingayen, le cuirassé USS New Mexico et le croiseur USS Louisville ont été gravement endommagés (5 et 6 janvier 1945) à la suite de l'invasion du golfe de Lingayen.
La TF 38 au cours du mois de janvier 1945 a effectué une série de bombardements en mer de Chine, cherchant à détruire les grands bâtiments qui y seraient réfugiés, jusque sur les côtes d'Indochine, Formose, Hong Kong, Hainan, Canton, les îles Pescadores, Luçon, les îles Sakishima, Okinawa, les îles Ryūkyū.
De retour à Ulithi, le 26 janvier, l'amiral Halsey a été remplacé par l'amiral Spruance, la IIIe flotte est redevenue la Ve flotte, le vice-amiral Mitscher a pris la suite du vice-amiral McCain à la tête de la Task Force 58 (ex-TF 38) et le contre-amiral Clark a retrouvé le TG 58.1. Cette alternance des équipes à la tête de la puissante force navale du Pacifique central, voulue par le haut commandement américain (les amiraux de la flotte King et Nimitz), a été un phénomène unique, d'autant que le caractère des deux principaux amiraux concernés, au demeurant amis, et leurs méthodes de commandement étaient extraordinairement différentes, pour ne pas dire opposées, Raymond Spruance était réfléchi, discret, calculateur et méthodique, et William Halsey, impulsif, extraverti, fonceur et changeant. Alors que les matelots étaient heureux de servir sous Halsey, on a dit de Raymond Spruance qu'il était « l'amiral des amiraux ». L'amiral Spruance avait le talent de composer avec les gens au caractère difficile, en y incluant son ami l'impétueux vice-amiral Kelly Turner, commandant des forces amphibies de la Ve flotte.

##### Le débarquement à Iwo Jima (février 1945)
À la fin janvier 1945, les Américains avaient débarqué sur les îles principales des Philippines, Leyte, Luçon, Mindoro, et se rapprochaient de Manille. L'amiral de la flotte Nimitz avait transféré son quartier général de Pearl Harbor à Guam. Dans les Mariannes, particulièrement à Tinian, les aérodromes ont été aménagés, pour permettre d'envoyer les bombardiers lourds B-29 Superfortress attaquer le Japon. Avant d'aller attaquer Okinawa, il est apparu que l'occupation d'Iwo Jima devrait permettre d'y baser des chasseurs, pour escorter les bombardiers lourds dans la dernière partie de leurs raids contre le Japon : ce sera l'« opération Detachment ».

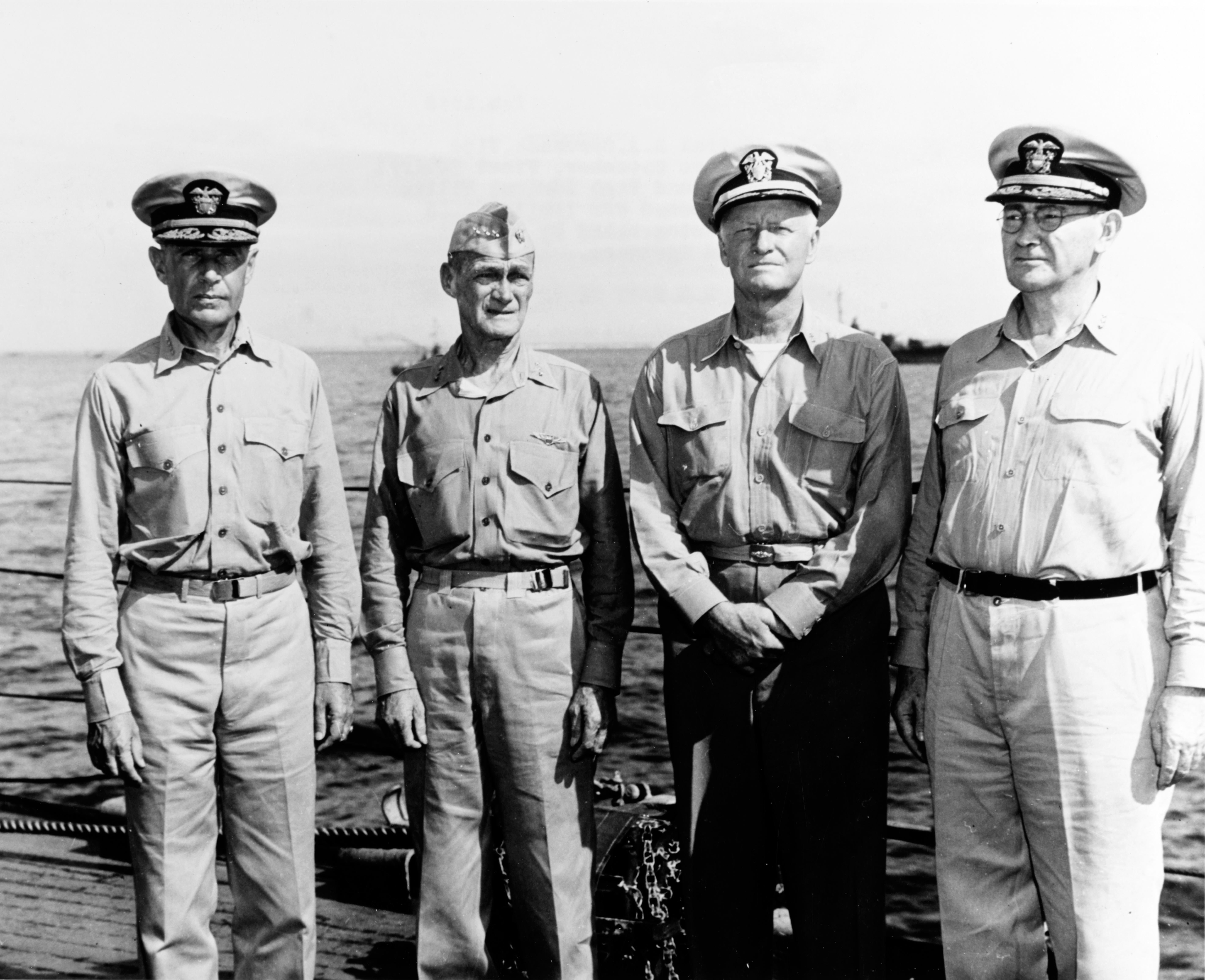
L'amiral Spruance, le vice-amiral Mitscher, l'amiral de la flotte Nimitz et le vice-amiral Lee, sur le navire amiral, en février 1945

À la mi-février, le vice-amiral Mitscher a lancé la Task Force 58 à l'attaque de l'archipel japonais, en bombardant la région de Tokyo pour la première fois depuis le raid sur Tokyo qu'il avait conduit en avril 1942. Le mauvais temps a contrarié les opérations, les 16 et 17 février. 340 avions japonais ont été abattus, 190 détruits au sol, au prix de 88 appareils américains perdus, puis la TF 58 a mis le cap sur Iwo Jima, où le débarquement américain était imminent.

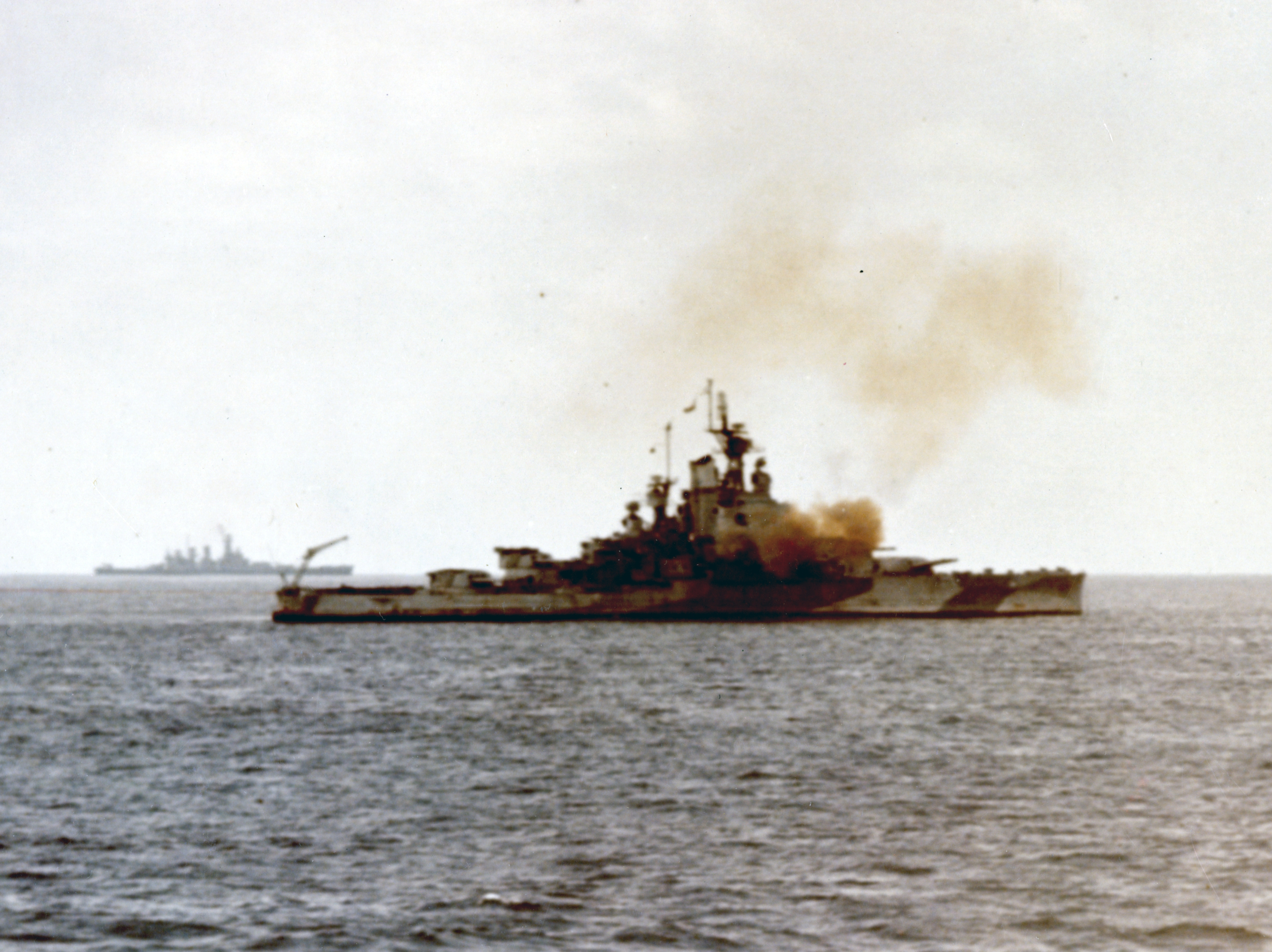
L', reconstruit, bombardant Iwo Jima, le 19 février 1945, avec, à l'arrière-plan, un cuirassé moderne de la

La campagne des Philippines menée par le général MacArthur étant désormais principalement terrestre, certaines unités qui, à l'été 1944, avaient été transférées de la IIIe à la VIIe flotte, sont revenues sous le commandement de l'amiral Spruance. Le vice-amiral Turner, qui avait commandé les forces amphibies de la zone du Pacifique Sud, pendant les campagnes de Guadalcanal et des îles Salomon, puis les forces amphibies de la Ve flotte jusqu'aux débarquements des îles Mariannes, a pris le commandement de la Task Force 51 dite Force Expéditionnaire Inter-armées (en anglais : Joint Expeditionary Force). La plupart des cuirassés anciens du contre-amiral Oldendorf sont restés dans la VIIe flotte, et les porte-avions d'escorte du TG 77.4 y sont restés attachés pour couvrir le débarquement dans le golfe de Lingayen, jusqu'au 19 février 1945, mais d'autres cuirassés anciens, USS Idaho, Nevada, Texas, New York et Arkansas ont, avec l'USS Tennessee, et quatre croiseurs lourds, constitué le cœur d'une Task Force 54, que l'USS West Virginia a ralliée le 19 février 1945, tandis que les porte-avions d'escorte intégraient la TF 52.
Le bombardement préparatoire sur Iwo Jima, dont la population civile avait été évacuée, a commencé le 16 février, mais les Japonais avaient effectué des travaux importants de fortifications enterrées voire souterraines, ce qui en a réduit l'effet. Le débarquement a eu lieu le 19 février. Au large, le 21 février, l'USS Saratoga a été gravement endommagé et le porte-avions d'escorte de la classe Casablanca USS Bismarck Sea a été coulé à la suite d'une attaque de kamikaze. Ce fut le dernier porte-avions perdu par la marine américaine. Quant à l'USS Saratoga, lorsque ses réparations ont été achevées, il a été transformé en bâtiment d'entrainement et n'a plus jamais été envoyé en première ligne.
L'aviation embarquée a appuyé les troupes au sol jusqu'au 23 février. Les combats sur l'île (qui n'avait que 21 km2 de superficie) ont duré presque un mois, les pertes américaines ont été très lourdes (les Marines y ont perdu 25 % des effectifs tués pendant toute la guerre). Nimitz a dit « Parmi les Marines qui ont combattu à Iwo-Jima, une valeur hors du commun y était une vertu commune ».
Des interrogations se sont fait jour sur l'intérêt de cette opération, eu égard à son coût.

##### À l'attaque d'Okinawa (avril-juin 1945)
Dans la « marche vers Tokyo » engagée par l'amiral Nimitz, l'étape suivante était l'attaque d'Okinawa.

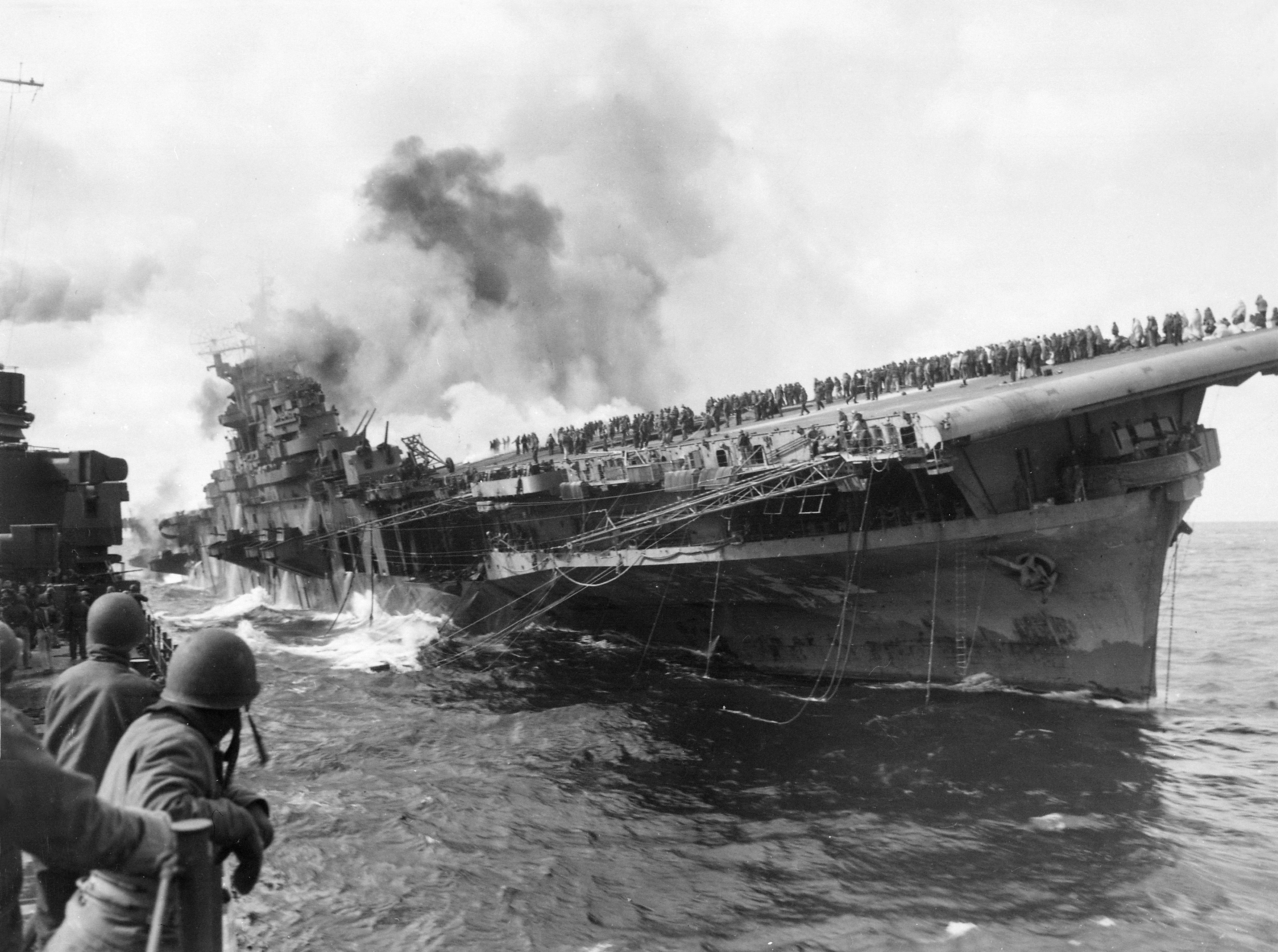
En feu, gîtant fortement, avec des pertes et des dégâts considérables, l' a été mis définitivement hors de combat, le 19 mars 1945.

À la mi-mars, pour affaiblir les forces basées sur l'archipel japonais qui pourraient s'opposer au débarquement, la TF 58 est repartie bombarder la région de Tokyo et les bases navales de Kure et de Kobe : le Yamato a été touché en mer Intérieure,. Mais la 5e flotte aérienne japonaise, basée sur Kyūshū, dont le vice-amiral Ugaki, un des amiraux japonais les plus renommés, avait pris le commandement le 2 février va alors riposter très durement sur les grands porte-avions rapides américains, endommageant très gravement, le 19 mars, l'USS Franklin,, à 50 nautiques de la côte. Les pertes humaines ont été énormes, près de 800 tués, et les dégâts considérables. Le navire réussit cependant à regagner Ulithi puis Pearl Harbor. Réparé sur la côte est des États-Unis, il n'a plus jamais connu le service actif. Les USS Wasp, Enterprise et Yorktown ont également été touchés. Le 30 mars, le croiseur USS Indianapolis, sur lequel l'amiral Spruance avait sa marque, a été si gravement endommagé qu'il a dû rentrer aux États-Unis pour y être réparé jusqu'à la fin juillet. L'amiral a transféré sa marque sur le cuirassé USS New Mexico.
Pour le débarquement sur Okinawa (opération Iceberg), la TF 58, avec dix porte-avions d'escadre (en y comptant l'USS Franklin), six porte-avions légers, huit cuirassés modernes, les deux nouveaux grands croiseurs USS Alaska et Guam, quatre croiseurs lourds, huit grands croiseurs légers, et quatre croiseurs anti-aériens, devait assurer la couverture éloignée des forces amphibies, réparties dans six Task Forces (TF 51 à 56), vingt-trois porte-avions d'escorte pour l'appui aérien se trouvant dans la TF 52, et onze cuirassés anciens pour l'appui feu, dans la TF 54.
De surcroît, la nouvelle flotte britannique du Pacifique, aux ordres de l'amiral Sir Bruce Fraser, dont le quartier général était installé à Sidney, a constitué une Task Force 57, qui a été engagée, malgré les réticences de l'amiral King, pour assurer la couverture des forces américaines, dans le secteur des îles Sakishima, au sud-ouest d'Okinawa. Le commandant à la mer en était le vice-amiral Sir Bernard Rawlings, et le commandant des porte-avions, le contre-amiral Sir Philip Vian. Lorsqu'ils ont subi des attaques de kamikaze (les HMS Indefatigable, le 1er avril, Formidable, le 4 et le 9 mai, Indomitable, le 5 mai, et Victorious, le 9 mai), les porte-avions « blindés » britanniques les ont plutôt mieux encaissées que les porte-avions de la classe Essex.

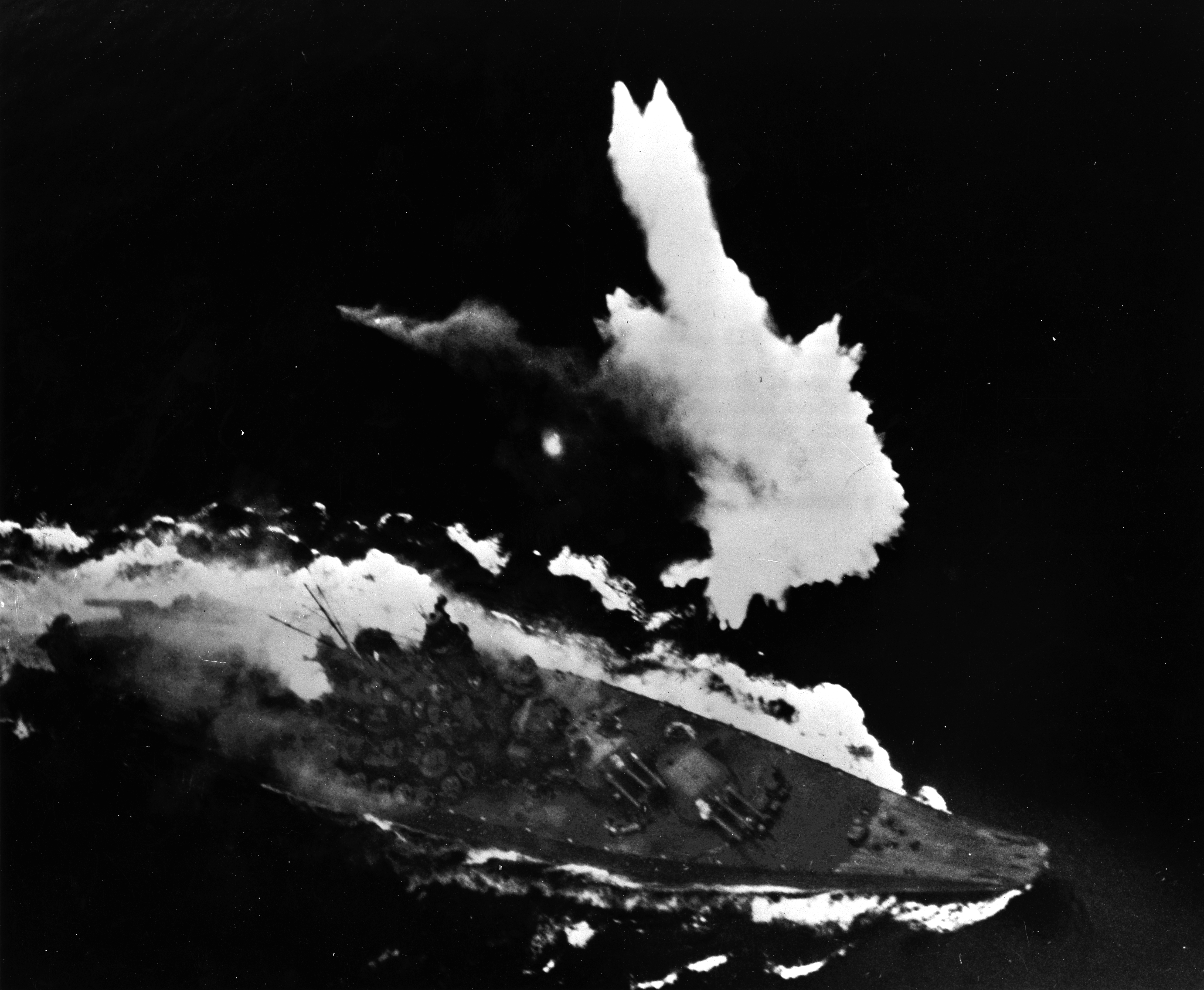
Le cuirassé Yamato sous les bombes, le 7 avril 1945

L'emploi du corps spécial d'attaque, autrement dit les kamikaze, en particulier par les attaques-suicides d'aviation, est devenu un élément central de la tactique de défense japonaise. Dans la préparation de la défense d'Okinawa, l'empereur Showa s'est étonné de l'absence d'actions de la Marine impériale, dont les quelques navires restant opérationnels étaient immobilisés par la pénurie de carburant. Pour déférer à la demande de l'empereur, l'amiral Toyoda, commandant en chef de la Flotte combinée, et son adjoint, le vice-amiral Ryunosuke Kusaka préparèrent une sortie du cuirassé géant Yamato pour attaquer les forces de couverture éloignée du débarquement américain, et aller finalement s'échouer sur la côte d'Okinawa et servir de batterie côtière (opération Ten-Gô). L'amiral Itō, commandant d'une 2e flotte qui n'était même plus l'ombre de ce qu'elle était quatre mois auparavant et les commandants des navires d'escorte y étaient opposés, convaincus de l'inutilité de ce qu'ils ressentaient comme une attaque-suicide, car ils ne devaient pas embarquer assez de carburant pour le retour.
Le débarquement a commencé le 1er avril. Le 7 avril au matin, le Yamato, un croiseur (le croiseur léger Yahagi) et huit destroyers ont été repérés par des sous-marins, en route cap au sud vers Okinawa. Plus de deux cents bombardiers accompagnés de cent quatre-vingt chasseurs, lancés par les TG 58.1 et 58.3, les ont attaqués. En début d'après-midi, sans couverture de chasse, le cuirassé géant a été coulé et son escorte anéantie,.
L'aviation japonaise basée au Japon ou à Formose a eu une bien plus redoutable efficacité, avec 1 400 attaques de kamikaze qui ont représenté 50 % des attaques aériennes menées d'avril à juin. En furent notamment victimes les USS Enterprise le 11 avril, et Intrepid, le 16 avril.

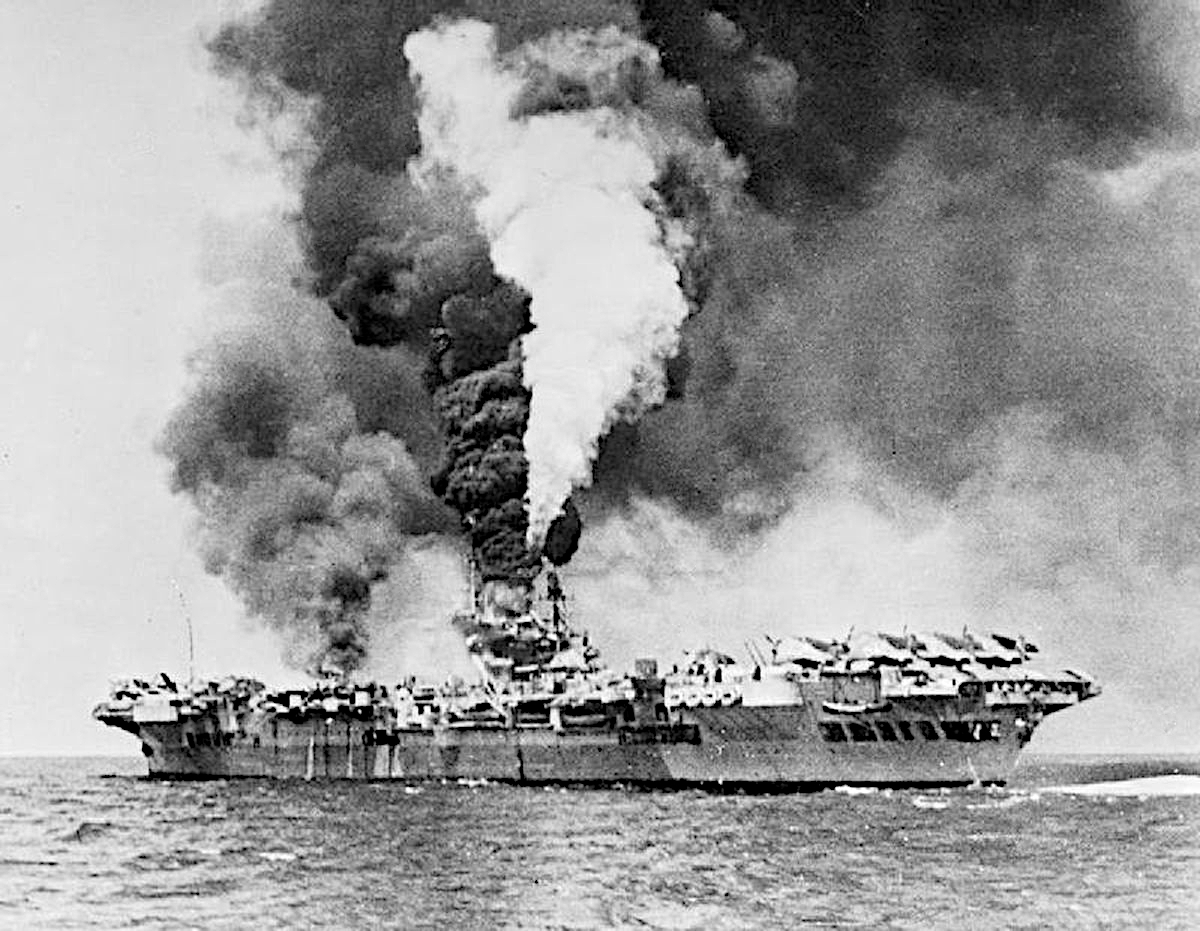
Le 4 mai, le, en feu après une attaque-suicide

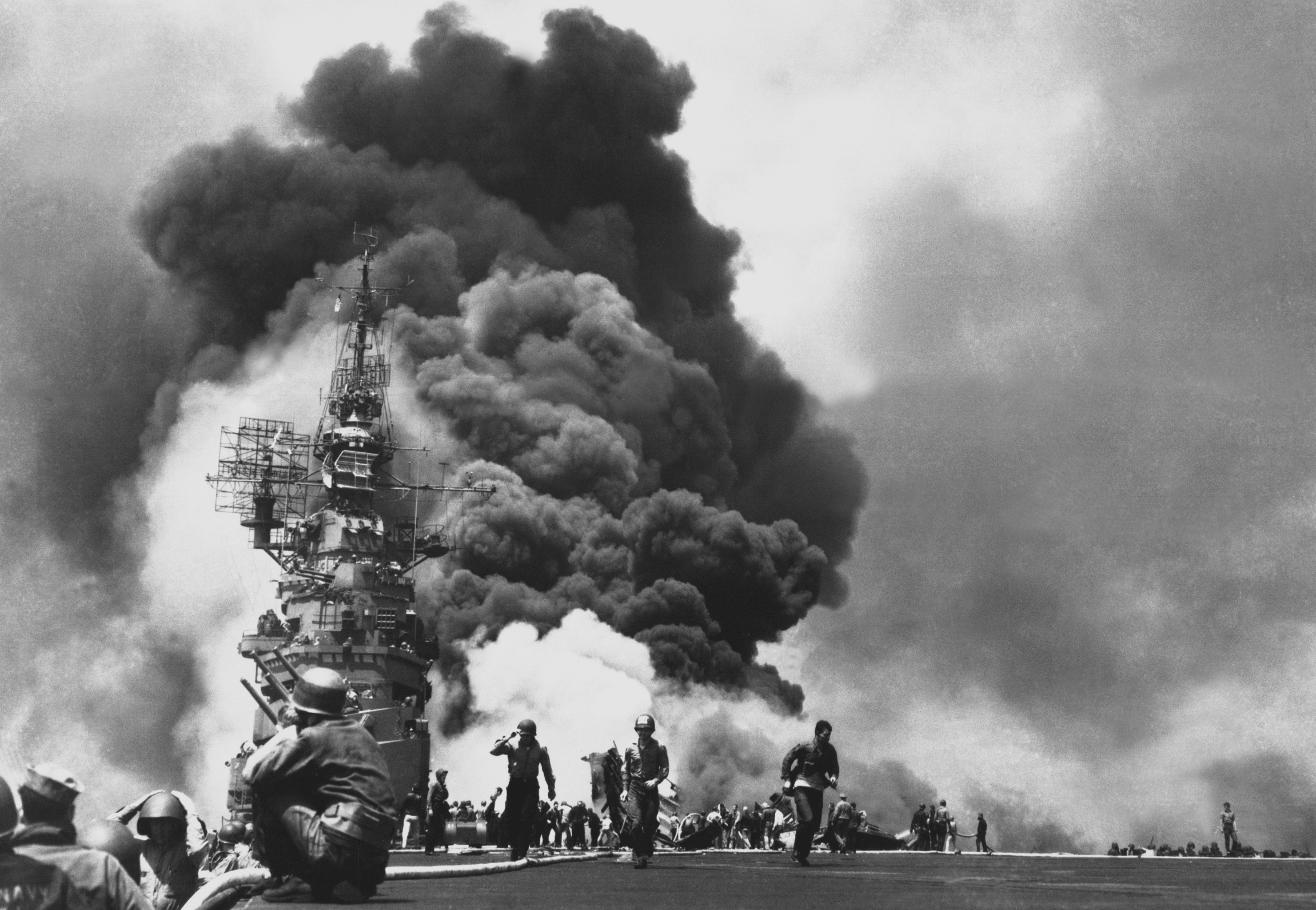
Le 11 mai, deux kamikaze atteignent l', sur lequel le vice-amiral Mitscher a sa marque

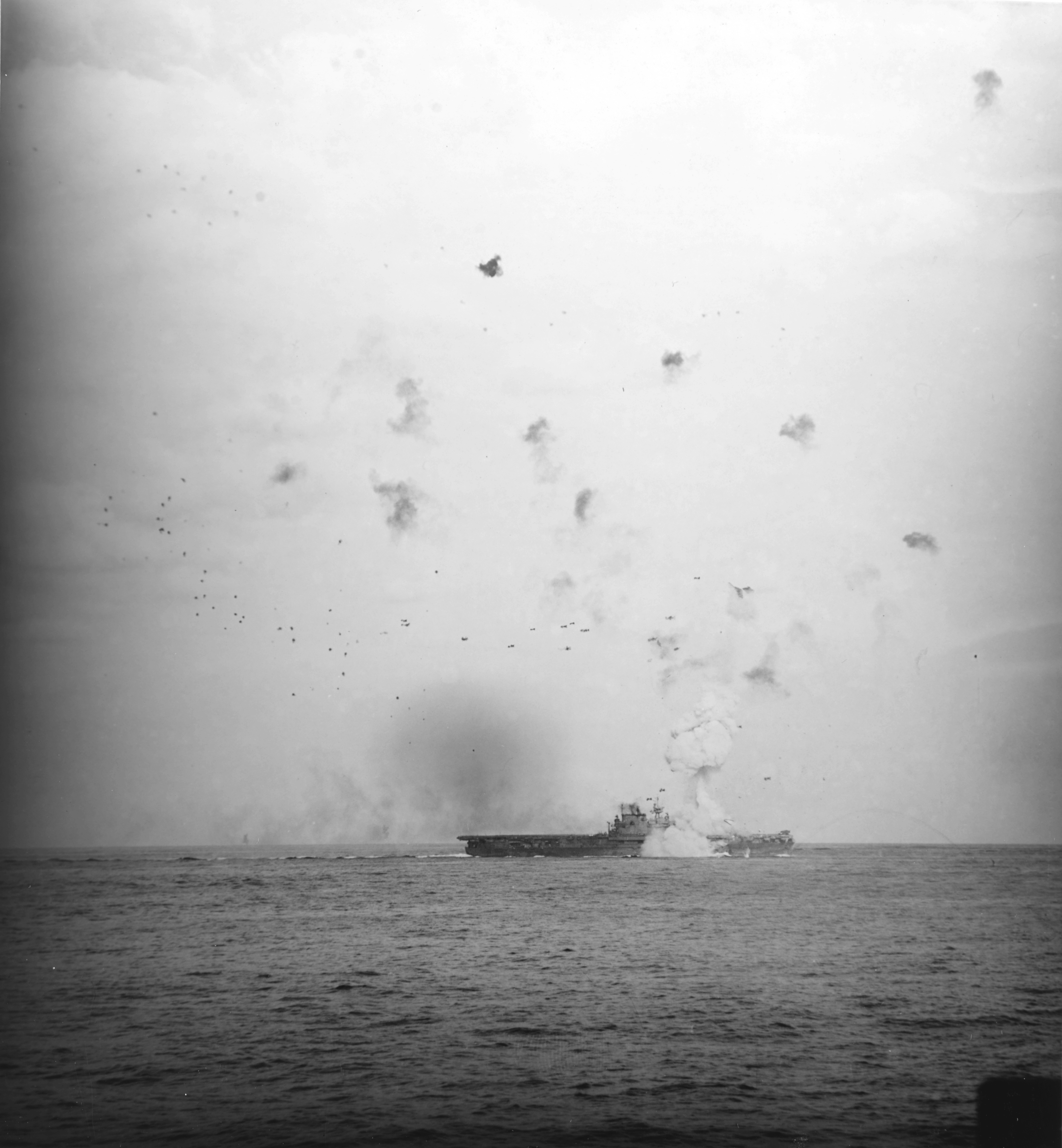
L’Enterprise touché par une bombe d'un kamikaze le 14 mai 1945. L'un des ascenseurs est soufflé à plus de 120 mètres au-dessus du navire.

En tournée d'inspection en avril, l'amiral de la flotte Nimitz, prenant en compte la fatigue résultant de la tension ressentie par Raymond Spruance et Marc Mitscher après deux mois de campagne au large d'Iwo Jima et d'Okinawa, sous les coups des kamikaze, a décidé de les remplacer sous trente jours, que la conquête d'Okinawa soit achevée ou non. Le 11 mai, l'USS Bunker Hill, navire-amiral du vice-amiral Mitscher, a été atteint par deux fois par des kamikaze, frappant en particulier l'îlot, entrainant de lourdes pertes sur la passerelle, et le commandant de la TF 58 a dû transférer sa marque sur l'USS Enterprise. L'USS Bunker Hill, comme précédemment l'USS Franklin, n'a jamais retrouvé le service actif. Le 12 mai, le cuirassé USS New Mexico, sur lequel l'amiral Spruance avait alors sa marque, a été encore une fois endommagé par les kamikaze. Le 14 mai, l'USS Enterprise étant une fois de plus atteint par des kamikaze, le vice-amiral Mitscher a dû transférer sa marque cette fois sur l'USS Randolph,. Le 26 mai 1945, Raymond Spruance et Marc Mitscher ont été remplacés par William Halsey et John McCain à la tête de ce qui allait être à nouveau la IIIe flotte et la TF 38[réf. incomplète]. L'amiral Spruance et le vice-amiral Mitscher ont reçu la Navy Cross pour leur action au cours de la campagne d'Iwo Jima et d'Okinawa. La conquête d'Okinawa n'a été achevée qu'un mois plus tard, les pertes ont été très lourdes et le lieutenant général Buckner, mortellement blessé par un éclat d'obus le 18 juin, lors d'une inspection en première ligne, y a été l'officier américain le plus gradé tué au combat pendant la guerre.

#### La préparation de l'invasion du Japon
Dès avant le début des combats à Okinawa, l'U.S. Navy a commencé des opérations pour en finir avec la résistance de l'empire du Japon. Les options stratégiques qui s'offraient se présentaient comme suit :
1. Un débarquement sur les îles principales de l'archipel nippon, mais la résistance farouche opposée par les Japonais lors de l'attaque d'Iwo Jima conduisait à penser que les pertes seraient extraordinairement élevées, au risque d'être jugées insupportables par l'opinion publique. L'occupation d'Okinawa, pour acquérir une base avancée, pour cette offensive finale, se plaçait cependant dans cette perspective.
2. L'entrée en guerre de l'Union soviétique était une perspective catastrophique pour le Japon. L'Allemagne nazie avait déclaré la guerre aux États-Unis dès le lendemain de Pearl Harbor, mais l'Union soviétique, pourtant en guerre avec l'Allemagne, n'avait pas déclaré la guerre au Japon. Le Haut Commandement japonais redoutait cette intervention sur le flanc nord du théâtre d'opérations qu'il menait en Chine depuis 1937. Mais pour les Alliés, le début de la rivalité entre les puissances occidentales et l'URSS en Europe, qui allait devenir manifeste à la conférence de Yalta, conduisait à s'inquiéter de ce que les Soviétiques chercheraient à obtenir comme acquisitions territoriales, en compensation d'une intervention en Extrême-Orient.
3. Le programme de recherches pour la mise au point de la bombe atomique était encore inabouti, et les modalités d'utilisation de la nouvelle arme n'étaient pas arrêtées, même si déjà des études étaient menées quant au choix des cibles possibles.

##### Opération Starvation (avril-juillet 1945)
L'amiral de la flotte King était opposé à ces trois solutions. Il considérait que la solution se trouvait dans un blocus du Japon, et c'est dans cet esprit que l'amiral de la flotte Nimitz a demandé à ce qu'une opération de mouillage de mines soit effectuée par l'aviation américaine (opération Starvation). Le général de l'Armée Arnold, qui avait quelques réticences à l'utilisation à cette fin des B-29 Superfortress a finalement accédé à cette demande, et la 313e escadre de bombardement avec 160 appareils y a été affectée aux ordres du major general LeMay. Les opérations ont commencé fin mars, il s'est agi de parachutages de mines magnétiques, ou acoustiques, ou « à dépression », effectués de nuit à basse altitude. Les résultats ont été exceptionnels. 670 navires au total ont été endommagés ou coulés, soit 1 250 000 tonnes, le trafic maritime a été très perturbé, s'effondrant de 85 %, à Kobe, par exemple, d'avril à juillet 1945. Selon des responsables japonais du dragage de mines, « Le résultat du minage a été si efficace qu'il a affamé le pays. La guerre aurait probablement été abrégée, s'il avait été commencé plus tôt. »
Néanmoins, le 14 juin 1945, la réunion des chefs d'état-major américain a demandent aux généraux de l'Armée MacArthur, et Arnold et à l'amiral de la flotte Nimitz d'étudier un plan destiné à l'occupation des îles japonaises si l'empereur du Japon refusait de capituler.

##### Bombardements aéronavals et bombardements côtiers du Japon (juillet-août 1945)

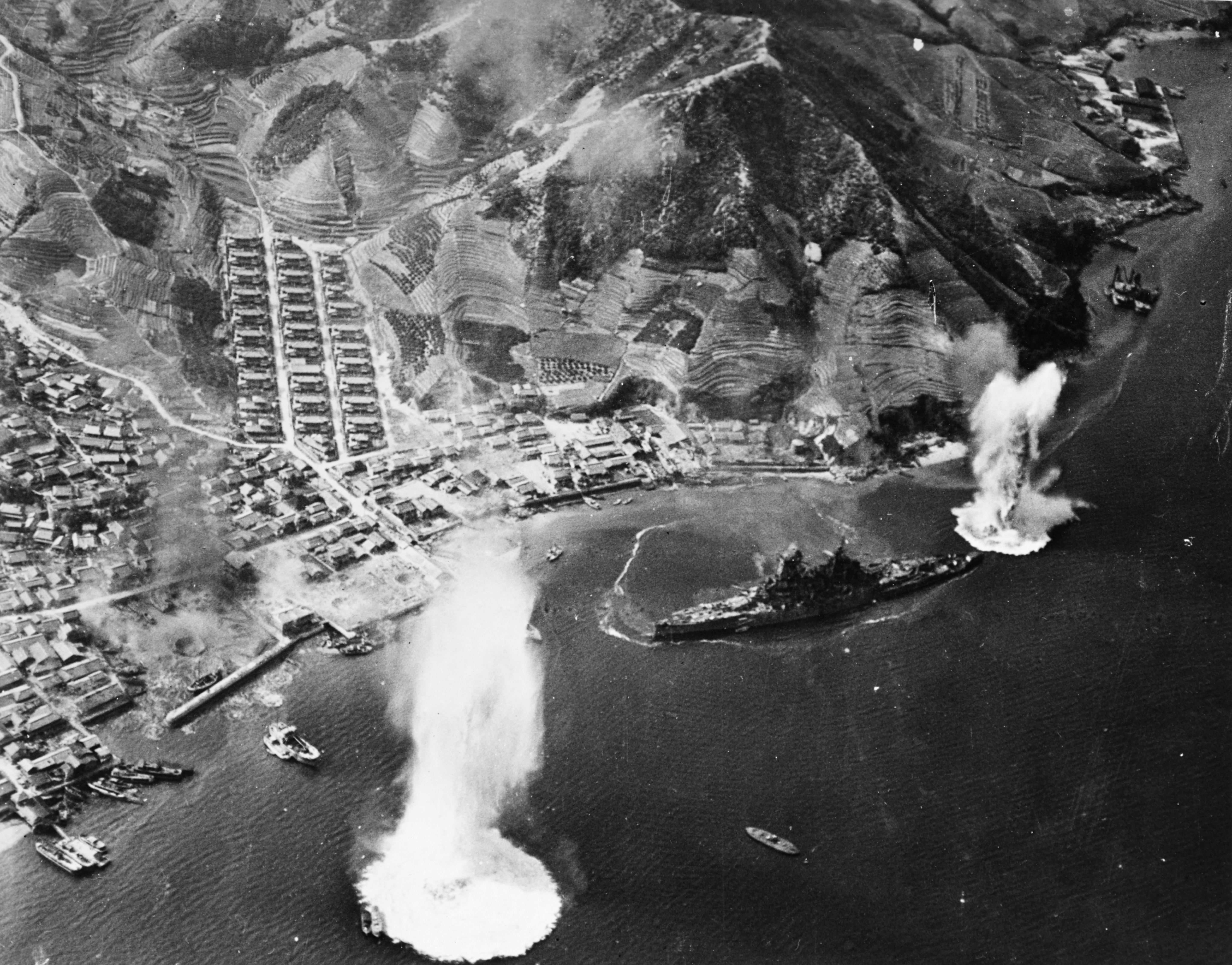
Le Haruna sous les bombes de la TF 38, le 28 juillet 1945, à Kure, vu d'un avion de l'USS Intrepid.

Les et (vus ici depuis l'), et deux croiseurs lourds, de la TU 34.8.1, approchant de Kamaishi le 14 juillet 1945

Une semaine après la fin des combats à Okinawa, le 1er juillet, la IIIe flotte a appareillé du golfe de Leyte, cap sur le Japon. Elle comptait toujours en son sein des bâtiments de la Flotte britannique du Pacifique (British Pacific Fleet) au sein d'une Task Force 37, mais à la suite d'un accord passé avec l'amiral Halsey, la TF 37 a en fait opéré comme un Task Group de la TF 38. Les Américains ont cependant veillé soigneusement à ce que ce soient des navires américains qui portent les derniers coups fatals aux navires de guerre japonais réfugiés dans les bases du Japon. À partir du 10 juillet, l'aviation Nembarquée de la TF 38 a bombardé Honsho. À Yokosuka, le 18 juillet, le Nagato, a été endommagé, mais n'a pas été coulé. Du 24 au 28 juillet, ce sont les bases navales de Kure et de Kobe qui ont été prises pour cibles, où tous les grands bâtiments qui y étaient mouillés, le cuirassé rapide Haruna, les cuirassés hybrides de porte-avions Ise et Hyuga, les croiseurs lourds Aoba, Tone, et le croiseur léger Ōyodo ont été coulés en eaux peu profondes.
À partir du 14 juillet, et jusqu'au 9 août, les cuirassés modernes américains, constitués en Task Group 34.8, ont effectué des bombardements navals sur des zones industrielles, d'abord dans la région de Tokyo, puis dans le nord d'Honsho et à Hokkaido, qui se trouvaient hors de portée des raids de B-29. Ont ainsi été bombardées les aciéries de Kamaishi et de Muroran, puis diverses cibles dans la région d'Hitachi au nord-est de Tokyo.
Le 29 juillet, à Hamamatsu, a été bombardée l'usine d'instruments de musique Yamaha, qui était utilisée pour la fabrication d'hélices d'avions, et un dépôt de locomotives. Enfin, une seconde attaque eut lieu le 9 août sur les aciéries de Kamaishi, avec plus de résultats que celle de juillet. Au total, ces bombardements, dont le vice-amiral McCain considérait que des résultats supérieurs auraient été obtenus par l'aviation embarquée qui en assurait la couverture aérienne, ont eu des effets sur le moral des populations qui les subissaient, les persuadant de l'inéluctabilité de la défaite japonaise.

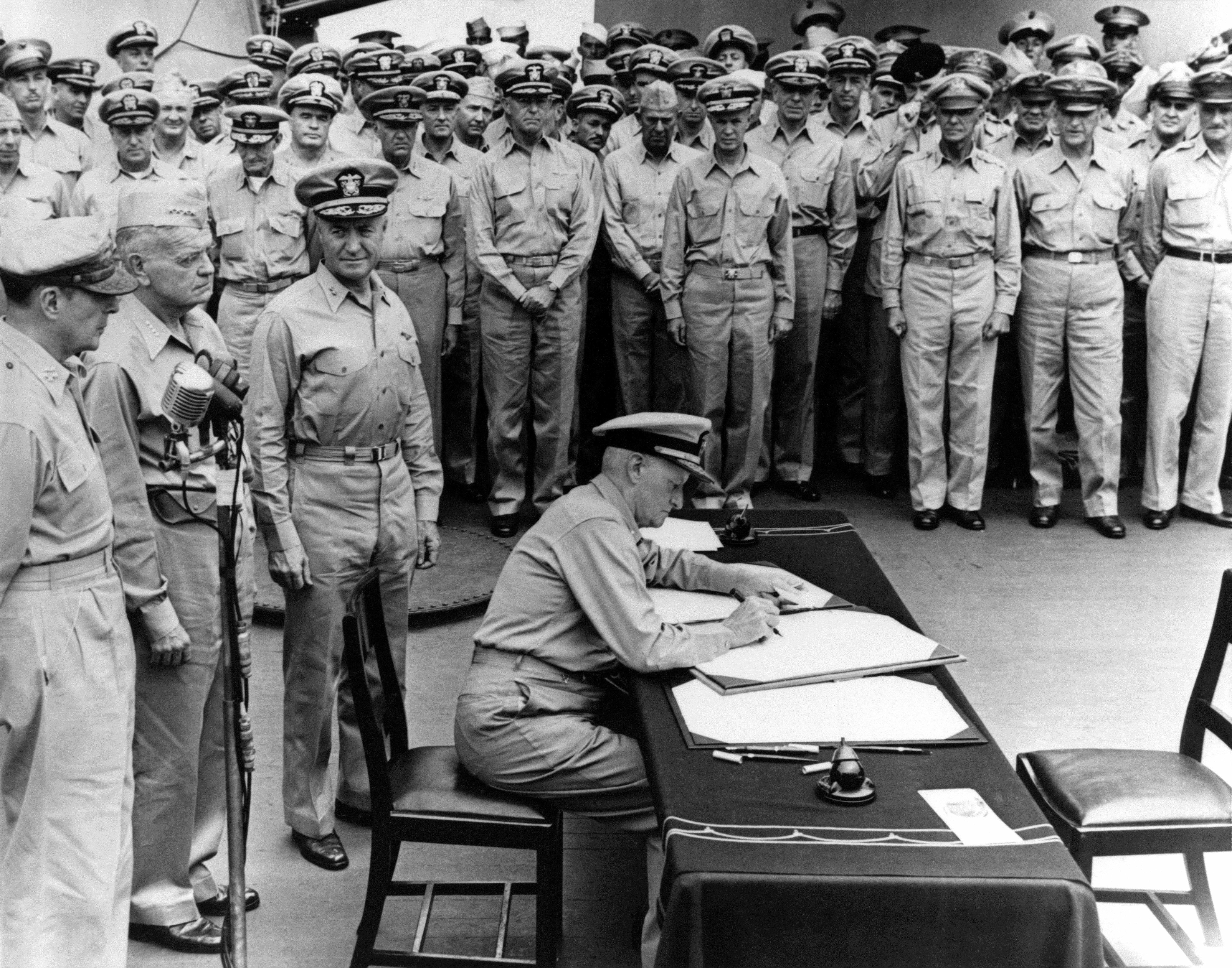
Signature par l'amiral de la flotte Nimitz des actes de capitulation du Japon (2 septembre 1945).

Après les bombardements atomiques d'Hiroshima et Nagasaki, le 6 et le 9 août, et le début des hostilités de l'Union soviétique contre le Japon, l'empereur Showa s'est résigné à la capitulation du Japon.
Le 2 septembre 1945, en baie de Tokyo, c'est à bord de l'USS Missouri, navire amiral de la IIIe flotte qu'a été signé l'acte de capitulation du Japon, qui a été paraphé par l'amiral de la flotte Nimitz, au nom des États-Unis, après que le général de l'Armée Douglas MacArthur, l'a eu signé au nom des Nations unies,.
Le 5 octobre 1945, désigné Jour de Nimitz à Washington, il reçut une deuxième étoile d'or en lieu et place de sa troisième citation pour la Navy Distinguished Service Medal. Le président Truman a mentionné son « service exceptionnel en tant que commandant en chef de la Flotte du Pacifique et des zones de l'océan Pacifique, de juin 1944 à août 1945 ».

### Après-guerre

#### Chef des opérations navales de décembre 1945 à décembre 1947

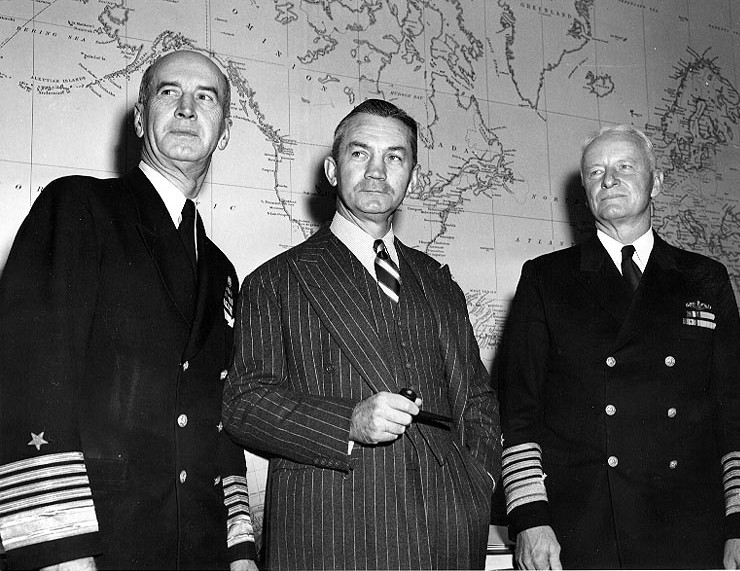
L'amiral de la flotte King, avec le secrétaire à la Marine James Forrestal et l'amiral de la flotte Nimitz, le 21 novembre 1945

Le 21 novembre 1945, le secrétaire à la Marine, James Forrestal a annoncé que l'amiral de la flotte Nimitz succéderait à l'amiral de la flotte King en tant que chef des opérations navales. Cette nomination fut confirmée par le Sénat, le 26 novembre, et a été effective à partir du 15 décembre. Chester Nimitz demanda explicitement au président Truman de n'avoir à assurer qu'un mandat de deux ans à ce poste.
La priorité de sa mission de chef des opérations navales était la restructuration de la Marine qui avait atteint un potentiel important pendant la guerre mais qui devait alors s'adapter à l'après-guerre. Il mit en place les structures nécessaires au service actif et aux unités de réserve. Dans une période d'âpres discussions, sur la réorganisation des chaines de commandement des différents services par rapport au secrétariat à la Défense et entre eux, l'autorité de l'amiral de la flotte Nimitz a permis de trouver un compromis, qui a maintenu l'aéronautique navale et les Marines au sein de l'U.S. Navy.

##### Déposition au procès duGrossadmiralKarl Dönitz à Nuremberg
L'amiral de la flotte Nimitz intervint, en juillet 1946, par un affidavit, lors du procès de Nuremberg, au sujet de l'utilisation des sous-marins durant le conflit, et plus particulièrement des secours aux équipages et passagers des navires torpillés. L'amiral allemand Karl Dönitz avait donné l'ordre durant la guerre de ne pas apporter de tels secours. Nimitz affirma qu'il avait donné une consigne similaire lors de la campagne sous-marine alliée dans le Pacifique afin d'éviter de mettre en péril la sécurité des sous-marins.
À la question « Était-il courant dans de telles zones (de théâtre des opérations) de procéder avec les sous-marins à des attaques des navires marchands sans avertissement, à l'exception des leurs et de ceux des alliés ? », Nimitz répondit « Oui, à l'exception des navires sanitaires, d'autres vaisseaux sous contrôle, et des transits pour des raisons humanitaires ». À la seconde question qui lui demandait s'il avait reçu de tels ordres, Nimitz déclara « Le chef des opérations navales ordonna le 7 décembre 1941 une utilisation sans restriction des sous-marins dans la guerre contre le Japon. »
Dönitz ne fut condamné qu'à dix ans de prison, ce qui peut laisser penser que l'intervention de Nimitz lui avait permis de consolider sa défense de manière significative.

##### La vision de Chester Nimitz sur la Marine du futur
Sous-marinier de formation, Chester Nimitz s'est intéressé aux problèmes de la guerre sous-marine, et en janvier 1946 un poste de Coordinateur pour le combat sous la mer (en anglais : Coordinator of Undersea Warfare) a été créé dans les services du chef des opérations navales. Mais il a aussi pressenti les évolutions technologiques qu'allait connaitre la guerre navale, déclarant « La Marine du futur sera capable de lancer des missiles depuis les navires de surface et les sous-marins, et de délivrer des bombes atomiques depuis des avions basés sur des porte-avions ». Enfin, il a perçu les potentialités de la propulsion nucléaire pour les sous-marins et soutenu celui qui en était alors un des promoteurs les plus engagés, le captain Rickover.
Le 15 décembre 1947, il quitta comme prévu son poste de chef des opérations navales et reçut une troisième étoile d'or sur la Navy Distinguished Service Medal, à l'occasion de sa quatrième citation.
Ce n'est qu'ensuite, après que l'amiral Denfeld (en) lui a succédé, que les choses se sont sérieusement gâtées entre l'administration Truman et les plus prestigieux chefs de l'U.S. Navy sur l'autonomie des trois Armées, en particulier de l'Armée de Mer, vis-à-vis du département de la Défense, sur la tactique d'emploi de l'arme atomique par rapport à des armes conventionnelles comme l'aviation embarquée et sur la priorité à accorder aux bombardiers stratégiques par rapport à la construction de grands porte-avions, pour aboutir à ce que l'on a appelé la « révolte des amiraux ».

### À la retraite
Chester Nimitz et sa femme emménagèrent à Berkeley (Californie) où leurs trois filles, leur fils (un officier de la Navy) ainsi que ses anciens collaborateurs lui rendaient visite. Nimitz occupa le poste essentiellement honorifique d'assistant spécial du Secrétaire à la Marine pour la Frontière maritime de l'Ouest. Il travailla ensuite au sein de la Fondation Historique de la Marine, et s'attacha à rapprocher les armées américaines et japonaises (restauration du cuirassé Mikasa, navire amiral de l'amiral Tōgō, lors de la bataille de Tsushima en 1905).
En 1949, Nimitz fut nommé administrateur au Cachemire, sous l'égide des Nations unies, mais la détérioration des relations entre l'Inde et le Pakistan fit échouer la mission diplomatique. De 1948 à 1956, il fut régent de l'université de Californie. Celle-ci lui rendit hommage le 17 octobre 1964 à l'occasion du Nimitz Day.
Nimitz n'a jamais tenté de tirer profit de sa participation à la guerre et refusa d'écrire ses mémoires. Il pensait que toute réflexion sur le conflit n'aiderait pas la Marine et que ce n'était pas rendre hommage à ceux qui étaient morts au combat.
Après une chute sérieuse de l'amiral en 1964, les Nimitz quittèrent Berkeley pour s'installer dans des quartiers de la Marine sur l'île de Yerba Buena dans la baie de San Francisco.
Vers la fin 1965, Nimitz eut une attaque, aggravée par une pneumonie. Il fut admis à l'hôpital militaire d'Oak Knoll en Californie.
En janvier 1966, les médecins le laissèrent rentrer chez lui. Il s'est éteint le soir du 20 février 1966 à son domicile dans le premier quartier militaire de Yerba Buena à 4 jours de son 81e anniversaire. Avec lui disparait le dernier des amiraux de la flotte de la Marine des États-Unis.
Il a été enterré au cimetière national de Golden Gate, à San Bruno en Californie, le jour même où il devait fêter son 81e anniversaire, à proximité de la tombe de son ami Richmond K. Turner, comme le seront ensuite Charles A. Lockwood et Raymond A. Spruance, selon un arrangement arrêté de leur vivant.

## Dates de promotion
Académie navale d'Annapolis Midship – janvier 1905
| Ensign         | Lieutenant Junior Grade | Lieutenant      | Lieutenant Commander | Commander        | Captain     |
| O-1            | O-2                     | O-3             | O-4                  | O-5              | O-6         |
| -------------- | ----------------------- | --------------- | -------------------- | ---------------- | ----------- |
|                |                         |                 |                      |                  |             |
| 7 janvier 1907 | Non obtenu              | 31 janvier 1910 | 29 août 1916         | 1er février 1918 | 2 juin 1927 |

| Rear Admiral (Lower Half) | Rear Admiral (Upper Half) | Vice Admiral | Admiral          | Fleet Admiral    |
| O-7                       | O-8                       | O-9          | O-10             | O-11             |
| ------------------------- | ------------------------- | ------------ | ---------------- | ---------------- |
|                           |                           |              |                  |                  |
| Non obtenu                | 23 juin 1938              | Non obtenu   | 31 décembre 1941 | 19 décembre 1944 |

À l'époque de la promotion de Nimitz comme contre-amiral, l'U.S. Navy n'avait pas maintenu le grade de commodore à une étoile. Nimitz a de ce fait été promu de capitaine de vaisseau au grade de contre-amiral, (en anglais : Rear admiral (upper half) à deux étoiles.
Par décision du Congrès, il a sauté le grade de vice-amiral et devint amiral en décembre 1941.
Nimitz n'a jamais obtenu non plus le grade de Lieutenant Junior Grade bien que, pour des raisons administratives, ses états de service indiquent que ses promotions au grade de Lieutenant, Junior Grade et à celui de lieutenant, se déroulèrent le même jour.
[citation nécessaire]

## Décorations

### États-Unis
| Gold star · Gold star · Gold star | Navy Distinguished Service Medal avec trois étoiles d'or |
|                                   | Army Distinguished Service Medal                         |
|                                   | Silver Lifesaving Medal                                  |
|                                   | Médaille interalliée 1914-1918                           |
|                                   | American Defense Service Medal                           |
|                                   | Asiatic-Pacific Campaign Medal                           |
|                                   | World War II Victory Medal                               |
|                                   | National Defense Service Medal                           |

### Autres nations alliées
|             | Ordre du Bain (Royaume-Uni)                                         |
|             | Pacific Star (Royaume-Uni)                                          |
|             | Officier de la Légion d'honneur (France)                            |
|             | Medal of Valor (Philippines)                                        |
| Bronze star | Médaille de la Libération des Philippines avec une étoile de bronze |
|             | Ordre d'Orange-Nassau (Pays-Bas)                                    |
|             | Ordre de Georges Ier (Grèce)                                        |
|             | Ordre de Pao Ting (Chine)                                           |
|             | Croix du Mérite militaire de première classe - (Guatemala)          |
|             | Ordre de Carlos Manuel de Cespedes (Cuba)                           |
|             | Ordre de la libération de San Martin (Argentine)                    |
|             | Ordre de Abdon Calderón (Équateur)                                  |
|             | Officier de l'ordre de la Couronne (Belgique)                       |
|             | Croix de guerre avec palme (Belgique)                               |
|             | Ordre militaire d'Italie (Italie)                                   |
|             | Ordre du Mérite naval (Brésil)                                      |

## Famille
Chester et Catherine Nimitz (1892-1979) ont eu quatre enfants :
- Catherine Nimitz Lay (1914-2015)[195], qui a été la marraine de l'USS Nimitz en 1972[196].
- Chester, Jr., (1915-2002), diplômé en 1936 de l'Académie navale d'Annapolis, sous-marinier jusqu'en 1957, retraité avec le grade de contre-amiral.
- Anna Elizabeth Nimitz, dite Nancy (1919-2003), spécialiste de l'économie soviétique à la RAND Corporation
- Mary Aquinas (1931-2006), sœur de l'ordre des Prêcheurs, professeur de biologie à l'université dominicaine de Californie, avec des fonctions importantes dans la recherche.

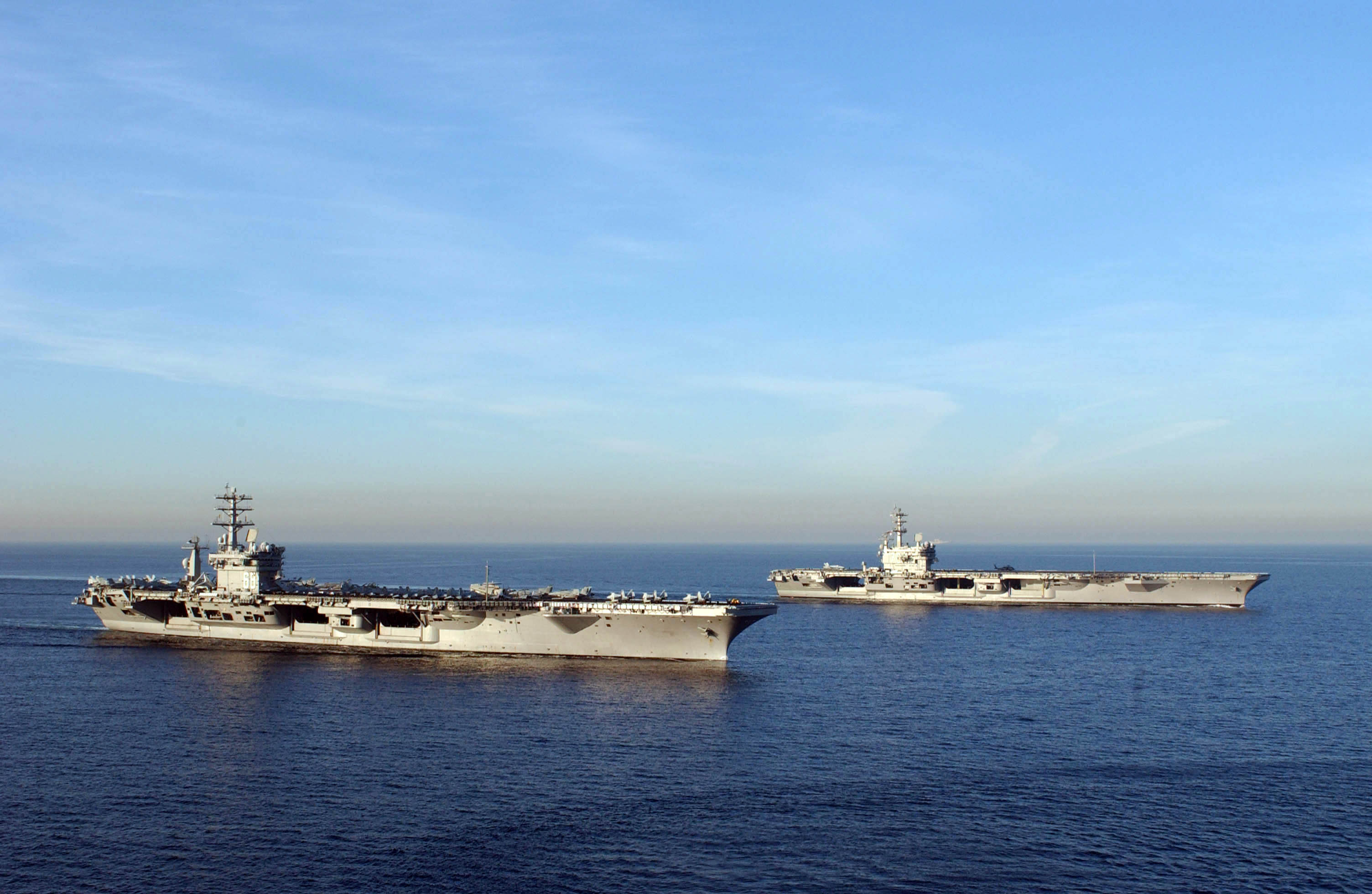
L'USS Nimitz, et l'USS Ronald Reagan, neuvième unité de la, en novembre 2004

## Hommages
Un très grand porte-avions de 97 000 tonnes à propulsion nucléaire, l'USS Nimitz (CVN-68) a été commandé à peine plus d'un an après la mort de l'amiral. Il a été mis en service en 1975 et a donné son nom à une classe de dix porte-avions de la Marine des États-Unis dont le dernier, l'USS George H. W. Bush, a été mis en service en 2009, et qui constituent depuis 2012, et constitueront, jusqu'à la mise en service de l'USS Gerald R. Ford, la totalité de la flotte de porte-avions de la Marine des États-Unis.
La Nimitz Freeway (Interstate 880) relie les parties Est et Sud de la baie de San Francisco.
Le Jardin japonais de la paix (anglais : Japanese Garden of Peace) à Fredericksburg, au Texas, est installé dans la maison d'enfance de Nimitz, qui fait désormais partie du musée national de la guerre du Pacifique.

## Dans la culture populaire
- Dans le film La Bataille de Midway, son rôle est interprété par Henry Fonda.
- Dans Pearl Harbor de Michael Bay, il est interprété par Graham Beckel.
- Dans Midway (2019) de Roland Emmerich, il est incarné par Woody Harrelson.
- Chester Nimitz n'apparaît pas en personne dans Nimitz, retour vers l'enfer (1980) de Don Taylor, le titre du film se réfère au porte-avions qui porte son nom, et qui voyage dans le temps jusqu'en décembre 1941, à la veille de l'attaque de Pearl Harbor. Un sénateur américain de l'époque s'indigne d'ailleurs qu'on donne à un navire de guerre le nom d'un amiral en activité.